# イナズマイレブンGOの登場人物
イナズマイレブンGOの登場人物（イナズマイレブンゴーのとうじょうじんぶつ）は、レベルファイブ制作のゲーム『イナズマイレブンGO』、およびゲームから派生した漫画作品、テレビアニメ、映画作品などに登場する架空の人物の一覧である。
- 本項で説明する人物の登場作品
  - 『イナズマイレブンGO』
  - 『イナズマイレブンGO2 クロノ・ストーン』
  - 『イナズマイレブンGO ギャラクシー』

## 雷門中学校
フットボールフロンティアやフットボールフロンティアインターナショナルで優勝したサッカー部の選手が所属していたこともあり、知名度や社会的評価が高く、内申書の評価を上げる目的で入部する生徒もいる。多くのプロサッカー選手を輩出していたが、「フィフスセクター」によって自由なサッカーを楽しめなくなっていた。部室は旧作とは違い、「サッカー棟」と呼ばれる場所で管理されているが、旧部室も取り壊されずに保存されている。
制服は前作と同じだが、男子の制服は青の色調が強くなり、青色になっている。女子の制服も前作よりも柔らかい色をしており、スカートの色は青色、リボンの色が1年はピンク色、2年は水色、3年は薄緑色、靴下の色は白に変更。ただし、主要キャラクターはそれぞれ制服の個性・変化がある。
- 空野葵 - 『ギャラクシー』編で制服の上にカーディガンを着用するようになり、靴下も黒の靴下を履いている。
- 瀬戸水鳥 - 深緑のロングスカートに長袖のシャツ（さらに袖を捲っている）を着用しており、リボンをつけておらず、胸元をはだけている。また、ロングスカートで隠れて見えていないが、黒のタイツを履いている。
- 山菜茜 - スカートの裾が少し長く、下は靴下ではなく紫のタイツを履いている。
- 菜花黄名子 - 黒の靴下、黄色のベストを着用しており、リボンもオレンジ色である。

### 雷門中サッカー部

#### 部員
一人称は信助と輝、錦以外全員「俺」、信助と輝は「僕」、錦は「ワシ」。ユニフォームは前作から変更されており、ユニフォームの色は山吹色、袖の先端と端は青。半ズボンの色は青、裾の先端は山吹色。ゴールキーパーのユニフォームの色は半ズボンと共に緑色、袖の色はオレンジ色で、脇あたりの内側は緑、肘から下は白。ただし、信助がポジションがゴールキーパーになった時に着用するユニフォームの色は半ズボンと共にダークブラウン色、袖の色は白、脇あたりの内側はダークブラウン色、肘から下は山吹色となっている。左胸には稲妻マークがついたワッペンがついている。靴下の色は青、ゴールキーパーの靴下の色はオレンジ色（信助のゴールキーパーのユニフォームの靴下の色は山吹色）。ジャージの色はクリーム色、袖・ズボンの色は青で、袖上半分稲妻の模様、ズボンは黄色い縦ラインがついている。
第1期の当初ではサッカー部は「ファーストチーム」と「セカンドチーム」に分かれており、公式試合に出られるのは「ファースト」のみであった。部員たちはまず「セカンド」に所属し、その後の能力や活躍によって「ファースト」に上がれるかが決まる。しかし、「セカンド」部員の退部などによってチーム分けが意味を成さなくなり、現在はこの区分は使われていないため、実質では全員が「ファースト」所属となっている。後にセカンドチーム部員は全員復帰している。
第2期では部員たちがサッカーに関する記憶を失っていたことから、長らく天馬をキャプテンとする「テンマーズ」名義を使っていたが、神童たちの復活を機に「チーム雷門」となる。その後、ラグナロクにてそれぞれ天馬と剣城、神童をキャプテンとする「エルドラドチーム」を結成した。また、延長戦では「クロノストーム」を結成した。
第3期ではキャプテンである天馬が剣城、神童と共にチームを離脱したため、キャプテンは霧野に引き継がれている。
雷門サッカー部の戦術 （必殺タクティクス）
神のタクト
神童が中心となって展開する。彼の指揮をするような手の動作に伴って現れる光のラインに沿うようにパスを繋いでいく。しかしラインから少しでもずれるとタクティクスとして意味を成さなくなる。
後述のFI含め、必殺タクティクスの中でも出番が特に多く、また「神のタクト」は神童の異名でもある。
アルティメットサンダー
久遠と神童が考えたもので、4人の選手でバックパスをしながらボールにエネルギーを溜め、最後の5人目がボールを相手陣内に蹴り込み、その衝撃で相手ディフェンス陣を蹴散らす。
エネルギーの溜まったボールを蹴るために5人目は他の4人以上の力強さを要求される。剣城が加入するまでは主に神童が最後の5人目を担当していたが、成功することはなかった。
ダブルウィング
白恋中の「絶対障壁」を破るために開発したもので、6人編成で後ろ2選手がパスを繰り返すことで相手を攪乱、相手の目の前で3人ずつ二手に分かれ、両サイドを猛スピードを駆け抜ける。
一定のスピードを要求されるもので、パススピードが足りていないとボールをどちらが持っているかが相手に分かってしまい、簡単に奪われてしまうという弱点がある。
フライングルートパス
床が水没するトラップが仕掛けられた特殊な構造の「ウォーターワールドスタジアム」に対応するために編み出したもので、空中でパスを繋いでいく。
3D・リフレクター
第2期に登場。大介からのヒントを元に編み出された。
空中を含めたフィールド全体の空間を利用し、点と点を繋ぐようにボールを繋いでいく。
奇門遁甲の陣（きもんとんこうのじん）
第2期に登場。孔明とミキシマックスした太陽/白竜が編み出した。ボールを持っている相手の周りを囲み、相手のパスを自分の望む方向へと誘導させる。
神のタクトFI（ファイアイリュージョン）
『劇場版イナズマイレブンGO vs ダンボール戦機W』から登場。アニメでは『クロノ・ストーン』編のギル戦から使われるようになった。
神のタクトが進化したタクティクスで、以前は光のラインであったが、名前の通り炎のラインへと変わった。
グランドラスター
第2期に登場。ザ・ラグーン戦で編み出されたもので、イナズママークの形になるようにボールをパスしていくことで最後のシュートの威力を爆発的に上げる。
※技名の横にある（ ）内は合体技のパートナー。
松風 天馬（まつかぜ てんま）
声 - 寺崎裕香 / 戸松遥（幼少期）
本作の主人公。1年MF。背番号8番。第1期の新雲学園戦後から雷門中サッカー部キャプテンを任されるようになり、その後の第2期・第3期でも自身のチームのキャプテンを務めている。
風のなびきを連想させる髪型が特徴で、常に前向きで素直な性格。「なんとかなるさ!」が口癖で、「そよ風」と評される爽やかさを持つ。度々サッカーを擬人化する癖があり、当初はそれが原因で部員から茶化されることもあった。
幼い頃は一緒にサッカーができる友人がいなかったことから、一人でも出来ることを理由に練習を重ねていた「ドリブル」が得意である。そのため物語開始当初はこれ以外からっきしであった。必殺技にもドリブル技が多い。
10年前に当時、母親（声 - 斎賀みつき）と一緒に住んでいた沖縄で子犬（後のサスケ）を助けた際に崩れてきた木材に潰されそうになった所を、ある少年が蹴ったサッカーボールによって救われたことがきっかけでサッカーを始める。その時使われたボールに書かれていたイナズママークから雷門中を想起し、雷門に憧れるようになった。ボールは現在、天馬の自室で大切に保管されている。
雷門中サッカー部に入った当初は「フィフスセクター」によって中学サッカーが管理されていることを知らず、楽観的な発言で上級生部員を苛立たせることもあったが、神童の化身発現を促したことをきっかけに、雷門中やサッカー界に「革命（かぜ）」を起こしていくこととなる。
基本的にどんな相手でも信じて平等に接することから、間を取り持つ役目に回ることが多い。第3期にて自分に「希望のカケラ」と呼ばれる石を探す役目を託してきた謎の少女カトラに関してもあまり疑うことはしなかった。
第1期では、彼を「松風」と呼ぶか「天馬」と呼ぶかで、その人が彼に対し心を開いているか否かが分かるようになっていた。そのため、初期は「天馬」ではなく「松風」と呼ばれていることが多い。
前述の通り、前向きな性格であるが、第1期にてキャプテンを任されてから、「キャプテン」という立場と役割に悩むことが非常に多くなる。第2期では以前の神童のような「完璧なキャプテン」になることに固執し、自分がキャプテンとして未熟であることに思い悩んでいたが、仲間からの叱咤で立ち直った。しかし第3期では素人ばかりのチームを率いていたためか、また別の「キャプテンらしさ」を無意識に求めるようになり、自分らしいサッカーができなくなっていた。最終的にイクサルフリート戦で瞬木の喝を受けたことでそれを完全に吹っ切った。
空野葵とは小学校からの同級生であり、中学校では同じクラス。小学3年生の時に受けた稲妻KFCの入団試験の時に野良犬に襲われた彼女を助けてからの仲。西園信助とは入学式で話しかけられたことがきっかけで仲良くなり、以降は行動を共にすることが多くなった。剣城京介とは『ホーリーロード』編序盤まで敵対していたが、剣城が正式にサッカー部に加入してからは「親友」と呼べるほどの仲になる。雨宮太陽とは第1期の準決勝・新雲学園戦からライバル関係となる。沖縄時代よく遊んでもらったことから綱海条介と知り合い。フェーダのリーダーであるSARUとは顔が似ているが、血縁関係は明確にされていない。
コロコロ版では少々「お馬鹿」な部分が強調されている（褒められると頭を抱えて照れる、歴史の偉人について詳しく知らないなど）。第1期で神童が負傷しないため、キャプテンという立場になるのはテンマーズ結成後になっている。
必殺技は「そよかぜステップS」、「真マッハウィンド」、「スパイラルドロー」、「ワンダートラップZ」、「アグレッシブビート改」、「風穴ドライブ」、「ゴッドウィンド改」、「ゴッドハンドW（ダブル）」、「ZスラッシュG4」、「嵐・竜巻・ハリケーン」、「エボリューション」（剣城、神童）、「ファイアトルネードDD（ダブルドライブ）」（剣城）、「エクストリームラビット」（フェイ）、「ファイアトルネードTC（トリプルクラッシャー）」（剣城、黄名子）、「ジ・アース∞」（剣城、神童）。
『劇場版イナズマイレブンGO 究極の絆 グリフォン』で一度だけ披露した「ヤギを持ちながらのそよかぜステップ」は、後に「そよヤギステップ」と言う名前と共にゲームに技として逆輸入されている。
天馬の化身
魔神ペガサス
声 - 佐藤健輔
背中に翼の生えた魔神のような容姿をしている。他の化身と違い雄叫びを上げながら出現する。
魔神ペガサスアーク
魔神ペガサスが進化した姿。全体的に塗装が施され、ベルトのような物をつけている。『クロノ・ストーン』プロトコル・オメガ2.0戦にて初アームド。
化身を用いた必殺技は「ジャスティスウィング」。
『劇場版イナズマイレブンGO vs ダンボール戦機W』で一時的に髪が黒く、身体と髪が赤くなった「魔神ペガサスアークR」に進化した。
魔帝グリフォン
天馬の「魔神ペガサスアーク」、剣城の「剣聖ランスロット」、神童の「奏者マエストロ」が1つになり生まれた化身。
魔神ペガサスアークの魔神を基に青いたてがみや黄金の翼を生やし、黒いマントをまとったグリフォンのような容姿をしている。
化身を用いた必殺技は「ソード・オブ・ファイア」。
融合 天馬×シュウ
プロトコル・オメガ2.0戦で、天馬がシュウとミキシマックスにより融合した姿。髪の色や髪留め等全体的にシュウを意識した姿となっている。
融合 天馬×アーサー王
幻想世界編のパーフェクトカスケイド戦で、天馬とアーサー王がミキシマックスにより融合した姿。髪が金髪で後方に伸びた容姿をしている。
必殺技は「王の剣」、「最強イレブン波動」（剣城、神童、西園、霧野、錦、トーブ、太陽、白竜、黄名子、ザナーク、フェイ）。
天馬のソウル
ホース→ペガサス
オフェンス型ソウル。ファラム・ディーテ戦で初登場。
剣城 京介（つるぎ きょうすけ）
声 - 大原崇 / 小林ゆう（幼少期）
1年FW。雷門のエースストライカー。黒の騎士団、雷門中共に背番号10番。藍色の髪で後ろ髪を少し縛り、揉み上げの両サイドがカールしている。当初は黒の騎士団のキャプテンとして登場し、制服をマントのように掛けてボンタンにチェーンを巻いている。雷門のユニフォームを着る際は前作の豪炎寺と同様に襟を立たせている。
6年前、兄の優一とサッカーをして木に引っかかったボールを取ろうとした時、誤って転落してしまいそうになった所を優一に助けられるが、その衝撃で彼が怪我をして足に障害を負ったことでサッカーが出来なくなってしまう。自らはそのことに責任を感じ、兄にもう一度サッカーをさせたいという想いから「ホーリーロードを成功させる代わりに兄の手術料を貰う」という契約を聖帝と交え、「フィフスセクター」に就いていた。現在も兄を慕っており、彼に対してはフィフスセクターのときから柔らかい表情と優しさを見せている。
『ホーリーロード』編では雷門中に「シード」として送られ、入学式前にサッカー部を破壊しようとセカンドチームを襲撃し、入学式後に「フィフスセクター」からの指示でサッカー部に監視役として入部する。
しかし、万能坂中戦で指示に逆らったことで黒木に呼び出され忠告を受け、その後、帝国学園戦に顔を出していなかったことを兄に叱責されたことがきっかけでサッカーに本気で向き合う決意をし、フィフスセクターから完全に離反した。
当初は天馬の事を敵対していたが、フィスセクターから離反したのと同時に和解し彼を認める。また、イシドの正体が自身の憧れであった豪炎寺だということに逸早く気付き、彼から「ファイアトルネードDD」の特訓を受け、天馬と共に練習していた。ホーリーロード決勝戦ではそれを完成させ、結果雷門を優勝へと導いた。その際に天馬のことを名字ではなく名前で呼ぶようになった。
『クロノ・ストーン』編のサッカーが無くなった世界では、優一の事故がなかった代わりにどちらか片方しか行けないサッカー留学へ兄を送り出すためにサッカーそのものをやめていた。その後、インタラプトの修復によってサッカー部所属状態に戻ったが、当然サッカーをやめていた頃の記憶は残っていないために離脱の自覚はなく、インタラプト修復前の兄が自分にサッカーを取り戻させるために天馬たちと一緒に戦ったことを知り、兄の想いに応えるためにも本来の歴史を取り戻すことを改めて決意する。
その後、幕末で沖田総司と出会い、その境遇から彼を自身の兄と重ね、気にかけるようになる。その後はザナーク・ドメイン戦にて敵チームにいた沖田を説得し、自身とのミキシマックスを成功させ「稲妻のように素早く切り込む速さ、電光石火のスピードストライカー」の力を手に入れる。
ラグナロク戦ではエルドラドチーム01のキャプテンに任命される。
『ギャラクシー』編では、サンドリアスとの試合に勝利した後、前のファラム王・アクロウスに似ていることを理由にララヤによってファラム・オービアスに拉致される。
その際、自らを夫にして王にさせようとするララヤの話を訊きつつ、ファラム・オービアスで何が起こっているのかを自らの手で探していた。その結果、一部の上級貴族が星の民から自由と金を奪って裕福な生活をしていることを突き止め、それがドノルゼンたちの仕業だと判明するが、彼らによってララヤと共に牢に幽閉されてしまう。決勝戦の直前にミネルによってドノルゼンの策謀が鎮圧されララヤと共に解放されるが、その際に黒いピクシー（アクロウス）と邂逅し対話したことである決断を下し、ファラム・ディーテのキャプテンとして天馬たちに立ちはだかる。天馬と激しいぶつかり合いをした末に敗北し、再びアースイレブンへ戻る。
必殺技は「デスソード」、「デスドロップG3」、「デビルバースト」、「バイシクルソードV2」、「ジョーカーレインズ」（神童）、「エボリューション」（天馬、神童）、「ファイアトルネードDD（ダブルドライブ）」（天馬、超次元ドリームマッチでは豪炎寺）、「グレートブラスター」（白竜）、「ファイアトルネードTC（トリプルクラッシャー）」（天馬、黄名子）、「ブラックドーン」（瞬木）、「ジ・アース∞」（天馬、神童）。
剣城の化身
剣聖ランスロット
全身甲冑に赤いマントを羽織った騎士のような容姿をしている。『クロノ・ストーン』プロトコル・オメガ2.0戦にて初アームド。
化身を用いた必殺技は「ロストエンジェル」。
魔帝グリフォン
天馬の「魔神ペガサスアーク」、剣城の「剣聖ランスロット」、神童の「奏者マエストロ」が1つになり生まれた化身。
魔神ペガサスアークの魔神を基に青いたてがみや黄金の翼を生やし、黒いマントをまとったグリフォンのような容姿をしている。
化身を用いた必殺技は「ソード・オブ・ファイア」。
融合 剣城×沖田
幕末編「二条城」で、剣城が沖田とミキシマックスにより融合した姿。髪型や瞳の色が沖田を意識したものに変わり、肌が浅黒くなり、表情もいつもより穏やかなものに変わっている。
必殺技は「菊一文字」、「最強イレブン波動」（天馬＆フェイ、フェイ＆神童）。
剣城のソウル
オオカミ
シュート型ソウル。ファラム・ディーテ戦で初登場。
神童 拓人（しんどう たくと）
声 - 斎賀みつき
2年MF。背番号9番。雷門中サッカー部（ファーストチーム）キャプテンであったが、新雲学園戦での負傷以降、立場を天馬に譲っている。「神童財閥」と言う財閥の御曹司。「神のタクト」という異名を持ち、1年生の時から雷門中サッカー部を支える司令塔。クールに見えるが実は感情的で、感情が昂るとすぐに泣いてしまう泣き虫な面もある。
第1期序盤では事情を知らない天馬に苛立ちを募らせて怒鳴ったり、「フィフスセクター」からの勝敗指示を無視したことによる久遠の監督解任に責任を感じ退部しようとしたこともあったが、円堂と天馬に説得され、「フィフスセクター」への反抗を決意する。
新雲学園戦で足を負傷し入院（ゲームは3ヶ月、アニメは1ヶ月）したことをきっかけに天馬にキャプテンの立場を譲り、ホーリーロード決勝戦では観客席から天馬に檄を飛ばし、雷門中の優勝を見届けた。
第2期のサッカーが無くなった世界ではサッカー部とサッカーに関する記憶を無くし、音楽部に所属。完全に元に戻っていない世界では剣城京介を知らず、OBである彼の兄・剣城優一を「剣城先輩」と慕っていた。全てを思い出してからは「人を見抜き、大局を見抜く、静と動を合わせ持つ真実のゲームメーカー」の素質を大介に見出され、オーラを手に入れるために天馬たちと奔走する。
戦国時代では織田信長のオーラを獲得するために「器を大きくする」ことを必要とされ、その過程で化身アームドを習得する。
ラグナロク戦ではエルドラドチーム02のキャプテンを務め、アルファ・ベータ・ガンマの勝手な行動に辟易するものの、サカマキの助言を得て彼らをコントロールすることに成功した。
第3期では、新メンバー、特に井吹との折り合いが悪く、何でも自分一人でやろうとし、周りと協力しない彼に対して厳しい態度を取った。和解後、惑星ガードンでの出来事などを経て、互いに好敵手のような関係となっている。
霧野とは親友であり、神童の支えにもなっている。他の学校では天河原の喜多や木戸川清修の貴志部とも友人同士である。
サッカーの他にはピアノを嗜み、数々のコンクールで優勝を飾るほどの腕前を持ち、第3期でも自室に電子ピアノを持ち込んでいる。
整った容姿や試合中の活躍などから女性に好意を寄せられることが多く、ゲーム中では至る所にファンの姿が確認できる。
自宅では猫を飼っており、第2期から2匹に増えた。それぞれ「リュート」と「アリア」と言う名前。猫好きなのか、他にも携帯には猫と音符のモチーフのストラップがついている。
必殺技は「フォルテシモV2」、「プレストターンV2」、「オリンポスハーモニー」、「アインザッツG2」、「ディフューズコード」（アニメでは未登場）、「ジョーカーレインズ」（剣城）、「エボリューション」（天馬、剣城）、「ジ・アース∞」（天馬、剣城）。
神童の化身
奏者マエストロ
四本の腕とタクトを持った指揮者のような容姿をしている。戦国編で初アームド。
化身を用いた必殺技は「ハーモニクス」。
魔帝グリフォン
天馬の「魔神ペガサスアーク」、剣城の「剣聖ランスロット」、神童の「奏者マエストロ」が1つになり生まれた化身。
魔神ペガサスアークの魔神を基に青いたてがみや黄金の翼を生やし、黒いマントをまとったグリフォンのような容姿をしている。
化身を用いた必殺技は「ソード・オブ・ファイア」。
融合 神童×信長
戦国編「蹴鞠戦」で、神童が信長とミキシマックスにより融合した姿。髪と瞳に赤みがかかり、髪型は髷になっている。
必殺技は「刹那ブースト」、「最強イレブン波動」（フェイ、剣城）。
神童のソウル
クジャク
オフェンス型ソウル。ガードン戦で初登場。
西園 信助（にしぞの しんすけ）
声 - 戸松遥
1年DF/GK。背番号5番/20番。動物の耳のような髪型と水色のヘアバンドが特徴で、雷門中サッカー部の中でもかなり小柄だが、得意のジャンプでそれをカバーしている。また食いしん坊な所があり、第3期ゲーム版では密航に使ったミカン箱に入っていたミカンを一人で全部平らげていた。
元気で明るい性格だが、鬼道がサッカー部監督となった時の練習内容や、第2期での劉備、第3期の井吹のGKというポジションに対する態度など、理解出来ない時にはすぐに反発したり、厳しい言葉をぶつけることが多い。
第2期では劉備とのミキシマックスで「大国を治める力、強靭な行動力と実行力を持つ鉄壁のキーパー」の力を手にする。趣味の面では恐竜に造詣が深く、それが縁で恐竜時代へ行くことを許可された。また、ゲームにも興味があり、かなりディープなジャンルにも手を出しているようである。
第3期では代表入りは叶わず、諦めきれずに黒岩に直接懇願するが、それも取り合ってもらえなかった。そのためギャラクシーノーツ号に密航し、結果代表に加わることになる。
松風天馬とは入学式の日に話しかけてからの親友。他にも空野葵や狩屋マサキなどと仲がいい。ザナーク・ドメイン戦後、雨宮太陽とは名前で呼び合う仲になる。
天馬や神童、剣城と違ってソウルを持たないが、それがイクサルフリート戦では役立つこととなった。
必殺技は「ぶっとびジャンプV2」、「スカイウォーク」、「真ぶっとびパンチ」、「ぎんがロケット」、「かっとびディフェンス」（狩屋）。
信助の化身
護星神タイタニアス
大きな手をしたタイタニアスのような容姿をしている。戦国編で初アームド。
化身を用いた必殺技は「マジン・ザ・ハンド」。
融合 信助×劉備
三国志編「孔明の園」で、信助と劉備がミキシマックスにより融合した姿。髪型と髪の色が劉備を意識したものに変わり、ヘアバンドの形も変わる。
必殺技は「真大国謳歌」。
霧野 蘭丸（きりの らんまる）
声 - 小林ゆう、田村睦心（初回PV）
2年DF。背番号3番。雷門中サッカー部のディフェンスの要。ピンクの2本おさげ髪と整った容姿を持つ美少年で、「女性に間違われることが嫌」らしい。神童拓人とは自他共に認める親友で、一緒にいる場面が多い。プライベートでも彼の参加するコンクールを観に行ったりしている。
第1期では狩屋からの挑発に苛立ち、彼を「フィフスセクター」の「シード」ではないかと疑ったり、そのせいで連携を乱すこともあった。しかし、円堂や鬼道の助言に寄り協力して敵の必殺タクティクスを打ち破って以来、互いを思いやるところも見せるようになった。
第2期では神童が自分を置いてどんどん先に行ってしまうことに嫉妬を覚えていることを狩屋に指摘され、焦りを見せるようになる。しかし、中世フランスに行った際にジャンヌと出会ったことでその気持ちを振り切り、ジャンヌとのミキシマックスを成功させ、「仲間の勇気を奮い立たせ、鉄壁の守りに変えるカリスマディフェンダー」の力を得る。
第3期では宇宙へ行った天馬の代わりにキャプテンを務めている。
必殺技は「ザ・ミスト」、「ディープミスト」、「メロディウェイブ」（アニメでは未登場）。
霧野の化身
戦旗士ブリュンヒルデ
霧野と同じ髪の色で大きな旗を持ったブリュンヒルデのような容姿をしている。ガル戦にて初アームド。
化身を用いた必殺技は「ヴァルキリーフラッグ」。
融合 霧野×ジャンヌ
中世フランス編のプロトコル・オメガ3.0戦で霧野とジャンヌがミキシマックスで融合した姿。髪型は霧野、髪の色、目付きはジャンヌを意識したものになりメガネを掛けている。
必殺技は「ラ・フラム」
三国 太一（さんごく たいち）
声 - 佐藤健輔
3年GK。背番号1番。髪形はダークブラウン色のアフロ頭。仕事で忙しい母親（声 - 田野めぐみ）を支えているためかしっかりした性格で、チームメイトからの信頼も厚い雷門中サッカー部の「柱」のような存在。3年への進級時に「自由なサッカー」を願って、神童にキャプテンマークを託した。
母親が見る試合は必ず勝つことから彼女を「勝利の女神」としている。中学に入ってからは「フィフスセクター」のこともあって一度も試合に呼んでいなかったが、彼女が観戦した天河原戦では見事に勝利を手にした。後にGKのポジションを信助に譲り、手ほどきを行ったことが後の信助のGKに対する誇りとプライドに繋がっている。
母に代わって夕飯などで料理を作ることも多く、特に彼の作るプリンは絶品であり、部員からもちょくちょくねだられている。
必殺技は「バーニングキャッチ」、「フェンス・オブ・ガイア」、「無頼ハンド」、「絶ゴッドハンドX」。
浜野 海士（はまの かいじ）
声 - 金野潤
2年MF。背番号6番。額にゴーグルを付けているのとユニフォームの袖をまくっているのが特徴。喋る時、よく語頭に「ちゅーか」とつける。飄々とした性格の持ち主で、チームのムードメーカー的存在。釣りが大好きで速水を誘って釣堀によく訪れている。
不本意ながらもフィフスセクターへの指示に従っていたが、万能坂戦から彼のキャラを出しながら反抗を決意した。
必殺技は「なみのりピエロ」、「キラーホエール」（アニメでは未登場）。
天城 大地（あまぎ だいち）
声 - 奈良徹 / 加藤奈々絵（幼少時代）
3年DF。背番号4番。ファーストチーム一の大柄な体格と顎（幼少期は額にあった）のゴーグルが特徴。語尾に「〜だド」とつけて話す。
小学校時代は今よりも気弱な性格だった。幻影学園の真帆路と香坂はその頃の同級生であり、特に真帆路とは仲が良かったが、ある時を境に避けられるようになり、以降は幻影学園戦まで没交渉であった。
これに関して理由を知らずにいたが、香坂からいじめられる天城をかばっている内に標的が真帆路に移り、それを天城に気づかれないように関わりを避けていたことを教えられ、真帆路と和解した。
必殺技は「ビバ!万里の長城」、「アトランティスウォールG2」。
倉間 典人（くらま のりひと）
声 - 高垣彩陽
2年FW。背番号11番（『クロノ・ストーン』では17番）。チーム内で信助の次に小柄で、肌が黒く水色の髪で左目が隠れているのが特徴。捻くれた性格で素直ではないが、アニメの第2期では動く兵馬俑を見て悲鳴を上げるなど、怖がりな所がある。
南沢が退部した時には天馬に対し「俺たちのサッカーを潰そうとしているのはお前だ」と言うこともあったが、万能坂戦で多くの仲間が反抗を決めたことから、自分もそれに加わることを決意。その後は彼なりに天馬たちのことを受け入れており、月山国光中戦では天馬との必殺技のシュートチェインで点を取った。
2期では、キャプテンの素質について悩む天馬に対し、アドバイスする一面を見せ、心優しい所もある。
必殺技は「サイドワインダー」。
車田 剛一（くるまだ ごういち）
声 - 野島裕史
3年DF。背番号2番。筋肉質で小柄な体格の持ち主で、鼻の絆創膏が特徴的。ぶっきらぼうだが情に厚い。「爆走する機関車のよう」と例えられる。
他の部員同様に「フィフスセクター」に従っていたが、万能坂中戦をきっかけに「フィフスセクター」への反抗を決意した。実家は「車田オート」と言う自動車販売・修理業を営んでいる。
必殺技は「ダッシュトレイン改」。
速水 鶴正（はやみ つるまさ）
声 - 吉野裕行
2年MF。背番号7番。華奢な体躯で、大きな白縁の丸眼鏡に赤茶色の髪のピッグテールが特徴。普段は首に緑色のヘッドフォンをかけているが、サッカーをするときは外している。常に敬語で話す。
雷門一の俊足だが、気が弱くいつもおどおどしたネガティブ思考の持ち主で、場の雰囲気に流されて行動することが多い。浜野と行動を共にしていることが多い。
第2期では三国志の大ファンと言うこと明かされ、三国志編ではタイムジャンプするメンバーになることを望んだが、その熱意から逆に「アイドルに会いに行くわけではない」と外されてしまった。後に恐竜に関する知識から信助が選ばれた時は不満を漏らしていた。
必殺技は「ゼロヨン」。
青山 俊介（あおやま しゅんすけ）
声 - 高垣彩陽
元セカンドチームの選手。2年MF。背番号12番（セカンドチームでは6番）。やや小柄で後ろのはねた黒髪をしており、前髪は斜め分けになっているのが特徴。
剣城の襲撃をきっかけにサッカー部を退部したが、残った部員たちの姿に心動かされ、再びサッカー部へ一乃と共に復帰しサッカーの情報通で活躍している。ゲーム版GO2では錦に菓子パンを買い出しするように頼んでおり、甘党であることが判明している。
必殺技は「プレストターン」、「ブリタニアクロス」（一乃）。
一乃 七助（いちの ななすけ）
声 - 折笠富美子
元セカンドチームの選手であり、キャプテン。2年MF。背番号13番（セカンドチームでは9番）。ライトグレーの髪と赤色の揉み上げが特徴。
青山と共に一度はサッカー部を退部するが、帝国学園の試合を観戦し雷門中がフィフスセクターに立ち向かう姿に心を打たれ、海王学園戦闘前に彼と共に復帰する。青山とは一年から仲が良いという。
必殺技は「ブリタニアクロス」（青山）。
狩屋 マサキ（かりや マサキ）
声 - 泰勇気
1年DF。背番号15番。髪の色は空色。ホーリーロード本戦開幕直前に天馬のクラスに転入してきた転入生。ボディバランスに優れている。
表向きはとてもにこやかで人当りもいいが、裏はかなり意地悪く、特に同じポジションであり、自分を批判する霧野によくちょっかいをかける。意地っ張りだがサッカーに対しては正直で、円堂からも「口は悪いが蹴るボールは優しい」と言われていた。
前作のエイリア学園選手が住んでいた児童養護施設「お日さま園」出身。小学5年生の時に親の会社が人に騙されたことによって倒産したことをきっかけに入園した。この経緯から人を信じようとしなくなったが、霧野や仲間たちに受け入れられたことで考えを改めた。
同じ1年生同士で同級生である天馬や信助にはよく振り回されている。天馬たちに対し裏で毒を吐くこともあったが、今ではなりを潜めている。
第2期では霧野の神童に対する嫉妬を見破り、仮病を訴えてタイムジャンプのメンバーに選ばれなかった彼が中世フランスに行くための手助けをした。
アニメではネーミングセンスがないと言う設定があり、ことあるごとにそれ関係でイジられている。また若手で美人な女性アナウンサーのファンで、サイン色紙を持ち歩くミーハーな面も見せる。
必殺技は「ハンターズネットV2」。
影山 輝（かげやま ひかる）
声 - 藤村歩
1年FW。背番号16番。初めはサッカー経験がほとんどない初心者だったが、素直で物覚えが良く、他者の動きを自らのものにする術に長けている。気合いを入れる時に「うぎー!」と言う特徴的な叫びをすることがある。
その正体は前作で円堂たちと深い因縁のあった影山の甥。そのためサッカー部への入部を諦めようとしたり、影山姓を名乗ることを躊躇していた。このことから第3期ゲーム版では部員の中でいち早く「黒岩流星=影山零治」である事に気づいた。
幼少期はいじめられっ子で、そのことから同様にいじめを受けていた天城にシンパシーを感じており、彼と真帆路の仲の修復に一役買う。アニメでは転校が多いことから早く周囲に馴染むために皆に合わせていたら、それが逆効果となり、友達をなくしかけていたことになっている。
必殺技は「エクステンドゾーン」、「スプリントワープ」（アニメでは未登場）。
錦 龍馬（にしき りょうま）
声 - 岩崎了
2年MF。背番号14番。白恋中戦から加入。侍を連想させる古風な人柄であり、語尾に「〜ぜよ」とつけるなど、土佐弁で話す。マネージャーである水鳥とは1年の時クラスメイトだった。
かなり大雑把で物事をあまり深く考えない豪快な性格の持ち主。ゲームでは普段からふんどしを着用していると語った。
イタリアへ留学していたセカンドチームのエースストライカーで、当時は「雷門の点取り屋」を自称。留学前はFWだったが、サッカーの本場で思い知った実力差にストライカーとしての自信を失っていた所、染岡と出会って師弟関係となり（実際に彼を「師匠」と呼び慕っている）、彼の提案で現在のポジションに転向した。
第2期では坂本龍馬の大ファンであることを明かし、オーラの担い手として名乗りを上げた。ザナーク・アバロニクとは気が合うようである。
名前と性格等は坂本龍馬、外見は佐々木小次郎がモデルとなっている。
必殺技は「アクロバットキープ」、「昇り龍」、「伝来宝刀」。
錦の化身
戦国武神ムサシ
2本の剣を持ち鎧を纏った武士のような容姿をしている。二条城にて初アームド。
化身を用いた必殺技は「武神連斬」。
融合 錦×龍馬
幕末編「二条城」で、錦が龍馬とミキシマックスにより融合した姿。髪型は錦、髪の色は龍馬を意識したものになり、瞳の色も変わっている。
必殺技は「クロシオライド」。

#### 脱退部員
南沢 篤志（みなみさわ あつし）
声 - 梶裕貴
元ファーストチームの部員で、革命選抜チームのキャプテン。3年FW。雷門中・月山国光中共に背番号10番（革命選抜チームではMFで8番）。髪の色は紫。プライドが高く、どこか冷めた性格の持ち主。部員の中でも特に内申などを気にしており、「フィフスセクター」に対しても中学卒業まで我慢すればいいと割り切っていた。
そのため「フィフスセクター」に反抗する天馬たちに着いていけず退部、月山国光中に転校。敵として雷門イレブンに立ち塞がったが、自身が試合中に本気でプレーしていたことに気づかされ、試合後、天馬たちのサッカーを認めて和解した。
その後は「レジスタンスジャパン」の一員になり、天馬たちのライバルとして登場している。
必殺技は「ソニックショットV2」。
小坂 元成（こさか もとなり）
声 - 四宮豪
元ファーストチームの部員。2年DF。背番号5番。水森とは違ってサッカーを好んではいたが、アニメでは黒の騎士団戦後に退部。ゲームでは水森と共に栄都学園の生徒から八百長を持ちかけられ、それを承諾。これを剣城によって神童にバラされ、彼から殴られたことをきっかけにサッカー部から出て行った。
水森 竜也（みずもり たつや）
声 - 古島清孝
元ファーストチームの部員。2年MF。背番号8番。肌が黒い。内申のために入部したこともあって、あまりサッカーに対する情熱がなかった。ゲーム・アニメ共に小坂と同時期に退部する。
虻山 保（あぶやま たもつ）
声 - 古島清孝
元セカンドチームの部員。2年GK。背番号1番。恐ろしいほど食い意地がはっており、食べ放題に行くたびに腹を壊しているという。
向坂 悟（さきさか さとる）
声 - 梶裕貴
元セカンドチームの部員。2年DF。背番号2番。黒髪で獣の耳ような髪形をしており、中性的な顔立ち。言動な淡白で素っ気ない態度だが、野良猫によく懐かれているらしい。
森杉 久（もりすぎ ひさし）
声 - 斎賀みつき
元セカンドチームの部員。2年DF。背番号3番。負けず嫌いで個人勝負にこだわりがち。そのため連携を疎かにすることもある。
桃山 我聞（ももやま がもん）
声 - 戸松遥
元セカンドチームの部員。2年DF。背番号4番。髪の色はオレンジ色。周囲に惑わされないマイペース差ゆえに好調・不調の波が小さい所が強みである。
星野 隆平（ほしの りゅうへい）
声 - 小林ゆう
元セカンドチームの部員。2年DF。背番号5番。頭に貼り付けてある星形のシールは自分の名前になぞられたトレードマークである。
梨巣野 ケン太（りすの ケンた）
声 - 佐々木日菜子
元セカンドチームの部員。2年MF。背番号7番。髪の色は薄青の坊主頭で、リスのような歯をしている。臆病な性格で大胆さに欠けるが、持ち前の器用さを武器にした戦法が得意である。
茂日 寛太（もひ かんた）
声 - 奈良徹
元セカンドチームの部員。2年MF。背番号8番。髪形は深緑色のモヒカン頭。家で飼っているニワトリを溺愛するあまりに髪型をトサカ風モヒカンにしたという。
石狩 雷太（いしかり らいた）
声 - 四宮豪
元セカンドチームの部員。2年FW。背番号10番。髪の色は紫。あまり細かいことを考えない性格らしく、言動もプレイも豪快でパワフルな男である。
吉良 周吾（きら しゅうご）
声 - 金野潤
元セカンドチームの部員。2年FW。背番号11番。髪形は深緑のトサカヘアー。思わせ振りな言動が多いとよく言われているという。瞳子の息子だが、彼女とは親類関係であり、1期の段階で触れる予定だったが、前作に登場した人物の血縁者として影山の存在があったことから先送りとなった。

#### マネージャー
マネージャーの名前は、葵（青）・水鳥（緑）・茜（赤）と色・季語で統一されている（選手の菜花黄名子にも黄色、イナズマジャパン・アースイレブンの水川みのりにも紫が入っている）。
空野 葵（そらの あおい）
声 - 北原沙弥香
本作のヒロイン。1年。髪形は藍色のボブ系ショートヘア。『ギャラクシー』編にて続投キャラの中で唯一、髪型が変更。
天馬の幼馴染で、彼の良き理解者。サッカー部に入ったのも天馬を支えるためである。幼い頃の天馬を知る一人で、小学3年生の時に野良犬に襲われていたのを助けられたのがきっかけで仲良くなる。
マネージャーの仕事の際に着用するジャージの色はピンクだが、どちらかと言えば制服でいることの方が多い。
『クロノ・ストーン』編では雷門中からサッカー部、部員からサッカーに関する記憶が消えた時は書道部に所属したようである（天馬も同様）。幻影世界ではアーサー王の娘・メローラ姫として登場。
ゲーム『ギャラクシー』編では好葉を気にかけ、彼女のことを知ろうとしなかった自分を責めたこともあったが、「絶対に好葉を裏切らない」と約束した。また、度々天馬と交信を取るカトラに対して複雑な気持ちを持っており、天馬からの呼びかけに気づかないこともあった。
ゲーム版では条件を満たすと選手として使うことが可能。ポジションはGKで、『ギャラクシー』では髪型を変更されMFである。
瀬戸 水鳥（せと みどり）
声 - 美名
2年。釣り目で、赤色のロングヘアに緑色のリボンカチューシャをしている。ロングスカートと男勝りな口調ということから雷門中の女番長でもある。その性格からかツッコミ役になることが多い。
男勝りだが、気さくで姉御肌。天馬を気に入ってサッカー部のマネージャーとなった（本人としては私設応援団のつもり）。錦とは1年生の頃のクラスメイトで、当時は下の名前で呼んでいたが、現在は名字で呼んでいる。
『クロノ・ストーン』では大岡越前や水戸黄門などを好む時代劇好きの面が判明し、戦国編では当時の日本の街並みに見入って感嘆していた（錦曰く「チャンバラオタク」）。幕末編では新撰組を好んでいたため、錦と衝突したこともある。また、「イケメンじゃない沖田総司なんて有り得ない」という主張から、イケメンの新選組隊員に的を絞って彼の姿を捜すこともあった。幻想世界では「御者」として登場したが、本当はお姫様に憧れていた。
ゲーム版では条件を満たすと選手として使うことが可能。ポジションはFWである。
山菜 茜（やまな あかね）
声 - ゆりん
2年。少しタレ目で、ボリュームの多い三つ編みヘアが特徴。葵、水鳥と同時期にサッカー部のマネージャーになった。水鳥とは以前から付き合いがあったようである。口数が少ない不思議ちゃんキャラ。マネージャーの仕事の際に着用するジャージの色は水色で、ハーフパンツを履いている。
神童の大ファンで、彼を「神サマ（しんさま）」と呼ぶ。マネージャーになったのもそのため。なお、ゲームで「神サマと呼んでいいのは自分だけ」と言っている。ピンク色のカメラを常に持ち歩いており、特に神童の写真を高速で撮っているが、彼以外の選手が試合で活躍している場面も撮っており、試合後は現像して本人にプレゼントしている。
『クロノ・ストーン』編ではSF面に関心を持ち、曰く「SF3級」の持ち主であることが判明。大半が理解出来ずにいたワンダバやアルノ博士の説明をよく理解し、目を輝かせることもあった。
幻想世界では妖精ビビアンとして登場した。ヘンテコな呪文と共にエクスカリバーを復活させる役目を担ったが、余計な仕掛けを作ったりとそれ以外にもやらかした。
ゲーム版では条件を満たすと選手として使うことが可能。ポジションはMFである。

#### 監督・顧問
全て前作から登場したキャラクターである。
円堂 守（えんどう まもる）
声 - 竹内順子
前作の主人公。雷門中サッカー部現監督であり、自身も元雷門中サッカー部だった。日本一になり、エイリア学園を倒し、世界一になった過去がある。
久遠 道也（くどう みちや）
声 - 東地宏樹
雷門中サッカー部前監督。元イナズマジャパンの監督で円堂達を優勝へと導いた。
鬼道 有人（きどう ゆうと）
声 - 吉野裕行
元雷門中サッカー部臨時監督&コーチ。元帝国学園サッカー部であり、雷門中、イナズマジャパンとして円堂達と共に戦った。
音無 春奈（おとなし はるな）
声 - 佐々木日菜子
雷門中サッカー部顧問であり、自身も元雷門中サッカー部マネージャーであった。
吹雪 士郎（ふぶき しろう）
声 - 宮野真守
元雷門中サッカー部臨時コーチ&元白恋中サッカー部コーチ。元白恋中サッカー部キャプテンで、後に雷門に加入。雷門中、イナズマジャパンとして円堂達と共に戦った。

### サッカー部員の家族
木野 秋（きの あき）
声 - 折笠富美子
天馬の親戚で「木枯らし荘」の管理人。元雷門中サッカー部マネージャーで、秋空チャレンジャーズの監督。
サスケ
声 - 佐藤健輔 / 佐々木日菜子（子犬時代）
10年前、天馬が当時住んでいた沖縄で助けられて以来、彼の飼い犬。現在は天馬と共に「木枯らし荘」に住んでいる。天馬曰く「耳の後ろを撫でられると気持ちよくなる」。10年前と比べると体格が大きくなっている。
ゲームでは条件を満たすと選手として使うことが出来るが、犬のままではなく顔がサスケで体が人間という風になっている。
剣城 優一（つるぎ ゆういち）
声 - 前野智昭
剣城の兄。口元のほくろが特徴。6年前に木に引っかかったボールを取ろうとして転落した弟を助けた際に負った怪我が原因で足が不自由となり、以来入院生活を送っている。
怪我に対する悲観はあるものの、弟に対する恨みはなく、弟が「フィフスセクター」に所属していると知った時は「自分たちの好きなサッカーを裏切った」と怒り、泣いたこともあった。
ホーリーロード決勝戦前に何者かが集め、寄付した支援金によって手術を受けられることになり、現在はリハビリに励んでいる。以前は移動に車椅子を使用していたが、現在は出来る限り松葉杖を使って歩くようにしている。
『クロノ・ストーン』編ではある人物から受け取ったタイムブレスレットを手に、プロトコル・オメガに苦しめられていた天馬たちの前に現れ、助っ人として参加。ただしこの優一は「事故が起こらず、そのままサッカーを続け、名プレイヤーとなった」優一であり、天馬が弟と勘違いするほど、弟・京介似となっている。助っ人として入った時のポジションはFWで、背番号10番。化身使いでアームドも出来るが、本来は未来の技術であるアームドを使いこなせる理由は不明。弟のオーラを使用したミキシマックスも披露。
その後、天馬から「本来の歴史」を教えられたことで、自分の代わりにサッカーを辞めた弟にサッカーを返すために事故が起きた日に飛び、歴史の改変を食い止めた。その後、歴史の修復作用によって消滅していった。
『ギャラクシー』編では、アースイレブンとして旅立つ弟を見送った。
優一の化身
魔戦士ペンドラゴン
元はゲーム『シャイン』版限定化身として先行登場していた。その時のデザインや色合いとは若干異なる。
融合 優一×京介
目付きが鋭くなり、筋肉質な体格になる。2人分が合わさったかのように分裂したもみあげが特徴的。また弟のようにユニフォームの襟を立てている。
必殺技は「デスドロップ」。

### 雷門中の関係者
金山 郷造（きんざん しゅうぞう）
声 - 小室正幸
雷門中の理事長。色黒で目の周りの隈に、白髪のオールバックヘアが特徴。「フィフスセクター」の方針に従い、久遠にサッカー部の改革を求めていた。
栄都学園戦で雷門イレブンが「フィフスセクター」からの得点指示を守らなかったため、保身と厄介払いのために久遠に責任を取らせて監督の座から解任するも、新しく雷門の監督に就任した円堂に振り回されている。その後の試合でも、雷門イレブンが得点指示を破ったため、久遠と同様の理由で円堂も解任しようとするが、「フィフスセクター」側から続投の指示が出たために動けずにいた。

#### 生徒
古手川 咲夫（こてがわ さきお）
声 - 江口拓也
1年MF。やや小柄な体格で、藍色の髪が特徴。内申書が良くなるという理由で入部テストを受け、不合格になったが、自分よりも下手（だと思っている）な天馬と信助が合格したことにはかなり不満げだった。ゲーム版では選手として再度スカウトすることが可能。
金成 敦則（かなり あつのり）
声 - 峯暢也
1年GK。長身で褐色肌に、抹茶色の髪が特徴。当時部員が9人しかいなかったサッカー部なら簡単に受かり、レギュラーも取れると思い、入部テストを受けたが不合格になった。ゲーム版では選手として再度スカウトすることが可能。
押井 剛（おしい つよし）
声 - 金野潤
1年DF。生細目で緑色の髪に、肥満体型が特徴。当時部員が9人しかいなかったサッカー部に入れば、崩壊寸前の部を救った、ということで内申書の内容がより良くなると思い、入部テストを受けたが不合格になった。ゲーム版では選手として再度スカウトすることが可能。
角馬 歩（かくま あゆむ）
声 - 古島清孝
雷門サッカー部の練習試合・ホーリーロード地区予選の実況を担当している。リンゴほっぺで、丸眼鏡に特徴的な角刈り頭をしている。前作に登場する、雷門サッカー部の試合の実況係をしていた角馬圭太の弟であり、角馬王将の息子である。

## フィフスセクター
少年サッカーを管理する謎の組織。聖帝イシドシュウジが「シード」と呼ばれる監視者を日本全国の少年サッカー組織に送り込み、彼らが制定した少年サッカー法を根拠に試合の勝敗や得点まで指示し、全国サッカー部の強さを人為的にコントロール、彼らに逆らったサッカー部には、シードを送り込んだ強力なチームを試合でぶつけて完膚なきまでに敗北・屈服させていた。
しかし、今年のホーリーロードで雷門中が優勝したことで響木が新聖帝となり、彼が組織の解散を宣言したため、事実上壊滅した様子である。
イシド シュウジ / 豪炎寺 修也（ごうえんじ しゅうや）
声 - 野島裕史
フィフスセクターの聖帝である若い男性。青色のメッシュの入った肩近くまである髪に、左耳のイヤーカフスが特徴。ホーリーロード決勝戦前半までは聖堂山中の監督も務めていた。「サッカーを支配する」という発言をして聖帝の座に君臨、指示通りの試合を無視する雷門サッカー部に目を付け、初めはサッカー部を潰そうとはせず、むしろ生かした上で利用するつもりでいたが、聖帝の座を奪還しようとする彼らを本格的に潰そうと、次々と強力なチームとの試合を組む。
勝敗管理システムは第三者からは彼が聖帝として君臨し続けるために行っているとしか思えない歪んだものであったが、その正体は天馬の恩人で、円堂のかつてのチームメイト・親友である豪炎寺修也だった。実は敢えて聖帝となり、裏ではフィフスセクターの内部を探り、本当のサッカーを取り戻すために動いていた。豪炎寺の詳細な行動については雷門中学校を参照。
千宮路 大悟（せんぐうじ だいご）
声 - 川島得愛
フィフスセクターの創設者で、千宮路財閥会長の男性。ホーリーロード編の黒幕でもある。色黒で、ピンク色のオールバックヘアが特徴。
かつてドイツの貧しい家庭で育ち、どうしてもサッカーをしたくてサッカーボールを盗んでしまい、そのせいでサッカー選手としての道を閉ざされてしまった。これが原因で「サッカーは誰もが平等にプレイ出来るべきである」という考えを持つようになり、管理をして平等に勝敗を決めようとフィフスセクターを設立する。
しかし、サッカー自体は好きな様子で、病院に来ていた子供達と一緒にサッカーをするなど面倒見の良い一面も持っており、天馬もこの光景を目にしたことがある。
雷門中を叩き潰すため、決勝戦ハーフタイム中にフィフスセクターの意向に反する動きを見せたイシドに代わり、ドラゴンリンクを引き連れて監督に就任、後半は聖堂山中とチームメンバーを全員交代させて雷門と戦った。始めは雷門に負けない絶対の自信を持っていたものの、ドラゴンリンクが雷門に圧倒された際にはその衝撃を隠せず、その後は苦戦しても諦めないで立ち向かう雷門の姿を見て本当のサッカーを思い出し、自らの負けを認めた。
漫画では彼の過去は少々異なっており、貧しさを理由に街の子供達に蔑まれサッカーに入れてもらえなかった挙句、落ちていた人のボールを手にしたことで、周囲から一方的に泥棒扱いされ、サッカーへの道を閉ざされてしまったというより悲惨なものになっていて、その反動でアニメ・ゲームより狂気的な一面を見せる。

### 黒の騎士団
「フィフスセクター」から送り込まれた「監視者」シードで結成されたサッカーチーム。雷門サッカー部のファーストチームと試合をして、雷門イレブンの座を奪おうとするが、神童が化身を出したため、試合の途中で監督に止められ引き上げた。
剣城 京介（つるぎ きょうすけ）
黒の騎士団のキャプテン。1年FW。背番号10番。詳細は#雷門中サッカー部を参照。
鉄雄田 政志（てつおだ まさし）
声 - 古島清孝
黒の騎士団の副キャプテン。3年GK。背番号1番。瞬時の判断でシュートコースを正確に読むことができる。
黒の騎士団解散後はバスケ部に入部し、「ゴール下の魔術師」と呼ばれている。
森川 源太（もりかわ げんた）
声 - 西墻由香
2年DF。背番号2番。高速で相手のスペースをカバーし、相手の攻撃を未然に防ぐ。
黒の騎士団解散後は陸上部に入部し、グラウンドに黒き疾風を巻き起こしている。
牛島 誠次（うしじま せいじ）
声 - 野島裕史
3年DF。背番号3番。鍛え抜いた肉体でどんなシュートも涼しい顔で弾き返す屈強なプレイヤー。
黒の騎士団解散後はバレー部に入部し、涼しい顔でアタックを決める屈強な選手になった。
大門 満（だいもん みつる）
声 - 佐藤健輔
2年DF。背番号4番。バッファローを連想させる容姿をしており、相手の苦しむ姿を見て楽しむ残忍な男。
黒の騎士団解散後は柔道部に入部したが、相手の苦しむ姿を見て楽しむ残忍さは相変わらずのようである。
柳 光男（やなぎ みつお）
声 - 奈良徹
2年DF。背番号5番。ダーティーなプレイも容赦なく仕掛けるディフェンダー。
黒の騎士団解散後は美術部に入部し、荒ぶるタッチのダーティーな絵を描く。
三定 大（さんじょう だい）
声 - 金野潤
1年MF。背番号6番。能率至上主義のプレイヤーで、あらゆる動作に効率性を求める。
黒の騎士団解散後は将棋部に入部したが、効率を求めるあまり長考してしまいがち。
伊勢屋 実（いせや みのる）
声 - 佐々木日菜子
1年MF。背番号7番。「黒の騎士団」のゲームメイカーで、相手のウィークポイントを見つけて容赦なく攻め立てる。
黒の騎士団解散後は軽音部に入部し、ギターで観客を容赦なく攻め立てる。
天野 快司（あまの かいじ）
声 - 高垣彩陽
1年MF。背番号8番。小柄な体から想像もつかないほどに破壊的なキック力を持つ。
黒の騎士団解散後は卓球部に入部。破壊的な威力のスマッシュが得意技。
稲葉 夏樹（いなば なつき）
声 - 小林ゆう
1年FW。背番号9番。左右で色が違うオッドアイがトレードマークで、自身の実力を過信するきらいがある。
黒の騎士団解散後はテニス部に入部したが、以前と変わらず自信過剰なようである。
貴崎 勇二（きざき ゆうじ）
声 - 金野潤
2年FW。背番号11番。不敵な笑みをいつも浮かべている。点を取る事以外には関心が無い。
黒の騎士団解散後は書道部に入部した。美しく書けた文字以外には関心が無い。
草壁 才介（くさかべ さいすけ）
2年GK。背番号12番。つかみどころの無い性格だがサッカーの実力はかなりのもの。
黒の騎士団解散後は水泳部に入部した。初心者だが平泳ぎの実力はかなりのもの。
アニメ版では未登場。
奥佐野 舞哉（おくさの まいや）
1年FW。背番号13番。可愛い外見とは裏腹に、プレイはとても荒々しい。
黒の騎士団解散後は茶道部に入部した。茶のたて方は荒々しくてデンジャラス。
アニメ版では未登場。
武登美 清夫（たけとみ きよお）
3年MF。背番号14番。常にフィフスセクターの任務を忠実に遂行する事だけを考えている。
黒の騎士団解散後は囲碁部に入部した。常に次の一手の事だけを考えている。
アニメ版では未登場。
柴木 激斗（しばき げきと）
2年DF。背番号15番。相手を負かすなら徹底的にやるべきだという無慈悲な考えを持つ。
黒の騎士団解散後は剣道部に入部した。相手に対して無慈悲なまでに竹刀を振う。
アニメ版では未登場。
真庭 健人（まにわ けんと）
1年MF。背番号16番。並外れた瞬発力と跳躍力でフィールドを縦横無尽に駆け回る。
黒の騎士団解散後は帰宅部となった。独りの帰り道を縦横無尽に駆け回る。
アニメ版では未登場。
黒木 善三（くろき ぜんぞう）
声 - 加瀬康之
「フィフスセクター」の一員で、黒の騎士団の監督も務めている。黒いシルクハットとスーツが特徴で、精悍な顔立ちをしている。
「シード」となる選手の勧誘や、指示通りの試合の報告、監督の追放等のために組織の手足として各地へ赴いている。
黒の騎士団を率いて雷門サッカー部のデータを取るために雷門イレブンと試合し、途中で引き上げた。

### ドラゴンリンク
千宮路の私設サッカーチーム。スタメン11人全員が化身使いで構成されている究極を自称するチームで、ホーリーロード決勝において、ハーフタイム後に聖堂山の選手と全員交代という形で出場するという前代未聞の暴挙をやってのけた末、雷門の前に真打登場し、彼らを徐々に追い詰めていった。しかし、それでも諦めない雷門に圧倒されて敗北を喫した。漫画版では聖堂山サッカー部として登場。
千宮路 大和（せんぐうじ やまと）
声 - 早志勇紀
ドラゴンリンクのキャプテン。2年GK。背番号1番。千宮路大悟の息子であり、ピンク色の髪をオールバックに伸ばしているのが特徴。なお、鶏冠のような癖毛がある点を除けば容姿も父と瓜二つでもある。
優れた才能と強大なカリスマ性を持ち、父の想いを理解しており、彼の為に戦う（剣城曰く「父の言いなり」）。管理サッカーこそが正しいと信じており、11体の化身を前に苦戦する雷門を虫けらと見下していたのだが、諦めない雷門の姿に動揺、最後は天馬と剣城の「ファイアトルネードDD」によって点を入れられて敗北し、最後まで雷門の力を認めきれずに崩れ落ちた。
漫画版では、不意打ちとは言え、円堂を追い詰め、天馬と神童と剣城の同時化身シュートを片手であっさり止めるなどかなりの実力を持つ。豪炎寺曰く、父親の千宮路大悟によって幼い頃からサッカーエリートとして育てられたが、その才能ゆえにライバルが存在しないほどに成長した。天馬たちのプレイでサッカーの楽しさを感じ、サッカーを楽しむ心までは管理できない事に気づき、本当のサッカーを思い出す。その後、雷門の力を認め、天馬たちと再戦を約束する。
『ギャラクシー』では、もうひとつの日本代表「レジスタンスジャパン」の選手に選ばれ、天馬たちと本当に再戦することになる。また、ゲーム版『クロノ・ストーン』におけるパラレルストーリーでは、雷門イレブンとの再戦に向けて特訓するが「シュートブレイク」や「キングファイア」などどれもボールを破壊してしまう技ばかりを出したため、大悟をへこませた。
千宮路の化身
賢王キングバーン
エスカッシャンのような仮面をつけた四本の腕を持つ王の姿をしており、普段は下の二本の腕で頬杖をついている。ゲームでの表記は「賢王キングバーンW」であり、白色の容姿である。
化身を用いた必殺技は「キングファイア」。
護巻 徹郎（ごまき てつろう）
声 - 野島裕史 / 疋田高志（ストライカーズ2013）
2年DF。背番号2番。白髪で、左サイドに髪を三つ網に束ねているのが特徴。恵まれた体格とクレバーさを併せ持ち、守備のスペシャリストとして名高い。
『ギャラクシー』では大和の勧誘を受け「レジスタンスジャパン」の選手に選ばれる。
護巻の化身
魔女クィーンレディア
仮面をつけた女王のような姿をしている。ゲームでの表記は「魔女クィーンレディアW」であり、白色の容姿である。
郷石 閃真（ごういし せんま）
声 - 岩崎了
1年DF。背番号3番。白髪で、頭の左右の部分が短く刈り上げてあるのが特徴。頭突きなら誰にも負けないという石頭。ヘディングでの競り合いが得意。
郷石の化身
番人の塔ルーク
白い城壁のような身体を持つ巨人のような姿をしている。ゲームでの表記は「番人の塔ルークW」であり、白色の容姿である。
五味 清栄（ごみ せいえい）
声 - 奈良徹
2年MF。背番号4番。白髪で、頭の中央部はドレッドで左右の部分を刈り上げてあり、体格がいかついのが特徴。勢いと思い切りの良いプレイが持ち味。我が強く、言動が荒っぽい。
五味の化身
魔宰相ビショップ
白色でミトラを被った司教のような容姿をしている。ゲームでの表記は「魔宰相ビジョップW」であり、白色の容姿をしている。
神山 豪之伸（かみやま ごうのしん）
声 - 吉野裕行
1年MF。背番号5番。白髪で、ドレッドヘアーに仕上げているのが特徴。千宮路大和と共に守備を統率し、影の大黒柱とも呼ばれる。
神山の化身
魔宰相ビショップ
白色でミトラを被った司教のような容姿をしている。ゲームでの表記は「魔宰相ビジョップW」であり、白色の容姿をしている。
猪狩 強利貴（いかり ごうりき）
声 - 加瀬康之
3年MF。背番号6番。白髪で、頭の左右の部分を刈り上げてあり、体格がいかついのが特徴。感情が昂りやすく、例え些細な事がきっかけでもヒートアップしがち。
猪狩の化身
鉄騎兵ナイト
鉄の鎧を身につけ、馬のような容姿をしており、先が蹄のような形をした矛で攻撃をする。ゲームでの表記は「鉄騎兵ナイトW」であり、白色の容姿である。
聖城 将護（せいじょう しょうご）
声 - 小平有希
1年FW。背番号7番。白髪で、長い前髪で右目が隠れているのが特徴。自身に逆らう者は全て邪悪とみなし、サッカーを"浄化"と捉えている。
聖城の化身
精鋭兵ポーン
甲冑を身に纏ったロボットのような容姿をしている。ゲームでの表記は「精鋭兵ポーンW」であり、白色の容姿をしている。
御戸 翔（みと しょう）
声 - 泰勇気
2年FW。背番号8番。白髪でワンレン。目は赤いのが特徴。一瞬の綻びを見逃さず突破口を開き、常に攻撃の起点となる。
御戸の化身
精鋭兵ポーン
甲冑を身に纏ったロボットのような容姿をしている。ゲームでの表記は「精鋭兵ポーンW」であり、白色の容姿をしている。
合川 賢（あいかわ まさる）
声 - ゆりん
1年MF。背番号9番。白髪の内側にはねたセミロングで、黒縁の眼鏡をかけている。頭の回転が速く、算盤は八段の実力者。チームの頭脳として欠かせない存在。
合川の化身
鉄騎兵ナイト
鉄の鎧を身につけ、馬のような容姿をしており、先が蹄のような形をした矛で攻撃をする。ゲームでの表記は「鉄騎兵ナイトW」であり、白色の容姿である。
伍代 慎吾（ごだい しんご）
声 - 金野潤
1年FW。背番号10番。白髪で、頭の左右の部分がツンとはねているのが特徴。代々続く由緒ある家系の血筋で、誇りと気高さを胸に秘めている。
伍代の化身
精鋭兵ポーン
甲冑を身に纏ったロボットのような容姿をしている。ゲームでの表記は「精鋭兵ポーンW」であり、白色の容姿をしている。
後藤 結界（ごとう ゆかい）
声 - 折笠富美子
2年FW。背番号11番。白い辮髪のような髪型をしている。修験道で精神を極限まで鍛え抜き、凄まじいまでの集中力を身につけた。
後藤の化身
精鋭兵ポーン
甲冑を身に纏ったロボットのような容姿をしている。ゲームでの表記は「精鋭兵ポーンW」であり、白色の容姿をしている。
御殿場 享（ごてんば とおる）
声 - 戸松遥
2年GK。背番号12番。白髪で前髪が纏まっているのが特徴。サッカーはもちろん、料理も天才的な腕前である。
五ノ神 栄治（ごのかみ えいじ）
声 - 寺崎裕香
1年MF。背番号13番。白髪で前髪がなく後ろ髪がツンツンしているのが特徴。風水に凝りすぎるあまり、鉛筆を置く位置まで気にする性分。
江崎 映（ごうさき はえる）
声 - 小林ゆう
2年FW。背番号14番。白髪で前髪がぱっつんぎみなのが特徴。灯台の夜景写真を撮るのが趣味で、世界各地の灯台を見て回るのが夢。
牛頭 真武之（ごずま たけゆき）
声 - 大原崇
3年MF。背番号15番。白髪で髪全体をぴっしり整えているのが特徴。病気とは無縁のとても健康な体を持ち、風邪にもかかった事が無い。
星井 剛志（ほしい つよし）
声 - 斎賀みつき
1年DF。背番号16番。白髪で一束の前髪がひょろっと顔中心にかかっているのが特徴。願い事を早口で言う練習をしているが、流れ星を見る機会に恵まれない。

## 栄都学園
成績が優秀な学校で、最近はサッカー部が強くなってきたと噂だが、実際は「フィフスセクター」の指示で勝利しているだけであり、サッカー部自体はあまり強くない。
雷門中サッカー部も練習試合をする際、「フィフスセクター」の指示で試合に負けるよう忠告されていたため、思うようにプレーをすることが出来ずにいたが、天馬の奮闘と説得で動じた神童に得点を許してしまう。
誰が何の技で得点した、誰がアシストしたかを記録しており、試合での成績が学業の方の成績に影響している模様。
冴渡 優一郎（さえわたり ゆういちろう）
声 - 峯暢也
栄都学園サッカー部のキャプテン。2年MF。背番号10番。藤色の左分けの前髪のロングヘアーに、眼鏡が特徴。サッカーの実力は良いとは言えないが、戦術を立てる力は一流で、頭脳で指示する指令塔。洞察力に優れ、フィールドの状況を一目で即座に把握することができる。
必殺技は「フューチャー・アイ」。
影浦 透司（かげうら とうじ）
声 - 四宮豪
2年GK。背番号1番。褐色肌に、クリーム色のロングヘアーで目が隠れており、頭のグリグリ眼鏡が特徴。嬌正手術で視力が良くなったので、眼鏡はファッションで着飾っているという。
必殺技は「ムーンサルトスタンプ」。
三重内 光太（みえない こうた）
声 - 小林ゆう
2年DF。背番号2番。エメラルドグリーン色のマッシュルームカットヘアーに、黄色いアイガードが特徴。勘が鋭く、気配で相手の位置がわかる。居合い道の達人でもある。
本多 大蔵（ほんだ たいぞう）
声 - 野島裕史
3年DF。背番号3番。似紫色の髪に、小さな眼鏡が特徴。栄都学園の図書委員長。蔵書の貸し出しを全て把握している。
阿久田川 房之佑（あくたがわ ふさのすけ）
声 - 高垣彩陽
1年DF。背番号4番。茶髪のオールバックに小さな眼鏡が特徴。知る人ぞ知る新進気鋭の作家。
書崎 育（かきざき はぐみ）
声 - 戸松遥
2年DF。背番号5番。灰色の髪に眼鏡が特徴。大手ブックストア社長の息子で、自宅にはあらゆる本が山のようにある。
必殺技は「シーフ・アイ」。
一筆 早徒（ひとふで はやと）
声 - 佐々木日菜子
1年MF。背番号6番。通称「いっぴつ」。青色のアフロヘアーに眼鏡が特徴。速記が得意だがシャイで口下手なため日常会話も筆談でしようとする。
試合前に、母親（声 - ゆりん）と共に神童に点を入れさせてもらうよう頼んだが、結局1点も取れなかった。
服呂 哲也（ふくろ てつや）
声 - 金野潤
2年MF。背番号7番。セルリアンブルー色の坊主頭に眼鏡が特徴。アートスクールに通い、独創的な絵を描くのでいつも注目の的である。
読矢 聡（よみや さとし）
声 - 梶裕貴
1年MF。背番号8番。藍色の髪に眼鏡が特徴。1分間に20000文字を読むことができる。
雪地 蛍壱（ゆきじ けいいち）
声 - 加藤奈々絵
1年生FW。背番号9番。メロン色の七三分けの髪に眼鏡が特徴。家が貧しく塾に通えないが、独学で成績トップを取った。
必殺技は「パーフェクトコース」。
近代知 学（きんだいち がく）
声 - 奈良徹
3年FW。背番号11番。茶髪のセミロングヘアーに眼鏡が特徴。祖父も父もその道で名を馳せた学者であり、自らもそうなるべく猛勉強中。
雅岡 詩紀（かおか うたのり）
1年GK。背番号12番。紅赤色のマッシュルームカットヘアーに眼鏡が特徴。雅楽を好んで鑑賞し、それ以外の音楽は受け付けないという。
紅葉 一二三（こうよう ひふみ）
1年DF。背番号13番。紅色のセミロングヘアーに眼鏡が特徴。自身の肖像画が紙幣になるのを夢見て自画像を作っているナルシスト。
名詰 欽佑（なつめ きんすけ）
2年MF。背番号14番。アイボリー色の髪に黄色の眼鏡が特徴。高名な資産家の息子だが特別扱いされるのを嫌い、素性は隠している。
国木 哲夫（くにき てつお）
1年MF。背番号15番。白色の髪に紫色の眼鏡が特徴。とある文芸雑誌のゴーストライターで、多くの記事を書いているらしい。
谷崎 純治（たにざき じゅんじ）
3年FW。背番号16番。丸刈りに眼鏡が特徴。女子にはとても甘く、頼み事をされると安請け合いしてしまう性格。
栄西 教一（えいさい きょういち）
声 - 奈良徹
栄都学園サッカー部の監督。選手の活躍回数を細めに記録している。

## 天河原中学校
雷門とはホーリーロード地区予選の一回戦で戦った。
かつては正々堂々としたプレーで雷門中とも幾度となくぶつかり合ってきた強豪校だったが、フィフスセクター設立後は勝つためにラフプレーや汚い手を使うことで有名になっている。しかし、雷門に敗れた後は彼らの実力は本物だと認めた。
喜多 一番（きた いちばん）
声 - 金野潤
天河原中サッカー部のキャプテン。2年FW。背番号9番。ポニーテールに上げたウェーブのかかったオレンジ色のセミロングヘアに癖毛を隠すためのヘアバンドが特徴。礼儀正しい性格だが、大きな力には逆らえず非情な面を見せることも。
アニメ版では神童のことを「神童くん」と呼んでいる。
『ギャラクシー』では「レジスタンスジャパン」の選手に選ばれる。
隼総 英聖（はやぶさ ひでき）
声 - 室元気
1年MF。背番号6番。紫色のおかっぱ頭で、口紅を塗っている中性的な外見。天河原中に「フィフスセクター」から送り込まれたシードである。
校内では「プリンス」と持てはやされ、常に相手を見下した態度をとるが、好戦的なメンバーの多いシードの中では比較的理性的。
化身を駆使して雷門中を圧倒するが、化身をコントロールすることに成功した神童と天馬の活躍により攻撃を封じられる。
隼総の化身
鳥人ファルコ
白い翼で手が生えた、青い鷹の鳥人のような容姿をしている。
化身を用いた必殺技は「ファルコ・ウィング」。
三波 十次（みなみ じゅうじ）
声 - 四宮豪
2年GK。背番号1番。後ろ髪が外ハネした白髪にバンダナが特徴。長身で精悍な顔立ちをしている。ラフプレイ上等のあらくれキーパー。血気盛んで気性が激しいが、低血圧のため朝はテンションが低い。
河崎 銀太（かわさき ぎんた）
声 - 大原崇
3年DF。背番号2番。褐色肌の大柄な体格で、頭頂部を残して角刈りにした黒色のドレッドヘアーが特徴。実家が定食屋で自身も創作メニューを開発したがみんなの評判はイマイチ。
糸川 吉信（いとかわ よしのぶ）
声 - 小室正幸
2年DF。背番号3番。頭頂部のみを長く伸ばして首に巻きつけた、白いメッシュ入りの藍色の髪が特徴。クリーンなプレイスタイルの一方で勝負に対しては非道な一面も持つ。
樫尾 星五（かしお せいご）
声 - 斎賀みつき
1年DF。背番号4番。茶色のアフロヘアーと、首にかけた青緑色のヘッドフォンが特徴。肩からの激しいチャージが得意。相手を転ばせる事にこだわる癖を持つ。
比嘉志 欣也（ひがし きんや）
声 - 梶裕貴
1年MF。背番号5番。赤紫色のソフトモヒカンが特徴。宝くじはいつも一枚だけ買い、それが全て当たりくじという強運の持ち主。
晴井 水成（はれい みずなり）
声 - 美名
1年MF。背番号7番。小柄な体格で、ピッグテールに、ゴーグルとヘルメットが特徴。試合以外滅多に姿を見せないので幽霊部員扱いされている。
西野空 宵一（にしのそら よいち）
声 - 田野めぐみ
2年MF。背番号8番。金髪のセミロングヘアで、黒縁の眼鏡が特徴。かつては真剣にサッカーをしていたが、フィフスセクターが設立してからは荒んだプレイに終始している（フィフス解散後はかつてのようなプレイに戻っている）。また、何かにつけて相手をからかうなどやや嫌味な一面もある。
安藤 恒之（あんどう つねゆき）
声 - 早志勇紀
3年FW。背番号10番。藍色の髪の短髪で、細い黒目が特徴。その鋭く細い目は闇のように暗い所でも見通すことができる。
星降 香宮夜（ほしふる かぐや）
声 - 奈良徹
2年FW。背番号11番。白い肌で、腰近くまである紅色の長髪に、右耳のカフスが特徴の中性的な外見。宇宙飛行士になって月面へ行くのが夢。サッカーはそのための鍛錬という考え。
折尾 三保志（おりお みほし）
1年GK。背番号12。金髪に右目を前髪で隠している。とにかく「三」の話題が好きで、御三家や三国志などに食いつく。
奥志田 和洋（おうしだ かずひろ）
1年DF。背番号13。褐色肌の大柄な体格で、蒼色の髪が特徴。普段はやる気が無いが、いざとなると優れた瞬発力でボールをかっさらう。
弓削 昇（ゆげ のぼる）
2年DF。背番号14。白色の髪が特徴。和弓・洋弓どちらも作れる弓作りのエキスパートになりたいと思っている。
暗谷 正運（あんこく まさゆき）
3年MF。背番号15。紫色のモヒカンヘアーに、白いゴーグルが特徴。一般人より光を眩しく感じる体質で、日陰や暗がりを好む。
陽沢 光留（はるさわ ひかる）
1年FW。背番号16。青色のオールバックが特徴的。ピカピカで綺麗な歯が自慢。わざとらしいスマイルで見せつける。
観月 路子（みづき みちこ）
声 - ゆりん
天河原中サッカー部の女性監督。温厚な雰囲気の外見とは裏腹に、過激な采配を好む。

## 万能坂中学校
雷門と同じサッカーランクAの強豪校。雷門とはホーリーロード地区予選の二回戦で戦ったものの、雷門中に敗れた後はシード3人でも勝てないことに酷く崩れ落ちる。
選手層が厚く、万能な選手が集まったチーム。「フィフスセクター」から送り込まれたシードが多く属しており、目的の為ならば、反則ギリギリの攻撃も躊躇わず、相手選手が一生サッカーの出来ない体になったとしても構わない。
磯崎 研磨（いそざき けんま）
声 - 江口拓也
万能坂中サッカー部のキャプテン。1年FW。背番号11番。鋭い目で、白髪の入った紺色の髪を右に結んでいるのが特徴。恐ろしい力を秘めたストライカーで、切れ味の鋭い刃のように繰り出すキック力を誇る。
万能坂中に「フィフスセクター」から送り込まれたシードであり、剣城とは周知の間柄。精神的に残忍かつ陰険な性格で、相手がサッカーができなくなるほど動けなくなるまでいたぶるプレイを好む下劣漢。また、口調も猟奇的で、選手生命を蔑むような言動をとることも多い。
いくら痛めつけても立ち上がってくる天馬を潰すつもりで、故意に足首を狙うスライディングをし、さらにサッカーが出来なくなればいいと発言した為、剣城が「フィフスセクター」に反抗するきっかけを与えてしまう。ゲーム版では試合後、光良と篠山と共に萬屋に失望され泣き崩れた（その様子を剣城から「無様だ…」と皮肉を言われ、『シャイン』では彼らの試合の様子を見ていた白竜からも莫迦にされた）。
篠山 ミツル（しのやま みつる）
声 - 金野潤
1年GK。背番号1番。色黒で厚い唇に、頭部に流れたエメラルドグリーン色の髪が特徴。ずば抜けた瞬発力と反射神経であらゆるシュートを掴み取る。万能坂中に「フィフスセクター」から送り込まれたシードである。攻撃的な性格だが磯崎と光良に比べ比較的理性的である。
篠山の化身
機械兵ガレウス
鉄のロボットのような容姿をしており、両肩に半分ずつある盾を使って、相手のシュートを止める。重機兵バロンに似ている。
化身を用いた必殺技は「ガーディアンシールド」。
光良 夜桜（みつよし よざくら）
声 - 小平有希
2年FW。背番号10番。色白で目元に隈があり、赤紫色の髪をシニヨンにしている中性的な外見。巧みなテクニックと狡猾な言動で相手を惑わすフィールドの寝業師。万能坂中に「フィフスセクター」から送り込まれたシードである。気が狂ったかようにハイテンションな性格で、磯崎に勝るとも劣らない病んだ高笑いをし、化身を出す際も顔に手を覆って狂い笑う癖があるが、剣城が自分たちのゴールに入れた際は彼を裏切り者呼ばわりするなど、フィフスに対する忠誠心は高い。
光良の化身
奇術魔ピューリム
四本の腕で、緑色のシルクハットやカード、ステッキを持った、体中に紫色の矢印の模様がある魔術師のような容姿をしている。
化身を用いた必殺技は「マジシャンズボックス」。
蒲石 常興（がまいし つねおき）
声 - 奈良徹
3年DF。背番号2番。肩近くまである鼠色のオールバックヘアで、ピンク色の肌の巨漢。体格を活かした強烈なプレスが持ち味で、毎日2時間に及ぶ筋トレのたまもの。
必殺技は「エレファントブレス」（大沢田）。
大沢田 虎鉄（おおさわだ こてつ）
声 - 野島裕史
2年DF。背番号3番。パーマのかかった紫色の髪をヘアバンドで逆立て、白い肌をした巨漢。体を張ったディフェンスに定評があるが、そのため傷跡があちこちに残っている。
必殺技は「エレファントブレス」（浦石）。
長久 童子（ながひさ どうじ）
声 - 戸松遥
1年DF。背番号4番。試合には万全の態勢で挑みたいと考え、風邪予防のため常にマスクをしている。
倉ノ院 佐之助（くらのいん さのすけ）
声 - 小林ゆう
1年DF。背番号5番。小柄な体格で、暗青色のマッシュルームヘアに赤色の瞳が特徴。相手の意表をつくトリッキーなプレイから『フィールドの詐欺師』と呼ばれている。
潮 賢次郎（うしお けんじろう）
声 - 四宮豪
2年MF。背番号6番。褐色肌で、顎鬚に緑色の髪の坊主頭を刈っている。コツコツと堅実に積み重ねていくこと性格で安定感はあるが融通が利かない一面も。
毒島 兼真（ぶすじま かねざね）
声 - 佐藤健輔
2年MF。背番号7番。色黒で、白髪のおかっぱ頭に切れ長の目が特徴。相手チームの戦術をじわじわ崩していく敵に回すと厄介なタイプのプレイヤー。
逆崎 無限（さかざき むげん）
声 - 前野智昭
1年MF。背番号8番。淡黄色の肌で、浮いた緑色のオールバックヘアが特徴。わずか10歳で道場の師範代となった天才で、卓越した体術をサッカーに応用して戦う。
必殺技は「ブーメランフェイント」。
白都 聖志郎（しらと きよしろう）
声 - 古島清孝
2年FW。背番号9番。揉み上げを角刈りにした、薄水色の長髪に紺色のアイガードが特徴。クールな音楽をこよなく愛していて、友達と組んだバンドではキーボードを担当している。
彼のスライディングが原因で、霧野は右足首をひねり、負傷退場した。
必殺技は「バウンドフレイム」。
知多 剛（ちた つよし）
3年GK。背番号12番。全身の関節が異常に硬いのが悩みで、ストレッチをしても改善する気配はないらしい。
場里 闘史（ばさと とうし）
1年FW。背番号13番。家族全員が総合格闘技の熱狂的なファン。父と技をかけあうのが日課になっている。
極見 誠真（きわみ せいしん）
2年MF。背番号14番。本番に強くここ一番という場面になると、人並み外れたすごい集中力を発揮する。
陸野 俊平（おかの しゅんぺい）
1年MF。背番号15番。万能坂中陸上部のトップスプリンター。サッカー部には掛け持ちで参加している。
紙平 儀造（かみひら ぎぞう）
2年DF。背番号16番。お金持ちに強い憧れを抱いており、おもちゃのお札を集めて楽しんでいる。
萬屋 能力（よろずや よしちか）
万能坂中サッカー部の監督。勝利のためには手段を選ばない冷徹な実力主義者で、戦果を出せなかった選手に厳罰を下す非情さを持つ。ゲーム版では試合後、磯崎たちに対し「雷門中に負けたのはお前たちのせいだ」と非難した。

## 帝国学園
本来、雷門がホーリーロード地区予選の準決勝で戦う予定だった「青葉学園」に代わって雷門と戦い、敗北した。現在は「フィフスセクター」の手中に落ちたと噂されていたが、実際は組織の目を欺くために従っているふりをしていただけで、支配されたサッカー界に革命を起こそうと「レジスタンス」という組織の拠点が地下に設けられている。漫画版では「チームT」というフィフスセクターの選手となっている。
『ギャラクシー』ではエキシビジョンマッチで新生イナズマジャパンと交戦、天馬・神童・剣城以外のメンバーの無気力さに戸惑いつつも勝利を収めた。
御門 春馬（みかど はるま）
声 - 早志勇紀
帝国学園サッカー部のキャプテン。3年FW。背番号11番。鼠色の短髪で、右手右頬に傷があり、筋肉質な体型をしたワイルドな容姿が特徴。帝国学園に「フィフスセクター」から送り込まれたシードである。冷静沈着な物腰だが、強い相手と戦い、勝利を掴むことを目的としている硬派な性格で、鋭い眼光と剥き出しの闘志で相手を気圧す気性の荒さも併せ持つ。
試合の最中で、帝国学園の一員として長年のライバルである雷門中との試合を楽しむ為ではなく、「シード」として雷門中の勝利を阻止するために動いた為、「シード」を炙り出すことを目的としていた鬼道に正体が露見してしまう。ゲーム版では龍崎と飛鳥寺、逸見と共に学園から追放されたが、『ギャラクシー』では他のシードたちと共に選手として復帰した模様。
必殺技は「皇帝ペンギン7」。
御門の化身
黒き翼レイブン
紺色の鳥人のような容姿をしている。
化身を用いた必殺技は「レイジング・クロウ」。
雅野 麗一（みやびの れいいち）
声 - 美名
1年GK。背番号1番。後ろ髪が外ハネした銀色の髪が特徴の中性的な外見。連続無失点記録を持つ実力派であり、自身が総帥である鬼道のサッカーに対する一番の理解者であると自負しており、同時に自由なサッカーをすることを望んでいたため、「シード」である御門がキャプテンを務めていることをあまり快く思っておらず、彼とはそりが合わなかった様子。
試合の最中にはやや相手を見下すかのような言動が見受けられたが、試合終了後は一変して雷門中との戦いで本気の熱いサッカーができたことを喜び、感謝していた。「レジスタンス」のことも知っており、拠点である地下にも出入りしている。また、ゲーム版『クロノ・ストーン』では、時空を旅した天馬たちに対し、中学生時代の鬼道に会ってみたかったと話す一面もあった。
必殺技は「パワースパイクV3」。
龍崎 皇児（りゅうざき おうじ）
声 - 前野智昭
2年DF。背番号5番。若葉色で、左目隠しな無重力ヘアーが特徴。帝国学園に「フィフスセクター」から送り込まれたシードである。好戦的なメンバーの多いシードの中では比較的冷静で、フィジカル・テクニック・スピード、全てを備えた脅威のディフェンダー。
龍崎の化身
竜騎士テディス
竜を模した青緑色の甲冑を身に纏った、騎士のような容姿をしている。
化身を用いた必殺技は「ドラゴンストーム」。
飛鳥寺 朔也（あすかじ さくや）
声 - 野島裕史
2年MF。背番号6番。浅黒い肌で、2本の角のように立った青紫色の髪型が特徴。帝国学園に「フィフスセクター」から送り込まれたシードである。弱者や怪我人が相手でも、手加減は一切しない、冷徹な男。
必殺技は「サルガッソーV2」（蒲田）。
逸見 久仁彦（いつみ くにひこ）
声 - 古島清孝
1年FW。背番号10番。切れ長の黒い目で、右の頬に傷があり、赤紫色の頭部の立った髪が特徴。帝国学園に「フィフスセクター」から送り込まれたシードである。観察眼に優れ、相手の動きの癖や一瞬の隙を逃さない。
必殺技は「ブリタニアクロス」（佐々鬼）。
大瀧 殿男（おおたき とのお）
声 - 佐藤健輔
2年DF。背番号2番。こげ茶色の髪とマスクが特徴。巨体を駆使した荒々しいディフェンスで相手を震え上がらせる。
蒲田 太留彦（かばた たるひこ）
声 - 大原崇
3年DF。背番号3番。牛の角のような髪形をしている。帝国学園のサッカーを妄信していて、帝国に関するものは何でも肯定する。
必殺技は「サルガッソーV2」（飛鳥寺）。
成田 賢也（なりた けんや）
声 - 折笠富美子
1年DF。背番号4番。黄緑色の髪が特徴。戦況に応じて柔軟にプレイスタイルを変えられるユーティリティプレイヤー。
洞沢 秀二（ほらさわ しゅうじ）
声 - ゆりん
1年MF。背番号7番。常に木の枝をくわえている。飄々とした態度と人当たりで、場を和ませるムードメーカー。
五木 勝正（いつき かつまさ）
声 - 金野潤
3年MF。背番号8番。茶色の肌と、厚い唇が特徴。強烈なタックルで相手をぶちかます、フィールドの暴走列車。
佐々鬼 厳（ささき いわお）
声 - 奈良徹
2年MF。背番号9番。外見はかなり痩せている。チームの規律や風紀に厳しい性格で、鬼軍曹と呼ばれている。
必殺技は「ブリタニアクロス」（逸見）。
増荒 門輝（ましら かどてる）
声 - 加瀬康之
2年GK。背番号12番。巨体に似合わない身軽さを武器とするが、軽率なプレイでミスをしてしまう。
中邑 未散（なかむら みちる）
声 - 梶裕貴
1年DF。背番号13番。小麦色の肌をしており、全体的に逆立ったクリーム色の髪を後ろで束ねた髪型が特徴。高い潜在能力を持っているのだが、ネガティブ思考が成長を妨げている。
霞野 迅太（かすみの じんた）
声 - 小林ゆう
1年DF。背番号14番。トリックプレイで意表をつくのが得意だが、正々堂々と勝負を挑まれると脆くなってしまう。
華村 薫（はなむら かおる）
声 - 岩崎了
2年FW。背番号15番。典型的なツリ目と、左右に跳ねた角のような紫色の髪が特徴。奇をてらおうとせずセオリーを重視した堅実なプレイが持ち味の真面目な選手。
大杉 太（おおすぎ ふとし）
声 - 泰勇気
2年MF。背番号16番。大胆な行動で周囲を驚かせる、怖いもの知らずで向こう見ずな性格。
鬼道 有人（きどう ゆうと）
帝国学園サッカー部監督であり、自身も元帝国学園サッカー部だった。円堂達と雷門中、イナズマジャパンで共に戦った。
佐久間 次郎（さくま じろう）
声 - 田野めぐみ
帝国学園サッカー部臨時監督&コーチであり、自身も元帝国学園サッカー部だった。円堂達とイナズマジャパンで共に戦った。

## 青葉学園
本来は雷門とホーリーロード地区予選の準決勝で戦う予定だった学校。海王学園と戦い、敗北した。
蒼月 希観（そうげつ のぞみ）
青葉学園サッカー部のキャプテン。2年DF。背番号9番。中性的な容姿と名前で女性だと思われがちだが、性格は男性らしい。
紫陽 花作（しよう はなさく）
2年GK。背番号1番。じめじめした梅雨が好きな変わり者。そんな彼の守りもじめじめとしつこいらしい。
染谷 伝統（そめたに つたる）
2年MF。背番号2番。呉服屋の息子で自身も染物をしており、チームユニフォームは彼が染め上げた物である。
大水 群二洋（おおみ くにひろ）
3年DF。背番号3番。一本釣り漁師の息子であり、趣味も釣りという。サッカーでも狙った獲物は決して逃さないらしい。
村崎 喜彦（むらさき よしひこ）
3年DF。背番号4番。無表情で何を考えているか分からないらしく、彼の動きを読むのは至難の技だという。
木庭 利徳（こば としのり）
2年DF。背番号5番。通称「コバ」。ガーデニングが趣味の温厚な人物。綺麗な野草を見つけては庭に植えている。
恋浦 初（こいうら はじめ）
1年MF。背番号6番。失恋するたびに髪の一部をバッサリと切っていった結果、このような髪型になったという。
住井 礼（すみい れい）
1年MF。背番号7番。とある有名な書道家の一番弟子。書道で鍛えた集中力は試合にも活かされている。
藍野 勇（あいの いさみ）
2年MF。背番号8番。惚れっぽくて、すぐに愛の告白をする。経験した修羅場の数なら誰にも負けないらしい。
詩庵 馳（しあん はせる）
1年FW。背番号10番。通称「シアン」。顔に似合わず、詩作が趣味のロマンチスト。試合中に思案を更けるという弱点がある。
安須 竜一（あず りゅういち）
2年FW。背番号11番。通称「アズ」。青葉学園でもっとも危険なストライカー。うかつに近づくと噛みつかれるらしい。
梅尾 鈴人（うめお すずと）
1年GK。背番号12番。威厳に満ちた風貌の守護神。監督と間違われるのが悩みという。
浅賀 伸彦（あさが のぶひこ）
2年DF。背番号13番。低血圧のため朝は極端に動きが悪いが、普段は頭脳明晰な青葉学園の参謀役である。
分流 陰陽（わける かげひろ）
1年MF。背番号14番。風水による運気の流れで物事を判断する。これが結構当たるという評判らしい。
飛豆 崇利（ひず たかとし）
3年DF。背番号15番。ジャンプ力を生かしたヘディングが武器。ゴール前のせめぎ合いで真価を発揮する。
青梅 健一郎（おうめ けんいちろう）
2年FW。背番号16番。冷静沈着な青葉学園のストライカー。攻撃的な安須とはいいコンビだという。

## 海王学園
雷門とは本来準決勝で戦うはずだった「青葉学園」に勝利し、雷門とはホーリーロード地区予選決勝で戦ったが、やむなく敗北する。校舎は港付近に建てられている。
今年の優勝候補に挙げられるほどの実力を持つチームであり、選手全員がシードで化身使いも多く所属すると噂されていたが、目金の調査でそのことが事実であることが判明している。
フレッツイナズマキャンペーンオリジナルアニメでは再戦の挑戦状を雷門中に送り付け、再び対戦、ホーリーロードの時とはまた違った熱い試合を繰り広げた後、全国へ挑む雷門をわだかまり無く送り出した。
浪川 蓮助（なみかわ れんすけ）
声 - 峯暢也
海王学園サッカー部のキャプテン。2年FW。背番号10番。左目に傷があり、サメのような形をした水色の髪にヘアバンドをしているのが特徴。
荒削りな性格で、チームメイト達を「野郎ども！」と呼んだり、雷門イレブンを過剰に敵視していた。なお、この荒々しい振る舞いは海賊に憧れてのものである。
サッカープレイヤーとして挫折していた際、「フィフスセクター」に声をかけられたことによって才能が開花した為、シードであることを誇りに思っており、ゲーム版では自身たちのことを「フィフスの犬」と揶揄した一乃を突き飛ばした。ゲーム版では試合前日にチームメイトと共に「裏切り者の始末」と称して剣城を鉄塔へ連れて行こうとするが、天馬たちの抵抗とイシドの命令により撤退した。
フレッツイナズマキャンペーンオリジナルアニメでは本編にはなかった満面の笑顔を見せた。
『ギャラクシー』では「レジスタンスジャパン」の選手に選ばれ、アニメ版では瞬木を「陸上」と呼んでいる。
浪川の化身
海王ポセイドン
ギリシャ神話の海を司る神であるポセイドンを連想させる容姿をしている。海帝ネプチューンに似ている。
深淵 断道（ふかみ だんどう）
声 - 奈良徹
2年GK。背番号1番。筋肉質な体型で、ボリュームの多い茶髪の長髪に、口元のマスクが特徴。歌舞伎俳優のような口調で話す。巣潜りの達人。すごい肺活量と筋力でかなりの深さを潜ることができる。
必殺技は「ハイドロアンカー」。
井出 乗数（いで のりかず）
声 - 佐藤健輔
3年DF。背番号2番。色黒で、青色と水色の混ざったドレッドヘアが特徴の巨漢。鞭のようなしなる足を振りぬいて放つ、変則フォームによるキックが持ち味とされる。「化身」を召喚するときはゴリラのように胸を叩きながら召喚する。
井出の化身
精鋭兵ポーン
甲冑を身に纏ったロボットのような容姿をしている。ゲームでの表記は「精鋭兵ポーンW」であり、白色の容姿をしている。
猿賀 操馬（さるが そうま）
声 - 野島裕史
2年DF。背番号3番。色黒で、四つの束状に逆立った灰色の髪と、四角形の黒縁眼鏡が特徴。粘り強く執拗なマークが持ち味。彼のマークから逃れる事は難しい。
船旗 勇斗（ふなき ゆうと）
声 - 宮原永海
1年DF。背番号4番。通称「ふなきゅう（GOギャラクシー以降）」。無造作に逆立った深緑色の髪で、三白眼が特徴。攻撃にも守備にも積極的に参加し、チームのダイナモとして活躍する。アニメでは特に目立った活躍は全く見られなかった。
凪沢 渚（なぎさわ なぎさ）
声 - 小林ゆう
1年DF。背番号5番。女性のような外見であり、抹茶色の髪が特徴。相手に何を言われようとも動じない、穏やかな性格と強いメンタリティを持つ。
党賀 徹（とうが とおる）
声 - 古島清孝
2年MF。背番号6番。肥満体型で、右目に黒い眼帯を着けている。体格を生かしたパワープレイが得意。料理が得意という意外な一面も。
海図 航一郎（かいず こういちろう）
声 - 竹内順子
1年MF。背番号7番。色黒で小柄な体格で青緑色を束ね、刈り上げがピンク色の中性的な外見。たった一人で太平洋の横断を達成したサバイバル中学生。
村上 軍記（むらかみ ぐんき）
声 - 戸松遥
1年MF。背番号8番。色黒でポニーテールをした赤い髪が特徴。水上騎馬戦が好きで、包囲された時には特に無類の強さを発揮する。
湾田 七雄人（わんだ なおと）
声 - 金野潤
2年MF。背番号9番。肩近くの水色のドレッドヘアを束ね、ハーフアップにしているのが特徴。退屈な日常に刺激を求めており、世界の超常現象の噂を集めている。2年生にもかかわらず、先輩の井出を「井出ちゃん」と呼ぶなどやや軽い性格。
湾田の化身
音速のバリウス
翼が生え、水色の甲冑を身に纏った容姿をしている。
喜峰 岬（よしみね みさき）
声 - 西墻由香
1年FW。背番号11番。前髪が一部赤くなっており、外に跳ねた暗緑色の髪の中性的な外見。どんなに相手ディフェンスが強固でも果敢に切り込んでチャンスメイクする。1年でありながら前線を陣取る実力を持つ。
必殺技は「フライングフィッシュ」。
宝亀 竜平（ほうき りゅうへい）
3年GK。背番号12番。寝るときはいつも布団を頭からかぶり、まるでカメのように背中を丸めて眠る。
漁火 平丸（いさりび たいらまる）
1年MF。背番号13番。夜の暗い海が好きで、日が暮れてから海岸へ出かけては時間を忘れて眺める。
藤田 純友（ふじた すみとも）
2年DF。背番号14番。反抗的な態度で周囲の人間を困らせる海王学園サッカー部のトラブルメーカー。
黒船 威造（くろふね いぞう）
2年DF。背番号15番。ただその場に立っているだけなのに、なぜか相手にプレッシャーを与える。
宇美岸 燕太郎（うみぎし えんたろう）
3年FW。背番号16番。ウミツバメの観察が趣味とのことで、休日には双眼鏡を片手に海岸へ出かける。
九鬼 真次（くき しんじ）
海王学園サッカー部の監督。荒々しい采配で豪快に勝利を掴み取る。ゲーム版では名前は「まさつぐ」になっている。

## 月山国光中学校
雷門とはホーリーロード全国大会の一回戦で戦った、昨年のホーリーロードではベスト8に残った強豪校。まるで軍隊のように一糸乱れぬ動きのプレーが特徴だが、本当の修羅場を乗り越えていないため、逆境に弱い。
試合中、一人で勝利のために必死にプレーする南沢を見て目を覚まし、最後にはフィフスセクターを脱退した。
月山国光中サッカー部の戦術（必殺タクティクス）
タクティクスサイクル
最初は菱形状の体形をし、一番後ろの選手にバックパスした後、一列に形を変え一気に加速し相手DF陣を吹き飛ばす。しかし、菱形から一列になる際に一瞬の隙があり、それを霧野に見破られた。
兵頭 司（ひょうどう つかさ）
声 - 三戸耕三
月山国光中学校サッカー部のキャプテンで、革命選抜チームの一員。2年GK。背番号1番。藍色の髪の太い揉み上げに、細身ながらも筋肉質な体型が特徴。あらゆる戦況においてチームに的確な指示を送る月山国光の司令塔であり、実力のある者は敵でも褒める真面目な性格。兵隊のような古風口調で話し、年下であるが、南沢のことを呼び捨てにしている。
雷門との試合中、一人で勝利のために必死にプレーする南沢を見て本気のサッカーを思い出し、敗北した後には南沢に感謝した。
新雲学園戦直前では南沢と共に雷門を訪れ、信助のキーパーの特訓に付き合った。ホーリーロード決勝戦では南沢と共に試合を観戦している。
兵頭の化身
巨神ギガンテス
コロッセオを連想させる、土色の鎧を身につけた灰色の巨人のような容姿をしている。鉄壁のギガドーンに似ている。
化身を用いた必殺技は「ギガンティックボム」。
金平 鉄斎（かねひら てっさい）
声 - 志村知幸
3年DF。革命選抜チームの一員で、背番号2番。丸顔の大柄な体格で、色白い肌に尖った鼻が特徴。重く力強いハードな体当たりでぶつかった相手を次々となぎ倒す。
必殺技は「ツインミキサー」（長船）、「ロケットヘッド」（甲斐）。
長船 典膳（おさふね てんぜん）
声 - 加瀬康之
2年DF。革命選抜チームの一員で、背番号3番（革命選抜チームでは15番）。大柄な体格で、赤茶色の髪をしている。鉄壁の守備と重心の低いパワフルなドリブルで重戦車の如く暴れまわる。
必殺技は「ツインミキサー」（金平）。
蜂須賀 忠虎（はちすか ただとら）
声 - 宮野真守
1年DF。革命選抜チームの一員で、背番号4番。浅黒い肌色をした長身痩躯で、左右で白と黒に分かれた髪色をしている。バックラインを統率する守備の指揮官。カバーリングにも定評がある。
一文字 斬斗（いちもんじ きりと）
声 - 野島裕史
1年FW。革命選抜チームの一員で、背番号11番（革命選抜チームでは16番）。赤茶色の髪に黒のハチマキが特徴で、目が半分隠れている。控え選手だったが、途中出場でゴールを量産してレギュラーを勝ち取った。
ゲーム版では化身「紅きメガホーク」の使い手となっている。
小早川 槍吉（こばやかわ そうきち）
声 - 奈良徹
2年DF。背番号5番。黒と紫のとがった髪をしており、眼鏡をかけている。腹の読めない男。トリッキーな動きで相手の裏を取るのが得意。
月島 景秀（つきしま かげひで）
声 - 金野潤
1年MF。背番号6番。三日月のような形に一部が白くなっている前髪をした、灰色のショートヘアーが特徴。己にも他人にも厳しいストイックな男。チームの動きをコントロールする。
正宗 五郎（まさむね ごろう）
声 - 吉野裕行
1年MF。背番号7番。鼻の上に赤い仮面を付けている。将来の夢は町を守る警察官になることで、正義感あふれるとても真面目な中学生。
甲斐 信武（かい のぶたけ）
声 - ゆりん
1年MF。背番号8番。深緑色のソフトモヒカンヘアに、サングラスが特徴。左の額に傷があり、色黒で小柄な体格。無駄が一切無い洗練された動きとスピードで間合いを一気に詰める。
必殺技は「クレイモア」、「ロケットヘッド」（金平）。
柴田 勝時（しばた かちどき）
声 - 泰勇気
2年FW。背番号9番。双葉のように分かれた紫色の髪型が特徴。二刀剣術「天地双刃流」の継承者で、研ぎ澄まされた鋭い勘の持ち主。
ゲーム版では化身「蒼きリューク」の使い手となっている。
山本 勘太（やまもと かんた）
声 - 竹内順子
2年GK。背番号12番。黒色でオールバックにした髪を後ろで束ねている。月山国光の控えゴールキーパーだが、我が強く兵頭のような指示は出せない。
竹中 半蔵（たけなか はんぞう）
声 - 佐藤健輔
2年DF。背番号13番。薄い金髪ハネ上がっている髪型で、特徴的な眉毛をしている。ドイツ人の祖父を持つクォーター。一言で言えば堅物でとても頑固者。
真田 六郎（さなだ ろくろう）
声 - 美名
1年DF。背番号14番。茶髪のセミロングで、左右にはねたくせっ毛が特徴。注目を浴びるような行動はしないが、縁の下の力持ちという言葉が似合う男。
嶋 左門字（しま さもんじ）
声 - 奈良徹
3年FW。背番号15番。好きなトレーニングはベンチプレスで、「筋肉を鍛える事は生きがい!」が口癖。
烏丸 竹千代（からすま たけちよ）
声 - 戸松遥
1年MF（ゲームではFW）。背番号16番。小柄で緑色紅葉のような髪型に、三白眼で耳が尖っている。ミリタリーグッズを集めるのが好きで、いつも戦闘食のレーションを食べている。
近藤 啓士（こんどう けいじ）
声 - 志村知幸
月山国光中学校サッカー部の監督。黒縁の丸い眼鏡が特徴。フィフスセクターで一、二を争う策士として知られており、選手にフォーメーションの指示を兵頭に伝えている。
試合中に本気のサッカーを思い出し、敗北した後には、選手達に本気のサッカーをやって悔いる事はないと発言するなど監督しての心意気やサッカーに対する情熱は本物であり、彼の発言によって南沢は改心する。

## 白恋中学校
雷門とはホーリーロード全国大会の二回戦で戦った。弱小校であった前作から10年経った現在は、北海道随一の強豪校に成長しており、攻守共に高レベルでフェアプレーをすることで有名。吹雪が監督を強制辞任させられた後、「フィフスセクター」に取り込まれてしまった。さらに吹雪の解任については、ほとんどの部員に伝えられておらず、それによって一部の選手が誤解を生む結果になった。
白恋中サッカー部の戦術（必殺タクティクス）
絶対障壁
選手6人をハーフライン中央に集結させることで、極限までディフェンス力を上げ、相手を寄せ付けない。熊崎曰く、「絶対無敵のタクティクス」。しかしその分、両サイドががら空きになってしまう弱点もある。
雪村 豹牙（ゆきむら ひょうが）
声 - 寺島惇太
2年FW。革命選抜チームの一員で、背番号10番。濃い藍色の跳ね上がったショートヘアが特徴。吹雪に才能を見出されたという白恋中サッカー部屈指のエースストライカー。「どんな時でも全力でやらなければ先には進めない」という考えを持つ熱心すぎる性格で、それが仇となり、温度差からチームメイトとの隔絶が生じていた。
自身の熱意に応え、特訓に付き合ってくれた吹雪のことを師として慕っていた。しかし、彼が白恋中を追放されてからは、彼が白恋中を捨てたと誤解し、彼のことを恨むようになってしまい、「フィフスセクター」のことを受け入れていた。
雷門中との試合の中でわざと相手選手を潰す「フィフスセクター」のやり口を知り、雷門中の仲間と共に本気で試合に挑む姿を目の当たりにしたことで、吹雪が自分を捨てたわけではない事を悟り、同時に彼が自身に伝えようとしていた本当のサッカーに気付き、彼と和解を果たす。その後、ホーリーロード決勝戦を吹雪と共に観戦していた。
ゲームでは吹雪解任後に「フィフスセクター」のシードになっている。雷門中戦後、その後ろめたさから和解を切り出せずにいたのだが吹雪に許され号泣している。
『ギャラクシー』では「レジスタンスジャパン」の選手に選ばれる。また、ゲーム版ではFFIV2では化身を使用してはいけないというルールに不満を零していた他、『スーパーノヴァ』ではアースイレブンの加入メンバーに選ばれた。
必殺技は「エターナルブリザード」（ゲーム版では自力習得しない）、「パンサーブリザード」。
雪村の化身
豪雪のサイア
白い槍を持ち、長髪で軽鎧を着た氷の女王のような容姿をしている。
化身を用いた必殺技は「アイシクルロード」。
伊富 寅太（いとう とらた）
声 - 小林ゆう
2年DF。革命選抜チームの一員で、背番号3番。右側にねじり寄せている白髪とオレンジ色のゴーグルが特徴。鮭の生態を研究しており、いつか養殖ができるようにしたいという。
真狩 銀次郎（まかり ぎんじろう）
声 - 野島裕史
1年DF。革命選抜チームの一員で、背番号5番。右目を覆った青緑色のおかっぱ頭に、口元まで覆った白いマフラーが特徴。地元では球根が常にプレミア価格がつくほど有名なユリ農家の息子。必殺タクティクス「絶対障壁」発動のトリガーとなるのは彼である。
『ギャラクシー』では雪村に誘われ「レジスタンスジャパン」の選手に選ばれる。
ゲーム版では化身「狂戦士ディアベル」の使い手となっている。
木瀧 常緒（きたき つねお）
声 - 泰勇気
1年MF。革命選抜チームの一員で、背番号6番。右目を覆っている白く膨れ上がった長髪が特徴。野性動物にエサを与えないよう呼びかけ、観光客のマナーアップを目指している。
ゲーム版では化身「精鋭兵ポーン」の使い手となっている。
氷里 樹（こおり いつき）
声 - 折笠富美子
2年MF。革命選抜チームの一員で、背番号8番（革命選抜チームでは14番）。灰色の前髪と、後ろで束ねた黒の長髪が特徴。雪山を訪れては樹氷の写真を撮っていて、その数はついに2000枚を超えたという。
白咲 克也（しろさき かつや）
声 - 金野潤
白恋中サッカー部のキャプテン。2年GK。背番号1番。白恋中に「フィフスセクター」から送り込まれたシードであり、勝つことが全てだと考える鉄壁の守備力を誇るキーパーだが、好戦的なシードの中では比較的冷静な性格である。
吹雪が白恋中を追い出された後に、白恋中サッカー部のキャプテンを務め、雪村に「フィフスセクターは君の事を絶対に裏切らない」と暗示をかけた。
必殺技は「クリスタルバリア」。
石 岩次郎（せき がんじろう）
声 - 加瀬康之
3年FW。背番号16番。大柄な体格で、白と鈍色の逆立った髪が特徴。白咲と共に、白恋中に「フィフスセクター」から送り込まれたシードである。相手を怪我させることを至上の喜びとする危険な思考の持ち主で、グリズリーの異名を持つ怪力無双の壊し屋。
ベンチで待機していたが、試合の終盤に熊崎の指示でピッチへ上がり、事故を装い三国を負傷させた。しかし、そうした相手選手を傷つけることを厭わない行動が、白恋中サッカー部が「フィフスセクター」のやり方に反旗を翻す要因となった。
北厳 猛雪（ほくげん たけゆき）
声 - 奈良徹
3年DF。背番号2番。大柄な体格で、水色の逆毛に焦茶色をした肌色と四角顔が特徴。雪かきならお手のもので、近所10軒分を軽々とこなす。
小樽 港太郎（おたる こうたろう）
声 - 梶裕貴
2年DF。背番号4番。大柄な体格で、鋭く逆立った灰色の髪と緑色のゴーグルが特徴。近くの港で積み荷を手伝うのが習慣で、鍛えられた腕っぷしが自慢。
洞爺 国広（とうや くにひろ）
声 - 岩崎了
2年MF。背番号7番。両側をつまみ上げた赤茶色のオールバックヘアーに、半目が特徴。凍った湖でのワカサギ釣りが得意。華麗な足技で氷に穴を開ける。
留萌 頃彦（るもい ころひこ）
声 - 藤村歩
1年MF。背番号9番。小柄な体格で、両目を覆った水色の前髪と出っ歯が特徴。真冬の川で平然と泳いでおり、ニシンとカズノコが元気の源。
射月 冬馬（いてつき とうま）
声 - 斎賀みつき
1年FW。背番号11番。ギザギザに跳ね上がった水色髪が特徴。本来はスピードスケート選手で、その足腰の強さは半端じゃないという。
最崎 至（もさき いたる）
声 - 古島清孝
1年GK。背番号12番。前髪を切りそろえた白髪にゴーグルが特徴。日本の最東端からやって来た少年。心の底から世界の平和を願っている。
王鹿 角（おうじか かく）
声 - 金野潤
2年DF。背番号13番。焦茶色の肌色に両サイドを伸ばした黒髪が特徴。生態系を守るためにできることを考え、とりあえずエゾシカの観察を始めたらしい。
山音 実里（やまね みのり）
声 - 小林ゆう
1年MF。背番号14番。茶色い前髪をしたピンク色の髪に出っ歯が特徴。猿に負けずとも劣らない身のこなしで木から木へと飛び移る木登りの達人。
日高 岳（ひだか たかし）
声 - 岩崎了
3年MF。背番号15番。後ろで結った金髪に四角顔が特徴。超危険な冬山登山のエキスパート。タフな体と冷静な判断力を併せ持っている。
熊崎 伝治（くまざき でんじ）
声 - 佐藤健輔
白恋中学校サッカー部の『イナズマイレブンGO』時代の現監督。山男を連想させる大柄な体格で、ダウンジャケットが特徴。細かい戦略よりも力押しの采配を得意とするフィフスセクターからの刺客で、吹雪が白恋中を追放された後、白恋中サッカー部の監督に就任する。

## 木戸川清修中学校
雷門とはホーリーロード全国大会の三回戦で戦った。前作から引き続き、国内有数の強豪校であり、昨年のホーリーロード決勝戦では雷門中を破り、優勝を果たした。三回戦前には「フィフスセクター」の指示に従うか、雷門中のクーデターに乗るかを巡り、チーム内で分裂が起きていた。
また、一部を除くほとんどのメンバーの名前に水を連想させる漢字が入っている。
木戸川清修中サッカー部の戦術（必殺タクティクス）
ゴッドトライアングル
常に三角形ができる形のフォーメーションを組んでドリブルで上がっていき、状況に応じて三角形を構成する配置人員を組み替えたりして、バックパス等で臨機応変にボールを回していく。瞬時の判断力と、それに対応することのできる技術力を持っている人材の集う木戸川清修ならではのタクティクス。
貴志部 大河（きしべ たいが）
声 - 小野友樹
木戸川清修中サッカー部のキャプテンで、革命選抜チームの一員。2年MF。背番号9番。浅黒い肌に、外ハネした紫色のセミロングヘアーと太眉が特徴。プロも注目しているスタープレイヤー。練習の虫で、常に努力を怠らない。
それぞれの思いを抱えて対立する部員たちを前にしてサッカー部の在り方に思い悩むが、新たに監督として赴任したアフロディが新たに道を示したことで、自分たちのために本気で雷門中との戦いに挑むことを決意する。
『ギャラクシー』では「レジスタンスジャパン」の選手に選ばれる。
必殺技は「トライアングルZZ」（和泉、跳沢）。
ゲーム版では化身「獣王レオン」の使い手となっている。
滝 総介（たき そうすけ）
声 - 峯暢也
2年FW。革命選抜チームの一員で、背番号10番（革命選抜チームでは11番）。茶色の髪を右に結んでいるのが特徴。快彦の兄であり、「フィフスセクター」に従おうとしている派閥の筆頭である。中学サッカーは、あくまで将来のための過程に過ぎないと見なしており、プロユースへ進むためにも「フィフスセクター」に従うという方針を取ろうとしている。しかし、本当はサッカーへの強い情熱を抱えている。
自分の実力に大きな自信を持っている節が見受けられ、それ故に雷門との試合では一人先走ったプレーをしていたが、快彦の度重なる叱咤によって全力で試合に臨もうと懸命になっているチームメイトたちの姿に気付き、協力プレーをする姿勢を見せた。その後、兄弟仲も回復している。
総介の化身
鉄騎兵ナイト
鉄の鎧を身につけ、馬のような容姿をしており、先が蹄のような形をした矛で攻撃をする。ゲームでの表記は「鉄騎兵ナイトW」であり、白色の容姿である。
化身を用いた必殺技は「ギャロップバスター」。
滝 快彦（たき よしひこ）
声 - 折笠富美子
1年FW。革命選抜チームの一員で、背番号13番。小柄な体型で、モヒカンのような茶色の髪が特徴。総介の弟であり、「フィフスセクター」に反旗を翻そうとしている派閥の一人で、総介に憧れている一方で彼にコンプレックスを抱いている。本気のサッカーをする雷門中に触発されて、雷門が起こしている革命に乗ろうとする意思を示すも、総介からはスタメンに選ばれない現状への僻みだと一蹴されてしまう。
雷門中との試合では試合終盤で出場し、独りよがりなプレーを繰り返す総介に対して幾度もサッカーへの情熱や仲間たちの試合にかける思いを訴えかけ、彼にその思いを気付かせた。その後、兄弟仲も回復している。
硬山 強（かたやま つよし）
声 - 稲田徹
3年GK。革命選抜チームの一員で、背番号1番（革命選抜チームでは12番）。淡黄色の肌に、抹茶色のオールバックヘアで、鋭い目をした巨漢。非常に強そうな顔をしているが、実はかなり穏やかな性格。チームメイト内の「フィフスセクター」に従おうとしている派閥である。
硬山の化身
重機兵バロン
金色のロボットのような容姿をしており、両肩に半分ずつある盾を使って、相手のシュートを止める。機械兵ガレウスに似ている。
化身を用いた必殺技は「ガーディアンシールド」。
清水 柳人（しみず りゅうと）
声 - 四宮豪
2年MF。革命選抜チームの一員で、背番号6番（革命選抜チームでは7番）。ボリュームのある逆毛の金髪が特徴で、額に紺色のバンダナをしている。どちらの派閥にも就く素振りは見せておらず、対立する部員たちを前に貴志部と共に困惑していた。夜はストリートミュージシャンとして駅前などで弾き語りをやっている。
必殺技は「イリュージョンボール」。
大磯川 太郎（おおいそかわ たろう）
声 - 泰勇気
2年DF。背番号2番。通称「おおいそ」。外ハネした茶髪に、面長な顔が特徴。「フィフスセクター」に従おうとしている派閥の一員。川下りの一環でレガッタの練習をしており、上半身はかなりマッチョである。
必殺技は「ビッグシザース」（山裂）。
石川 神兵（いしかわ かんぺい）
声 - 岩崎了
2年DF。背番号3番。前髪のみを伸ばして逆立てた抹茶色の坊主頭が特徴な巨漢。「フィフスセクター」に反旗を翻そうとしている派閥の一員。あらゆる神社で奉られている偉人の末裔。本人はその事について語らない。
山裂 虎太郎（やまざき こたろう）
声 - 佐々木日菜子
1年DF。背番号4番。小柄な体格で、藤色のモヒカンヘアーが特徴。「フィフスセクター」に反旗を翻そうとしている派閥の一員。チョコマカと動き回り相手を撹乱する戦いが得意。
必殺技は「ビッグシザース」（大磯川）。
湖沼 枠（こぬま わく）
声 - 古島清孝
1年DF。背番号5番。小柄な体格で、黄土色の短髪に細目が特徴。「フィフスセクター」に従おうとしている派閥の一員。あちこちの湖や池の外周をランニングで回るのが大好き。
和泉 奏秋（いずみ かなあき）
声 - 泰勇気
2年MF。背番号7番。外ハネした灰色の短髪が特徴。「フィフスセクター」に反旗を翻そうとしている派閥の一員。能楽界のお坊ちゃんで、サッカーはあくまでたしなみのひとつに過ぎない。
必殺技は「トライアングルZZ」（貴志部、跳沢）。
跳沢 真波（とびさわ まな）
声 - 奈良徹
2年MF。背番号8番。前髪を右側に流した白髪が特徴。「フィフスセクター」に従おうとしている派閥の一員。短気な性格で、些細な事でもすぐに熱くなってしまう癖がある。
必殺技は「トライアングルZZ」（貴志部、和泉）。
河宮 幸多（かみや こうた）
声 - 小林ゆう
1年FW。背番号11番。逆立った黒髪が特徴。「フィフスセクター」に反旗を翻そうとしている派閥の一員。日本古代の神話や伝承に填まっており、神社や名所を巡るのが大好き。雷門中との試合では後半から快彦と選手交代された。
鬼怒川 我貫（きぬがわ わがぬき）
声 - 四宮豪
3年GK。背番号12番。長身で、左目を覆った紫色の長髪が特徴。温泉巡りが彼にとってのライフワーク。疲れもケガも湯治で完全回復する体質。
遊海 端（ゆかい みずほ）
声 - 小林ゆう
2年FW。背番号14番。後ろ毛を伸ばした黒髪が特徴。将来はプロサッカー選手になって実家の生計を助けたいと考える孝行者。
五色 潤（ごしき じゅん）
声 - 斎賀みつき
1年DF。背番号15番。左肩に寄せ掛けた灰色のセミロングヘアーが特徴。荒れ果てた湖や川の失われた自然を再生する方法について研究している。
川内 広明（せんだい ひろあき）
声 - 水島大宙
1年MF。背番号16番。抹茶色のオールバックヘアーが特徴。アユやヤマメといった川魚が好きで、暇を見つけては川へ釣りに出かける。
亜風炉 照美（あふろ てるみ）
声 - 三瓶由布子
木戸川清修中の監督。元世宇子中サッカー部キャプテンで、円堂達と戦った。後にエイリア学園と戦うために雷門へ加入し、円堂達と共に戦った。

## 幻影学園
そのあまりのトリッキーな動きから「摩訶不思議、奇術師集団」と呼ばれている。雷門とはホーリーロード全国大会の準々決勝で戦ったが、敗北した。
真帆路 正（まほろ ただし）
声 - 堀江一眞 / 高垣彩陽（幼少時代）
幻影学園サッカー部のキャプテン。3年MF。背番号9番。臙脂色の日本妖怪のような髪型が特徴。奇策や相手の裏をかくプレイが得意で、どんな状況でも感情を表に出さない事から「笑わないストライカー」と呼ばれている。
天城や香坂とは小学校の頃からの幼馴染であり、昔は曲がった事が大嫌いで、表情豊かな性格であったため、いじめられていた天城を守り、彼や幼馴染の香坂といつも3人で遊んでいたが、天城のいじめを庇ったことで、いじめの矛先は自分へと向き、天城を巻き込まない為に天城との関わりを断り、いじめが続く内に歯向かう事の難しさを痛感し、「強い力には従うべきだ」という諦観思考を持つようになり、「フィフスセクター」に従うようになってしまっていた。
天城と再会した当初は彼を臆病者と冷たい態度をとっていたが、雷門中との試合で「フィフスセクター」に立ち向かっていこうとし続ける天城の姿を見て、自分が天城に真実を話さなかったのはいじめに屈したという事実を受け入れたくなかったからであるということ、自分が現実から逃げ続けていたということを悟り、香坂から真相を聞かされていた天城との和解に応じ、その際に天城が初めての友達であったことも打ち明けた。
『ギャラクシー』では「レジスタンスジャパン」の選手に選ばれる。
必殺技は「マボロシショットV2」。
真帆路の化身
幻影のダラマンガラス
杖を持っており、紺色の帽子と羽でできた外套を纏った女性のような容姿をしている。セクシーな笑い声を発し、口をキスする動作をした後、舌なめずりをしながら登場する。
化身を用いた必殺技は「ダンシングゴースト」。
箱野 随一（はこの ずいいち）
声 - 金野潤
3年GK。背番号1番。大柄な体格で、目元に施したペイントと白いヘアバンドが特徴。「化身」の使い手でもある。巨体な外見に似合わず反射神経に優れており、PK戦が得意だと自負している。
箱野の化身
勝負師ダイスマン
肩や背中にルーレットのような装飾を持ち、六つのサイコロを手に持ったディーラーのような風貌をした黄緑色の男性のような容姿をしている。
化身を用いた必殺技は「ラッキーダイス」。
暮内 逢馬（くれない おうま）
声 - 小林ゆう
2年DF。背番号2番。後ろで一つ結びにした、オールバックの黒髪が特徴。広大な竹林を所有する大地主の息子。湧水は地元で名水として人気である。
小津野 役（おづの やく）
声 - 野島裕史
1年DF。背番号3番。紫色の刈り上げヘアーが特徴。己の技と力を磨くため丸一年もの間、単身山ごもり修行をした強者。
道家 冠十郎（みちいえ かんじゅうろう）
声 - 古島清孝
3年DF。背番号4番。大柄な体格で、灰色の団子鼻が特徴。由緒正しき舞踊家の末裔。厳格な家庭で育ったため、俗世に疎い。
新木 朗（あらき あきら）
声 - 岩崎了
2年DF。背番号5番。大柄な体格で、頭頂部で三つ編みにした淡黄色の髪が特徴。目の錯覚を利用して相手のマークをいとも簡単に外す事ができる。
銅原 帝人（どうはら ていと）
声 - 佐藤健輔
1年MF。背番号6番。前髪が内側に巻いた、灰色の髪が特徴。占星術を使った先読みが得意だが、瞬時の判断は占う暇がないので苦手。
札野 霧正（ふだの きりまさ）
声 - 古島清孝
2年MF。背番号7番。四角錐型に刈り上げた灰色の髪が特徴。普段は攻撃に参加しないが、実は高いシュート力を誇る攻撃の切り札。
小鳩 宏夫（こばと ひろお）
声 - 加藤奈々絵
1年MF。背番号8番。かなり小柄な体型で、白い髪に左目の眼帯が特徴。他の人には見えないものが見えるというが、誰もそれを確かめられない。試合中、先輩である真帆路のことを呼び捨てにしている。
必殺技は「ディメンションカット」（ゲーム版では自力習得なし）。
不知火 幻一（しらぬい げんいち）
声 - 泰勇気
2年FW。背番号10番。影二の兄。赤紫色のワンレングスヘアが特徴で、左方向を見るのが癖。弟との連携プレイで、嘲笑うかのように敵を翻弄する。
ゲーム版GO2以降では「夢紳士ドリームアンクル」の使い手となっている。
必殺技は「トリックボール」。
不知火 影二（しらぬい えいじ）
声 - 金野潤
1年FW。背番号11番。幻一の弟。水色の毛先が逆立った髪が特徴で、右方向を見るのが癖。身軽な動きが得意で、兄との息もピッタリ。
ゲーム版では化身「道化師ファンタム」の使い手となっている。
虚木 実美（うつろぎ さねみ）
声 - 美名
1年GK。背番号12番。ホワイトバイオレット色のセミロングヘアに、目尻のペイントが特徴。嘘で相手を惑わせるハッタリ名人で、サッカーテクニックよりも口が達者。
必殺技は「かげつかみ」。
井柳 丈次（いりゅう じょうじ）
声 - 吉野裕行
2年DF。背番号13番。大柄な体格で、左右二束に逆立った亜麻色の髪が特徴。手品を披露し周囲を驚かせるのが趣味で、プロのマジシャンになる日を夢見ている。
真地 椎矢（まち しいや）
声 - 宮原永海
2年MF。背番号14番。白目で、右側に流した金髪が特徴。目付きのせいか人相が悪く見えるが、実は品行方正で実直なナイスガイ。
取行 麻也（とりゆき あさや）
声 - 斎賀みつき
1年FW。背番号15番。右目を覆った藤色の髪が特徴。トランプを使った対戦ゲームが好きで、空き時間があれば対戦相手を探している。
大木 玉則（おおき たまのり）
声 - 奈良徹
3年FW。背番号16番。大柄な体格で、角のように逆立った黒髪が特徴。図体が似合わず玉乗り曲芸が上手く、隠し芸として披露したら妙に受けたという。
宝水院 忠則（ほうすいいん ただのり）
声 - 岩崎了
幻影学園サッカー部の監督。黒髪の七三分けヘアで、色白の肌に顎鬚が特徴の不気味な男性。捉えどころのない采配で瞬く間に勝利をさらう。

### 幻影学園の関係者
香坂 幸恵（こうさか ゆきえ）
声 - ゆりん
幻影学園のマネージャー。3年生。ややつり上がった目で、藤色の髪をピンク色のシュシュで左サイドに束ねているのが特徴。ゲーム版GO2以降では実家が「秘宝堂」を経営している。
天城・真帆路とは小学校の頃の幼馴染であり、当時は3人でよく遊んでいたが、突然仲違いした二人を心配しており、真帆路が周囲から孤立した理由を知って二人を仲直りさせようとし、試合中に天城に理由を話して、最後には和解した二人の姿を見て喜び涙した。

## 新雲学園
全てを兼ね備えたパーフェクトプレイヤーと称される、今大会優勝候補の学校で、雷門とはホーリーロード全国大会の準決勝で戦ったが、敗北した。
「フィフスセクター」の手中にあると言われているが、そのこととは裏腹に、雷門イレブンとの試合には全員が一致団結して全力で臨み、また監督もそうした選手たちの様子を見守っていた。
雨宮 太陽（あめみや たいよう）
声 - 江口拓也 / 村瀬迪与（幼少時代〈オリオンの刻印〉）
新雲学園サッカー部のキャプテンで、1年FW/MF。背番号11番（『クロノ・ストーン』では18番）。外側にハネたオレンジ色の髪型が特徴、「10年に一度の天才ストライカー」と言われている。
ホーリーロード編では、冬花が勤めている病院で検査入院しており、激しい運動ができないほど体を患っているため、入院中でサッカーを止められていた。しかし、たまに病室を抜け出してはサッカーをしていた。天馬とはその際に出会い、病弱だったがそれを気にせず仲良くなるほど、明るく陽気で活発な性格。
『イナダン』では、ダンボール戦機Wの古城アスカやジェシカ・カイオスとのいざこざで喧嘩っ早い一面も見せた。
必殺技は「サンシャインストーム」、「スパークエッジドリブル」。
アニメ版・ホーリーロード編
天馬と戦いたいという強い思いから、一時退院し、彼の身を案じるイシドの制止を振り切って試合に出場、「フィフスセクター」に関係なく天馬に勝負を挑み、病気のことで彼を気遣う天馬を払い、病体が悪いながらも、仲間に化身の力送り込む「化身ドローイング」で化身の力を高め、結果雷門に敗れたものの、悔いの無い試合をした。しかし、試合後に病気を気にし、サッカーが出来るかに不安を抱いてしまうが天馬の励ましで立ち直り、これからもサッカーをすると天馬に誓い、握手を交わした。ホーリーロード決勝戦ではおとなしく病院で観戦していた。
アニメ版『クロノ・ストーン』
豪炎寺からチーム雷門がサッカーを取り戻すために戦っていることを聞かされ、病気を克服して退院してチーム雷門の下で戦う。また、ゲーム版『ライメイ』ではある条件を満たすことでスカウトすることが可能。
三国志編
中国へタイムジャンプする。ザナーク・ドメインとの試合のさなか、再び自分の体が壊れてしまうのではないかと恐れて本来の力を出せていなかったがそこを孔明に気にかけられ、彼女と強制ミキシマックスして時空最強イレブン「3の力」を手に入れると、ザナークの攻撃を新必殺タクティクスで封じて勝利した。試合後からは、それまでお互いに苗字で呼び合っていた信助のことを、名前で呼ぶようになった。
幻想世界編
物語「アーサー王と見習い騎士」の世界へタイムジャンプして“円卓の雷門騎士団の一員”となる。その後、浚われた黄名子を救い出すため嘆きの洞窟を目指し、前キャプテンとして神童と共にチームをまとめるが、天馬の心に傷を負わせてしまう。しかし、パーフェクト・カスケイドとの試合で悩む天馬に「僕等だって、天馬の横に居るんだ!」と励まして彼の心を動かし、結果的に彼のミキシマックスへと繋げた。
雨宮の化身
太陽神アポロ
四本の腕と太陽の光輪のような装飾を持ち、ギリシャ神話の神であるアポロンを連想させる容姿をしている。『クロノ・ストーン』ラグナロク編（ガル戦）にて初アームド。
化身を用いた必殺技は「サンシャインフォース」。
融合 太陽×孔明
三国志編「孔明の園」で、孔明が太陽と強制ミキシマックスしたことで融合した姿。髪が伸び、おさげ髪のように束ねており、色も寒色系のものに変わっている。
劇場版第3作登場の必殺技は「天地雷鳴」。
佐田 土佐丸（さた とさまる）
声 - 泰勇気
2年GK。背番号1番。無造作な茶色のショートヘアーに、襟巻のように正面まで回り込んだ後ろ髪が特徴。安定したセービングと大きな声で味方を背中から盛り立てる。
太陽の身を気遣ったり、彼の言葉への賛同を呼びかけたりと、チームを回していく役割の一端を担っている。
佐田の化身
鉄壁のギガドーン
コロッセオを連想させる、白色の鎧を身につけた青色の巨人のような容姿をしている。巨神ギガンテスに似ている。
化身を用いた必殺技は「ギガンティックボム」。
浦野 天正（うらの てんしょう）
声 - 吉野裕行
1年DF。背番号2番。大柄な体格で、上部両サイドが羽のような形をして突き出た青緑色の髪が特徴。まるで背中に目があるかのような広くて優れた視野を持つ。
武雲 月弥（むくも つきや）
声 - 岩崎了
3年DF。背番号3番。大柄な体格で、前髪一束のみを残したスキンヘッドが特徴。空を見ただけでその日の夜の天候と月が出る位置を当てる事ができる。
安守 地春（やすもり ちはる）
声 - 加瀬康之
1年DF。背番号4番。後頭部を十字型に剃った、水色の坊主頭が特徴。任侠ものの映画に影響されていて口は悪いが、プレイは至ってクリーン。
牧里 水樹（まきさと みずき）
声 - 戸松遥
2年DF。背番号5番。前方両サイドが角のように逆立った白銀色のロングヘアーが特徴で、灰色のリボンで後ろで一つ結びにしている。さながら水の流れのようにスムーズな連携プレイを見せる。
古戸 冥次（ふると めいじ）
声 - 金野潤
1年MF。背番号6番。小柄な体格で、環状にラインの入った黒髪が特徴。自称「発明家」。色んな小道具を作るが、自分のため以外では作らない。
雛乃 金輔（ひなの きんすけ）
声 - 小林ゆう
2年MF。背番号7番。ウェーブがかった金色の長髪で、左目を覆っている。見る者を惹きつける美しいプレイで、時には自らも酔いしれることがある。
樹田 木蓮（きだ もくれん）
声 - 奈良徹
2年MF。背番号8番。もみあげに黒の稲妻模様が入った金髪が特徴。新雲学園のカリスマアロマセラピストで、香りを嗅ぐだけで種類や効能を判別する。
真住 火朗志（まずみ ひろし）
声 - 高垣彩陽
1年FW（ゲームではMF）。背番号9番。逆立った橙色の髪とやや長い後ろ髪が特徴。ぶっきらぼうな態度を取るが、本当は義理堅くて情に厚いという。
根淵 海友（ねぶち うみとも）
声 - 野島裕史
2年FW。背番号10番。碇のような形をした銀髪が特徴。独特の口調で話す。長い脚をムチのようにしならせることで、細身の身体ながら強力なシュートを放つ。
根淵の化身
海帝ネプチューン
ローマ神話の海を司る神であるネプトゥーヌスを連想させる容姿をしている。海王ポセイドンに似ている。
化身を用いた必殺技は「ヘヴィアクアランス」。
瀬嶺 数豊（せれい かずとよ）
声 - 古島清孝
1年GK。背番号12番。ノートの余白にラクガキをするときは、なぜかいつもジグザグ模様を描いている。アニメでは、寄せ書きで先輩である佐田を応援していた。
茅原 恵智（ちはら えいち）
声 - 折笠富美子
1年FW。背番号13番。どうでもいい知識が豊富な雑学マニアだが、役に立ったことは一度もない。
伊里 虹七郎（いり こうしちろう）
声 - 斎賀みつき
1年MF。背番号14番。虹を見るのが生きがいで雨が上がると、自転車に乗って家の外に飛び出していく。
比嘉 健康（ひが たけやす）
声 - 大原崇
3年DF。背番号15番。カゼもひいたことのない丈夫な身体が自慢で、バカはカゼをひかないという言葉が嫌い。
上須田 四郎（うえすだ しろう）
声 - 奈良徹
3年DF。背番号16番。昔ながらのかまどを使った料理が得意だが、火加減が絶妙だともっぱらの評判だと言われている。
狩部 蘭子（かりべ らんこ）
声 - 小林ゆう
新雲学園サッカー部の女性監督。理想的な采配でチームを勝利に導く女傑。

## 聖堂山中学校
雷門とはホーリーロード全国大会の決勝戦で戦った。ホーリーロード全国大会の優勝候補と呼ばれており、監督はイシドシュウジこと豪炎寺修也。
「選手全員がエースストライカー」と呼ばれるほどの高い攻撃力を有しており、準決勝では前作でも登場した千羽山中を16-0のワンサイドゲームで破っている。
チームワークと統制を真髄とした「フィフスセクター」最高峰のチームであったが、同時に豪炎寺によって自分たちの意思で自由に戦い抜けるチームとしても育て上げられており、雷門中との試合では思い思いのプレーをし始めていた。しかし、そのことが「フィフスセクター」の方針に反していたとして、千宮路によって試合後半からドラゴンリンクと全選手交代されてしまう。
黒裂 真命（くろさき まこと）
声 - 加藤奈々絵
聖堂山中学校サッカー部のキャプテン。2年MF。背番号8番。切れ長の目に、明るい茶髪のセミロングヘアを右サイドに束ね、白いヘアバンドをしているのが特徴で、「サッカーの神の申し子」と呼ばれている。また、雷門の実力は認めており、正々堂々と試合に挑む。
イシドシュウジのサッカーが正しいものであると証明するために戦っていたため、試合の最中において当のイシド本人から指示のない自由な試合に臨むよう言い渡された際は一瞬の困惑を見せたものの、聖堂山のサッカーを信じているという旨の言葉を受けたこと、チームの力に太鼓判を押されたことにより、最終的に他のチームメイト共々喜びを露にしていた。しかし、試合後半にドラゴンリンクと強制交代させられたことにより、観客席で試合を観戦していた。
『ギャラクシー』では「レジスタンスジャパン」の選手に選ばれる。
必殺技は「バリスタショット」。
黒裂の化身
炎魔ガザード
大きな手の赤い魔神の姿をしている。前作で登場した、豪炎寺の必殺技を繰り出す際に出現する「化身」と同じものである。
化身を用いた必殺技は「爆熱ストーム」。
征木 帝矢（まさき ていや）
声 - 野島裕史
1年GK。背番号1番。黒髪のセミロングヘアで、クリーム色の大きめのバンダナをしているのが特徴。ゴールを神聖な空間だと考えており、汚そうとする者には容赦しない。
必殺技は「シュートブレイク」。
宗森 秀年（むねもり ひでとし）
声 - 美名
3年DF。背番号2番。がたいが良く、ウェーブのかかった金髪のセミロングヘアが特徴。サッカーの神に全てを捧げるべく、献身的なプレイでチームを支える。
呉井 雄大（くれい ゆうだい）
声 - 奈良徹
3年DF。背番号3番。額の中心から両頬にかけて、大きなバツ印のような傷があるのが特徴。重くて鋭いキックを得意とし、その足捌きはまるで大剣の如し。
伊矢部 敏志（いやべ さとし）
声 - 古島清孝
2年DF。背番号4番。面長で、灰色がかった髪が特徴。どんな状況でもボールを見失わず、的確なディフェンスをする。
穂積 信平（ほずみ しんぺい）
声 - 泰勇気
2年DF。背番号5番。目が細く、茶髪の刈り上げ頭が特徴。豊富な運動量でフィールドを縦横無尽に駆け回る、タフネスプレイヤー。
天瀬 玲亜（あませ れいあ）
声 - ゆりん
1年MF。背番号6番。常に目を瞑っており、顔を包み込むように広がったクリーム色の短髪が特徴。中学生ながら達観した思考を持ち、何があっても決して動じない。
必殺技は「エアーバレット」。
ゲーム版では化身「魅惑のダラマンローズ」の使い手となっている。
日向 理恩（ひゅうが りおん）
声 - 斎賀みつき
1年MF。背番号7番。左右に小さな羽のように跳ねたセミロングの銀髪が特徴。絶好調の時のプレイは神掛かり的で、夏空のように眩しく見えるらしい。
必殺技は「ラウンドスパーク」。
ゲーム版では化身「光速のマキシム」の使い手となっている。
桶川 之守（おけがわ ゆきもり）
声 - 戸松遥
1年MF。背番号9番。両サイドがツノのように尖った赤茶色の髪が特徴。小さな体からは想像もつかないほどの爆発的なパワーを秘めている。
恋崎 伊雄（こいざき いお）
声 - 小林ゆう
2年FW。背番号10番。ふわっとしたクリーム色のショートヘアが特徴。幼少の頃からサッカーエリートとして英才教育を受けてきたスター選手。
堤美 智（つつみ とも）
声 - 梶裕貴
2年FW。背番号11番。紅色のセミロングヘアが特徴で、中性的な外見。華麗なプレイと爽やかなルックスで、ファンクラブを持つほどの人気選手。
手水 研二（てみず けんじ）
声 - 寺崎裕香
1年GK。背番号12番。紺色のボブカットに、猫目が特徴。験担ぎで、ピッチに立つ前に必ず手足を水で清めるのが習慣。
府老 明貞（ふろう あきさだ）
1年DF。背番号13番。頭のてっぺんで結んだ薄紫色のショートヘアが特徴。何年も前から全く外見が変化せず、実年齢よりも幼く見える。
有野 緒美（ありの おみ）
2年MF。背番号14番。無造作に広がった銀髪のショートヘアに、丸い眉が特徴。フリーキックの軌道を美しく魅せる事に凝っており、ゴールには興味が無い。
阿藤 嵐（あとう らん）
3年FW。背番号15番。色白で、跳ねたクリーム色の髪を後ろで結んでいるのが特徴。元キックボクシングの選手で、強靭な足腰を俊敏性を兼ね備えている。
麻生 暮人（あそう くれひと）
1年MF。背番号16番。太い眉と、左側の横髪の方が長い銀髪が特徴。夜明けから夕暮れまで休まずに練習を続けられるハードトレーナー。
イシド シュウジ
聖堂山中サッカー部の監督。
砂木沼 治（さぎぬま おさむ）
声 - 疋田高志
聖堂山中サッカー部のコーチ。元エイリア学園で「デザーム」と名乗っていた。

## ゴッドエデン

### アンリミテッドシャイニング
白竜（はくりゅう）
声 - 福山潤
アンリミテッドシャイニングのキャプテンで、チーム「ゼロ」のキャプテンでもある。1年FW。背番号10番（『クロノ・ストーン』では19番）。銀色の髪で鼻が高く、薄水色の後ろ髪を束ねている。「ゴッドエデン」で英才教育を受けたシードの中のトップクラスで、プロジェクトの中核である少年。
ライバルとして認めていた剣城が「ゴッドエデン」を去った後、「見返してやりたい」という感情をずっと抱いており、故に「フィフスセクター」を離反した彼のことを「三流シード」と呼んでいるが、最後は剣城の説得により純粋にサッカーを楽しんでいた頃を思い出して考えを改め、剣城を良きライバルと認める。
ゲーム版『クロノ・ストーン ライメイ』ではチーム雷門のメンバーとして登場する。また、『ネップウ』ではある条件を満たすことでスカウトすることが可能。幕末編では沖田の現状に憂いる一面を見せるが、インコに「シャイニングドラゴン」の言葉を覚えさせようかと考えていたり、ホラー・バラエティ番組を観たり（これには剣城と信助から「そんなの見るのか?」「なんかイメージ違う…」と珍しがられた）、砂糖が入ったおにぎりを作った茜に突っ込みを入れるなどコミカルな一面を見せた。また、パラレルストーリーでは「太るから」という理由で黄名子にチョコレートを渡すなど、女性にもてるものの若干失礼なところも見せた。戦いが終わった後、時折剣城に果し合いを申し込んでいる。
劇場版『イナズマイレブンGOvsダンボール戦機W』にも、新生イナズマジャパンとして登場、フランたちの行う「戦いの消去」を天馬やバンたちと共に阻止した。また、この時に化身アームドも身に付けていた。
『ギャラクシー』では、「レジスタンスジャパン」のキャプテンとしてイナズマジャパンに勝負を挑む。また、ゲーム版におけるイナリンクでは、ニセ剣城（マヌーバ）に対して果し合いを申し込むが、彼の反応に若干違和感を感じていた様子。
劇場版『イナズマベストイレブン』ではベストイレブンの相手となるバトルイレブンとして登場。バダップ、不動と共に「皇帝ペンギン2号」を発動した。
彼がテレビ本編に登場するのは『ギャラクシー』が初である。また、イナズマイレブンGOの劇場版3本に全て出演している。
必殺技は「ホワイトハリケーン」、「ドラゴンブラスター」、「ゼロマグナム」（シュウ）、「グレートブラスター」（剣城）、「皇帝ペンギン2号」（不動、バダップ）。
白竜の化身
聖獣シャイニングドラゴン
黄色い翼を生やした白い竜のような容姿をしている。
化身を用いた必殺技は「ホワイトブレス」。
聖騎士アーサー
白竜の「聖獣シャイニングドラゴン」、シュウの「暗黒神ダークエクソダス」が一つになって生まれた化身。
化身を用いた必殺技は「ソードエクスカリバー」。
蛇野 巻人（へびの まきと）
声 - 岩崎了
3年GK。チーム「ゼロ」の一員で、背番号1番。常にポーカーフェイスを保っており、相手のストライカーに感情を悟られにくいという。
必殺技は「サーペントファング」。第3回人気投票では10位。
佐喜 幸夫（さき ゆきお）
声 - 吉野裕行
2年DF。チーム「ゼロ」の一員で、背番号2番。疑り深い性格で、チームメイトに対しても本心を語ったことは一度もないという。
江島 一八（えじま かずや）
声 - 奈良徹
3年DF。チーム「ゼロ」の一員で、背番号3番。200キロのバーベルを軽々と持ち上げる怪力無双の巨体を持ったディフェンダー。
鬼塚 平太（おにづか へいた）
声 - 小林ゆう
1年DF。チーム「ゼロ」の一員で、背番号4番。何度交わされてもしつこく食らいつき、粘り強く執拗なディフェンスをする。
青銅 弾（せいどう だん）
声 - ゆりん
2年MF。チーム「ゼロ」の一員で、背番号7番。柔和な外見からは想像も付かないような鋭く強烈な弾丸キックを放つMF。
青銅の化身
精鋭兵ポーン
甲冑を身に纏ったロボットのような容姿をしている。ゲームでの表記は「精鋭兵ポーンB」であり、黒色の容姿をしている。
藤木 立彦（ふじき たつひこ）
声 - 斎賀みつき
2年DF。背番号5番。普段はあまり感情を表に出さないのだが、怒る時だけは口調や態度に表れるらしい。第3回人気投票では6位。
新田 ミル（にった ミル）
声 - 藤村歩
1年MF。背番号6番。思ったことをそのまま口にしてしまうので、周りから毒舌家だと言われることがある。
銀座宮 章（ぎんざみや あきら）
声 - 折笠富美子
1年MF。背番号8番。意志疎通に長けた凄腕バイプレイヤーで、チームを陰から統率する
笹山 滝（ささやま たき）
声 - 西墻由香
1年MF。背番号9番。我流で会得した体術を駆使することで、ありとあらゆる攻撃を受け流すという。
帆田 光洋（ほだ みつひろ）
声 - 金野潤
2年FW。背番号11番。抜け目のない動きで常にゴールを狙う。相手にとって油断ならないストライカー。

### エンシャントダーク
シュウ
声 - 沢城みゆき
エンシャントダークのキャプテンで、チーム「ゼロ」の一員。1年FW。背番号11番（ゲームでは10番）。
褐色肌に紺色の髪のボブカットで、赤と白の混ざった結い上げた前髪が特徴（ユニフォームを着用していない時は、黒い服に赤い靴に左腕首にミサンガを愛用している）。「ゴッドエデン」で英才教育を受けたシードの中のトップクラスで、島の事を知り尽くしており、何故か天馬たちに力を貸す謎の少年。普段は温厚に振舞うが「サッカーは人の価値をはかる道具でしかない」という考えの持ち主で、冷静に状況を見るつかみ所の無い性格。
実は既にこの世の人間ではなく、かつてゴッドエデンとなる前の島の村に住んでいた少年の亡霊で、その村の風習で、サッカーによく似た競技で決定される生贄の候補となった妹 / シュ・マイ（声 - 永田亮子〈ゲーム〉 / 伊瀬茉莉也〈ドラマCD〉）を救おうとし、試合相手に金を渡して取引を持ちかけるも、結局その取引は村人に露見してしまい、掟を破ったことで妹を救う事が出来ず、彼自身もまた村を追放されて孤独死を遂げていくこととなり、その無念の想いと、勝てると確信できるほど持ち合わせることができなかった強さへの固執が、この世に留まる要因となっており、初めは強さが全てである事を天馬に分からせようとしていたが、彼との勝負を通じて徐々にサッカーの楽しさを知るようになり、無念の想いから解放されるようになる。試合後、出会えた証として天馬に自らのミサンガを手渡し、彼に感謝しながら妹の所へ旅立った。
大自然に触れるのが好きでよくターザンロープで遊んでいるため、運動神経が高い。また、試合会場の近くの木で昼寝をするのんびりした一面や遠くから部員を見つめる好奇心もある。
『クロノ・ストーン』にも登場し、再度ゴッドエデンを訪れた天馬らに化身アームドの力を教え、帰り際に天馬から雷門への加入を誘われるが、島を守らなければならないという理由で辞退し、帰還する天馬たちを見送った。
必殺技は「ブラックアッシュ」、「ゼロマグナム」（白竜）、「ザ・バース」（アフロディ）。
シュウの化身
暗黒神ダークエクソダス
黒い長髪に赤と白の混じった眉毛が特徴的な黒い男のような容姿をしており、紫色に光る巨大な斧を持っている。
化身を用いた必殺技は「魔王の斧」。
聖騎士アーサー
シュウの「暗黒神ダークエクソダス」、白竜の「聖獣シャイニングドラゴン」が一つになって生まれた化身。
化身を用いた必殺技は「ソードエクスカリバー」。
木屋 功治（きや こうじ）
声 - 西墻由香
2年DF。チーム「ゼロ」の一員で、背番号5番。木炭から精製した手作りの墨を使って様々なあじわい深い絵を描いている。
林音 真琴（りんね まこと）
声 - 古島清孝
1年MF。チーム「ゼロ」の一員で、背番号6番。木を加工して木琴やカスタネットといった楽器を作って音色の違いを楽しむのが趣味。
林音の化身
鉄騎兵ナイト
鉄の鎧を身につけ、馬のような容姿をしており、先が蹄のような形をした矛で攻撃をする。ゲームでの表記は「鉄騎兵ナイトB」であり、黒色の容姿である。
悠木 譲（ゆうき じょう）
声 - 四宮豪
2年MF。チーム「ゼロ」の一員で、背番号9番。日本の三百名山を全て登頂するのが彼の夢だという。根っからの登山家。
悠木の化身
魔宰相ビショップ
黒色でミトラを被った司教のような容姿をしている。ゲームでの表記は「魔宰相ビジョップB」であり、黒色の容姿をしている。
カイ
声 - 金野潤
1年FW。チーム「ゼロ」の一員で、背番号10番（ゲームでは11番で、チーム「ゼロ」の時はMFで8番）。飄々としているように見えるが、冷静な判断を下せるシュウの参謀役。
カイの化身
番人の塔ルーク
黒い城壁のような身体を持つ巨人のような姿をしている。ゲームでの表記は「番人の塔ルークB」であり、黒色の容姿である。
芦矢 昇（あしや のぼる）
声 - 佐々木日菜子
1年GK。背番号1番。野草に関する知識なら誰にも負けないらしく、よく山へ食べられる野草を積みに行くらしい。
必殺技は「キルブリッジ」。
元乃 剛（もとの つよし）
声 - 大原崇
3年DF。背番号2番。一見すると強面だが、意外と静かな男。しかし、一度切れると手が付けられないという。
路野 進（みちの すすむ）
声 - 野島裕史
3年DF。背番号3番。彼が草の生い茂った場所で手をかざすと目の前の草が倒れて道が出来るという。第3回人気投票では7位。
枝木 早樹（えだき さき）
声 - 泰勇気
2年DF。背番号4番。管理されていない荒れ放題の森林の樹木を自発的に枝切りをして手入れしている。
久雲 仁太（ひさくも じんた）
声 - 美名
1年MF。背番号7番。主に歴史物の小説を読むのが大好きで、過去の偉人に尊敬の念を抱いている。
野谷 計一郎（のや けいいちろう）
声 - 佐藤健輔
3年MF。背番号8番。カブを使った料理がとにかく大好きらしく、かぶら蒸しを毎日のように食べている。第3回人気投票では3位。

### ゴッドエデンの関係者
『劇場版イナズマイレブンGO 究極の絆 グリフォン』に登場する人物たち。
シードを生み出す島「ゴッドエデン」の教官にしてフィフスセクターの一員で、選手として登場することもある。
イシド（豪炎寺）や千宮路の与り知らぬところで支援者Xことアスレイ・ルーンの入れ知恵によりSSSの潜在能力を引き出す機械を作り出し、化身についての研究を推し進めていたが、サッカーや選手のことを「SSSの潜在能力を解放する実験のモルモット」としか見ておらず、教育と称して相手選手にラフプレイをかけることも辞さない冷酷さを持つが、コミカルな一面も見せる。
ゼロに絶対的な自信を持っていたが、雷門イレブンの抵抗と強い意志に共感したゼロや彼らの試合を見ていたシード候補の続出により研究が頓挫、最後はイシドにもう一度チームを作り直すと申し込むが、SSSの存在を危険視した彼に受け入れてもらえず、ゴッドエデンの閉鎖を言い渡され落ち込んだ。
牙山 道三（きばやま どうざん）
声 - 大友龍三郎
ゴッドエデンの施設長を務める男。巨漢のマッチョ体型で、茶色の右分けのリーゼント髪と口髭が特徴。選手としてのポジションはMF。背番号23番。第3回人気投票では2位。
必殺技は「風林火山デストロイヤー」。
火北 幸四郎（ひきた こうしろう）
声 - 古島清孝
ゴッドエデンの男教官。長身の体型で、釣り目と鶯色の左分けの前髪のロングヘアーが特徴。選手としてのポジションはMF。背番号24番。
林野 不二子（りんの ふじこ）
声 - 佐々木日菜子
ゴッドエデンの女性教官。ライトブラウン色のショートヘアが特徴で、ゲーム版では首に紫色のスカーフを巻いているが、劇場版ではつけていない。選手としてのポジションはDF。背番号22番。
大風谷 義一（おおかぜや ぎいち）
声 - 佐藤健輔
ゴッドエデンの男教官。巨漢な体型で、垂れ目と紫色のロングパーマ髪が特徴。選手としてのポジションはFW。背番号21番。
六塔 源蔵（むとう げんぞう）
声 - 泰勇気
ゴッドエデンの男教官。長身の体型で、朱色の髪と福耳が特徴。選手としてのポジションはGK。背番号26番。
必殺技は「グラビティポイント」。
五条 勝（ごじょう まさる）
ゴッドエデンの男教官であり、元帝国学園サッカー部員（前作では、当時中学2年生）。選手としてのポジションはDF。背番号25番。第3回人気投票では1位。
居郷 学（いごう まなぶ）
アニメ映画のオリジナルキャラクター。ゴッドエデン専属の実況担当。

## 稲妻KFC
前作とは違い、中学生を中心に構成されている。アニメ版には未登場。
寺坂 トキオ（てらさか トキオ）
稲妻KFCのキャプテン。2年MF。背番号7番。家で21匹の猫と暮らしており、帽子の下に猫耳があるという噂もされている。
小岩 羊介（こいわ ようすけ）
3年GK。背番号1番。髪で前が見えていなさそうだが、油断は禁物である。彼には、この世の全てが見えているという。
宗像 小助（むなかた こすけ）
2年DF。背番号2番。厳つい容姿だが、実はひとい冷え性。ネックウォーマーがあれば怖い物はないらしい。
土井垣 元（どいがき はじめ）
2年DF。背番号3番。鋭い目付きでフィールドを見渡しており、稲妻町河川敷の天才ゲームメーカー。
飯井 雄志（おもい たけし）
3年DF。背番号4番。思い切りサッカーした後にご飯が好きで、その瞬間のために全力でプレイしている。
松石 林太郎（まついし りんたろう）
1年DF。背番号5番。おじいちゃんっ子で盆栽が大好きであり、髪に見える特徴も盆栽だという。
相模 俊彦（さがみ としひこ）
2年MF。背番号6番。相撲に憧れていたが、体重が増えなかったことから断念し、現在はサッカーに燃えているという。
興津 碧洋（こうず あおひろ）
1年FW。背番号8番。酷い癖毛で横へと広がっており、結んだ髪をほどくと恐ろしいことになる。
森元 海斗（もりもと かいと）
1年MF。背番号9番。ポッチャリ体型だが、運動神経は抜群である。ダンスを踊らせたら右に出る者はいないという。
風間 麗美（かざま れみ）
女の子で、1年MF。背番号10番。通称「レミィ」。自分は海賊の子孫だと信じて病まないという。
梅宮 チャコ（うめみや チャコ）
女の子で、1年FW。背番号11番。キュートで小悪魔系な河川敷のアイドル。洒落神戸の髪飾りは彼女のお手製である。
唐井 中（からい あたる）
1年GK。背番号12番。小柄な体型のため、髪型で守備範囲を広げようと努力している。
鮎川 瞬（あゆかわ しゅん）
2年DF。背番号13番。気が付けば目の前にいるらしく、気配なく相手に近づき、ボールを奪う。
東海林 タケル（しょうじ タケル）
2年MF。背番号14番。身体能力は標準的なものだが、謎の第六感でフィールド中盤を支配する。
河合 ミミ（かわい ミミ）
女の子で、1年FW。背番号15番。通称「みみ」。帽子で覆っても聞こえすぎるほど耳がいいらしい。
笹塚 通真（ささづか とうま）
1年DF。背番号16番。誰にもバレない落とし穴掘りの名人。不適な微笑みで次の獲物を淡々と狙っている。
半田 真一（はんだ しんいち）
稲妻KFCの監督。元雷門中サッカー部で円堂と共に戦った。
如月 まこ（きさらぎ まこ）
稲妻KFCの女性コーチ。

## 秋空チャレンジャーズ
木野秋が監督兼管理するアパート「木枯らし荘」の住民で結成したサッカーチーム。
久しぶりの試合を控えていたが、相手チームにドタキャンされ、木暮の頼みによりその代理として雷門中と練習試合を行った。
ホーリーロード決勝戦では雷門イレブンの応援にかけつけている。
木暮 夕弥（こぐれ ゆうや）
声 - 宮原永海
秋空チャレンジャーズのキャプテンで、ポジションはDF。背番号2番。過去に円堂達と共にエイリア学園と戦い、イナズマジャパンの選手としても共に戦った。
豊田 穣（とよた みのる）
声 - 金野潤
ポジションはGK。背番号1番。水色の長いもみ上げが特徴で、チームで一番の巨漢の男性。一見強面だが、とても優しい性格。実は秋に片思い中である。
辺九津 渋柿（へんくつ しぶがき）
声 - 泰勇気
ポジションはDF。背番号3番。通称「ヘンクツ」。薄茶色の髪で、長い鼻に紺色の髭が特徴の中年老翁。近所では有名な天の邪鬼おじさん。木枯荘の住民も手を焼くほどらしい。
九里山 博士（くりやま ひろし）
声 - 吉野裕行
ポジションはDF。背番号4番。肌が黒く、博士のような白い髪型が特徴的な老翁。科学の権威を自称する老人なのだが、言っている事はトンデモ理論ばかり。
楓野 小道（かえでの こみち）
声 - 小林ゆう
ポジションはDF。背番号5番。外跳ねしたボリュームの多いピンク色の髪が特徴。いつ会っても気だるそうな秘密の多い女性。お酒が大好きである。
必殺技は「皇帝ペンギン2号」（ヨネ、ヒミコ）。
赤井 トンボ（あかい とんぼ）
声 - 高垣彩陽
ポジションはMF。背番号6番。オレンジ色のドレッドヘアをオールバックにしており、出っ歯で、緑色のサングラスをかけている細身の男性。フィギュア収集と撮影が趣味。
月見 秀穂（つきみ ひでほ）
声 - 斎賀みつき
ポジションはMF。背番号7番。紫色の髪で、長いまつ毛が特徴。通称「ツキミ」。外見は男性だが、心は誰よりも乙女で、オネエ口調で話す。木枯らし荘の女性陣とよく女子会を開いている。
有働 開（うどう かい）
声 - 野島裕史
ポジションはMF。背番号8番。褐色肌で、小さい目に紫色のドレッドヘアが特徴。通称「ウドウ」。筋肉質で、ちょっと喧嘩っ早く怖い人柄。ヘンクツとはよく言い争いをしている。
ジョニー・オータム
声 - 奈良徹
ポジションはMF。背番号9番。金髪と眼鏡に青い瞳が特徴の男性。オーストラリアからの留学生であり、明るくハイテンションな性格。間違った日本文化を学んでいる。
必殺技は「風神の舞」。
風秋 ヨネ（かぜあき よね）
声 - 美名 / 寺内よりえ（アレスの天秤以降）
ポジションはFW。背番号10番。パーマのかかった、ピンクと薄い黄色の分かれた髪に、ハートの髪飾りが特徴の小柄な老婆。いつもご機嫌で鼻歌を歌っている。
必殺技は「皇帝ペンギン2号」（楓野、ヒミコ）。
秋山 ヒミコ（あきやま ひみこ）
声 - 戸松遥
ポジションはFW。背番号11番。青い髪を盛っているのが特徴の女子高生。一人称は「わらわ」で、語尾に「～ぞよ」と付けて喋る。霊感が強く、奇妙なものが見ており、独り言を喋っているように見える。
必殺技は「皇帝ペンギン2号」（ヨネ、楓野）。
木野 秋（きの あき）
声 - 折笠富美子
秋空チャレンジャーズの女性監督。過去に円堂と雷門中サッカー部を作り上げ、マネージャーを務めた。

## セントエルダの未来の人物
当初はテンマーズと名乗っていたが、後にチーム雷門と改名したチームに所属し、天馬たちと共に時空を駆ける者及びその協力者たち。ラグナロク編では時空最強イレブンの選手でクロノストームを結成する。
フェイ・ルーン
声 - 木村亜希子 / 小野賢章（大人姿、イナズマイレブン 英雄たちのヴィクトリーロード）
チーム雷門（テンマーズ）の選手で、ポジションはFW/MF。背番号11番（ガルでは9番）。鳥の翼のような形をしたエメラルドグリーン色の髪が特徴。未来での意思決定機関「エルドラド」を止めようと、未来から来た少年で、陽気でマイペースな性格。人当たりの良い少年だが、ベータの挑発的な発言に毅然とした態度で否定をするなど正義感はかなり強い。
SSCの能力が宿った幼き頃にその能力を恐れた父であるアスレイ（支援者X）に捨てられてしまう。孤独児となった際アスレイから人形のロビンを渡されたが、この時点でアスレイは自らを独りにさせるためにロビンを渡したのだと自覚していたため、そのロビンとも縁を切り、自身の心の支えはサッカーだけという状況に置きながら、フェーダとしてSARUたちと共に戦争を仕掛けた。その後、エルドラドに対抗するためのSARUの策として「サッカーにすがりながら生きてきた自らを用いてエルドラドと対抗する」という提案がされ、彼によってフェーダの記憶を消され、エルドラドの歴史改変に異議を唱えていたアルノ博士の元へと送り込まれ、エルドラドと敵対する「純粋なサッカー少年」と化したことがラグナロク編で判明した。しかし、ラグナロク編では、SARUによって記憶を戻されたため、再びフェーダの一員となり、天馬たちと敵対することになったが、黄名子とアスレイの語った真実を知ったことで仲間に戻ってきた。
それから、天馬たちと別れ、トーブと黄名子をそれぞれの時代に送り、その自分もザナークと共に元の時代へと帰った。その後、過去の時代へと行き、大人になった黄名子と再会する。運命に立ち向かおうとする彼女に励まされ、自らもこれからの人生をしっかりと歩む事を誓った。
必殺技は「バウンサーラビット」、「エクストリームラビット」（天馬）。
アニメ版『クロノ・ストーン』
恐竜編
時空最強イレブン「8の力」を手にするため、白亜紀（恐竜時代）へタイムジャンプ、親が亡くなって寂しがっていた恐竜・ビッグと出会い、自分も親を無くしたということを打ち明けた。2回目のパーフェクト・カスケイド戦では、本来の自分の力を発揮できていない所を黄名子に気付かれ、彼女の説得や、途中でチーム雷門を襲ってきたデスホーンから自身を救おうとしたビッグの思いで気持ちを改め、それまで親の身代わり的存在で自分は嫌いだった人形・ロビンを化身で復活させると、ビッグとミキシマックスし（時空最強イレブン「8の力」）、「王者の牙」でまず1点を、更に化身アームドをも身に付け、天馬との新必殺シュートでもう1点を決めた。その後はパーフェクト・カスケイドの攻撃に敗れるが、ビッグには別れの時まで感謝し、現代へと戻った。その後、誰にも話していなかったはずの化身のことを知っていた黄名子の存在について疑問を持ち始める。
幻想世界編
「親戚が大金持ち」という黄名子の嘘を暴き、キャメロットへとタイムジャンプし、“主人公の仲間の見習い騎士”となって天馬・ワンダバと合流し、天馬と共に「円卓の騎士」への入団テストを受けるが、アーサー王がサッカーの試合で合否を判定すると決めたため、デュプリを出し、テンマーズを臨時復活させていた。
ラグナロク編
ラグナロク開催前、天馬たちの前に現れたSARUの姿を見たことで、気を失ってしまう。そして第1回戦の最中、SARUの力によって完全に記憶を取り戻し、オウンゴールを決めてチームを離脱。試合後、天馬に対し、自分がサッカーをしていたのは「サッカーが好きだから」ではなく、「大人との戦いのためだった」と告げ、SARUに従って天馬たちのもとを去る。
第3回戦ではガルのキャプテンとして天馬たちと敵対し、危険なプレーで相手を圧倒する。しかし、天馬たちの言葉に心を揺さぶられ、念動波で苦しませる一方で、それを止めようとする支援者Xとの板挟みとなり、最終的に倒れた。正気を取り戻した後、支援者Xが自分の父・アスレイであることを明かし、フェーダから離れるよう説得するが、自分を捨てたという過去への反発からこれを拒絶する。さらに黄名子が実の母であり、自分を守るためにアスレイが過去から送り出した存在であったこと、そして両親にずっと見守られていたという事実を知り、戸惑いつつも次第に受け入れていく。それでも、信じてくれた仲間を裏切ったという罪悪感から「フェーダを抜けても自分の居場所はない」と思い詰めるが、天馬たちの言葉に救われ、自分には一緒にいてくれる仲間がいたことに気づき、涙ながらに彼らの元へと戻った。
そしてSARUやフェーダの皆を救う決意を固め、クロノストームの一員としてザ・ラグーンと戦った。
融合(1) フェイ×ティラノ
「ミキシマックスガン」で恐竜（ティラノサウルス）と融合した姿。フェイと比較すると、肌が多少黒く目は赤く染まり、髪はピンク色に変色し、口調も荒くなる。しかし、性格そのものは変化していない。
必殺技は「古代の牙」。
融合(2) フェイ×ビッグ'
恐竜編で、フェイと恐竜“ビッグ”がミキシマックスによって融合した姿。肌が多少黒くなり、目と髪は青色に変色している。
必殺技は「王者の牙改」、「最強イレブン波動」（神童、剣城）（ゲームGo2では習得しない）。
フェイの化身
光速闘士ロビン
白兎のように長い白・桃色の耳が特徴。幼い頃、父に贈られた人形・ロビンによく似た姿をした化身で、独りになってからは嫌って出さなくなっていたが、黄名子の説得によって躊躇いを捨てて復活させ、化身アームドを果たした。
化身を用いた必殺技は「満月ラッシュ」。
デュプリ
フェイが生み出す人型化身。プロトコル・オメガに対抗するため、数の足らないチームを補えるようにフェイによって作り出され、天馬とフェイと一緒に「テンマーズ」の一員として試合をする。また、掛け声・悲鳴・必殺技名以外話すことはないが、疲弊したフェイやゴールを守れなかったマッチョスを心配するそぶりを見せるなど、人間的な面もある。
チーム雷門に改名以降は雷門中イレブンや他校の仲間が続々参戦した事もあり、発動は激減した。
マッチョス
声 - 泰勇気
ポジションはGK。背番号1番。巨躯で、色鉛筆のような円錐台の髪型が特徴。筋肉を武器にして戦うフェイのデュプリ。鍛え抜かれた胸筋で全てを受け止める。
必殺技は「エクセレントブレスト改」。
スマイル
声 - 折笠富美子
女の子で、ポジションはDF。背番号2番。黄色いバンダナと二つ結びが特徴で、いつも舌を出している。常に笑顔を絶やさないフェイのデュプリ。明るく前向きなチームのムードメーカー。
ストロウ
声 - 奈良徹
ポジションはDF。背番号3番。すらっとした長身で、白いバンダナと左耳の後ろから口に向けて続いているストローが特徴。ストローを吸い続けるフェイのデュプリ。彼が何を吸っているのかは誰も知らない。
必殺技は「フラクタルハウスV2」（ウォーリー、デブーン）。
ウォーリー
声 - 岩崎了
ポジションはDF。背番号4番。四角い黒縁眼鏡を掛けた巨漢。壁のように進路を塞ぐフェイのデュプリ。じっと何かを見つめていることが多い。
必殺技は「フラクタルハウスV2」（ストロウ、デブーン）。
デブーン
声 - 金野潤
ポジションはDF。背番号5番。ゴーグルと首に巻いたスカーフが特徴。少しぽっちゃり体型なフェイのデュプリ。ゴーグルに並々ならぬ思い入れがある。
必殺技は「フラクタルハウスV2」（ストロウ、ウォーリー）。
チビット
声 - 藤村歩
ポジションはMF。背番号6番。逆立った髪と青く縁の太い眼鏡が特徴。小柄ですばしっこいフェイのデュプリ。几帳面な性格で趣味は部屋の掃除だとか。
マント
声 - 高垣彩陽
女の子で、ポジションはMF。背番号7番。マントのように長いポニーテールが特徴で他のデュプリより髪色が明るい。クールに立ち振る舞うフェイのデュプリ。彼女に憧れるデュプリは少なくないという。
ドリル
声 - 佐藤健輔
ポジションはMF。背番号9番。マッシヴな長身で、ドリルのようなリーゼントが特徴。情熱的で感情的なフェイのデュプリ。ドリルヘアーのセットに時間は惜しまない。
キモロ
声 - 小林ゆう
ポジションはFW。背番号10番。他のデュプリより暗い色をした生い茂る藪のような髪で目が隠れている。最も謎に満ちたフェイのデュプリ。前髪に隠れたその素顔を見た者はいない。
菜花 黄名子（なのばな きなこ）
声 - 悠木碧
チーム雷門の選手で、1年DF/FW/MF。背番号78番。Goにおける、初のチーム雷門の女子選手であり、メンバーの紅一点。やや小柄で、黄土色のロングヘアーにオレンジ色のカチューシャが特徴。
岡崎弁なまりのある口調で語尾に「やんね」を付けて話すことが多いがこれは架空の方言である。誰振り構わず「チィーッス!」という挨拶をするのが癖で、フレンドリーな無邪気かつ活発な性格。
アニメ版では、時空最強イレブン「1の力」を手に入れ、尾張の国から帰ってきた天馬達の前に「雷門中サッカー部のエースストライカー」と称して現れたため、雷門中サッカー部史上初めての女性選手となった。
プロトコル・オメガ達の「マインドコントロール」のせいでタイムジャンプしなかった部員たちは彼女の存在を違和感無く受け入れていることから、フェイは彼女をタイムパラドックスの影響で現れた存在、トウドウは何者かが「タイムルート」に植え付けた「特異点」と考えていた。
正体はフェイの実母および支援者Xことアスレイの妻。27歳の時にフェイを出産するも、直後に容体が急変して亡くなってしまった為にフェイと関わりを持てず、200年後の未来においてはすでに故人である。アスレイは孤独感を背負っていたフェイをどうしても見離すことができなかったため、少女時代の彼女（中学1年の時点）にフェイを守るように依頼し、フェイと共に行動させるが、フェイは自らの顔を知らない他、アスレイから雷門中の生徒として生活するようにも依頼されていたため、タイムパラドックスの影響で現れた存在ではなかった。
ラグナロク編にて、ガル戦後ではフェイが敵に寝返ったことで彼との関係は一時悪化の様子を見せ、フェイの母親であることが判明して真実を暴露、フェイを雷門に帰した。
必殺技は「もちもち黄粉餅改」、「やきもちスクリュー」、「ファイアトルネードTC（トリプルクラッシャー）」（天馬、剣城）。
アニメ版『クロノ・ストーン』
中世フランス編
「同じ女性だから」と時空最強イレブン「2の力」の担い手に自ら立候補して、中世フランスにタイムジャンプするが、霧野とジャンヌの交流を見るにつれてオーラを受け取るべきなのは彼だと思い直し、ワンダバのミキシマックスガンを霧野に向けさせてジャンヌとのミキシマックスを成功させた。
恐竜編
時空最強イレブン「7の力」または「8の力」の担い手に立候補して白亜紀へタイムジャンプ、恐竜とのサッカー練習の中で、トーブが真剣になっているのを見てついに「化身」を生み出す。その後、本来の自分の力を発揮できていないフェイを説得して彼が今までの考えを解消し、化身を復活させるきっかけを作った。
だが、フェイの化身を復活させた際、彼が誰にも話したことがなかった人形・ロビンの存在、その分身である彼の化身「光速闘士ロビン」の存在と秘めていた理由についてアスレイから知らされていたため、フェイからは自らの存在に疑問を持たれていた。
幻想世界編
「親戚に大金持ちがいる」という嘘をフェイに指摘されながらも、アーティファクトである「アーサー王の王冠」を手に入れてキャメロットへとタイムジャンプする。初めは“円卓の雷門騎士団の一員”としてテンマーズと戦い、試合は引き分けのまま終了されるが、天馬とフェイは最後まで諦めずに戦ったために合格する。しかし、そこへ突如としてマスタードラゴンが現れ、その魔の手から葵を庇い、身代わりとしてドラゴンに浚われることとなるが、天馬とフェイの攻撃を受けた際に一瞬浮かんだドラゴンの優しい瞳を見たことから、ドラゴンが操られているだけだと理解し、自らも囚われの身でありながらも「もうすぐ皆が元に戻してくれる」と笑顔で励ます。
その後、雷門メンバーと共に救出にやって来たアーサー王に救われるが、攻撃を受けて湖に沈んだマスタードラゴンの死に悲しみを覚え、そんな状況の中でパーフェクト・カスケイドと試合をすることとなる。その後は天馬の指示を無視し、狂いのように攻めるが自らの力は全く敵わず、ボールを湖へと落としてしまう。しかし、湖の中から現れたマスタードラゴンの「優しさや愛情だけでは守りたいものを守ることができない、そのためには強さと賢さを身に付けることが必要である」という一声で自身の心は目覚め、マスタードラゴンと強制ミキシマックスし（時空最強イレブン「9の力」）、新必殺技を2つ習得し、パーフェクト・カスケイドに勝利した。
ラグナロク編
フェイがザン戦にてエルドラドチームを抜け、ガル戦前にて天馬とワンダバと共にフェイの目を覚まさせる約束を誓い合うが、ガルのキャプテンにフェイの姿が見られ、驚愕の様相を示す。ガル戦後は自らがフェイの母親であることを明かして真実を告げ、フェーダからフェイを離反させた。ザ・ラグーン戦後は元の時代に帰って行った。エンディング後ではフェイを身篭った大人の姿で登場し、タイムジャンプした息子と再会する。自身の末路を知っても未来は変えられると前向きにフェイに語り、改めて赤子のフェイに会う為にがんばって生きることを決意し、帰ろうとするフェイを激励した。
黄名子の化身
暁ノ巫女アマテラス
跳ねた赤い耳と金色の目、左手に金色の弓を持った女神のような容姿をしている。『クロノ・ストーン』ラグナロク編（ザン戦）にて初アームド。
化身を用いた必殺技は「光輪の矢」。
融合 黄名子×ドラゴン
幻想世界編で、黄名子とマスタードラゴンが強制ミキシマックスによって融合した姿。髪型を外側に左右それぞれ2つに分けてカールさせ、白っぽくさせており、カチューシャも銀色のものへと変わっている。
必殺技は「きらきらイリュージョン」。
雨宮 太陽（あめみや たいよう）
ポジションはFW/MF。背番号18番。詳しくは#新雲学園を参照。
トーブ
ポジションはDF。背番号21番。詳しくは#恐竜編の人物・恐竜を参照
ザナーク・アバロニク
ポジションはFW。背番号99番。詳しくは#ザナーク・ドメインを参照。
ワンダバ / クラーク・ワンダバット
声 - 吉野裕行
チーム雷門（テンマーズ）の“自称”監督。実際は事あるごとに監督として采配を振るおうとしても、大抵他の誰かに監督役を奪われている。クマのぬいぐるみ型アンドロイドで、タイムマシン型キャラバンマシン・「イナズマTM」の運転手でもある。普段は水色の身体だが、興奮するとピンク色になる。選手の肉体にオーラを宿らせる事で両選手の力を得ることができる「ミキシマックスガン」で選手同士を融合する。時空最強イレブン探しに突入してからは、ミキシマックス成功時に「ミキシマックス、コンプリート!」と叫ぶのがお約束となっている。
ラグナロク編にて、ガル戦前ではフェイのことで思い悩む天馬に、アルノ博士がフェイと自らの行動を共にさせた理由を語り、それはただのお目付役でもあったが、フェイが好きであったことから受け入れた行動でもあったと言及し、共に冒険して共に汗を流した、天馬の良きパートナーであったフェイを必ず元に戻す約束を、黄名子と3人で交わした。ザ・ラグーン戦前日ではクロノストームの監督として采配を振ることを意気込んでいたが、復活した円堂が監督になったため、最後まで監督になれなかった。
クロスワード・アルノ
声 - 楠見尚己
タイムジャンプとタイムマシンを発明した200年後の未来の大科学者。現在はエルドラドに追われ続けており、時空を逃避（ランナウェイ）中で、たまに雷門中イレブンの前に現れては多重時間理論など、物語の重要な要素を説明しては忽然と去っていく。また、クロノ・ストーンの円堂を復元させるための装置を用いて彼を復元させたが、ゲームでは容易にできていたのに対し、アニメでは装置が動かなくなるなど少し手間をかけた。
フェイがSARUによって自身の元へと送り込まれた際はフェイがSSCであると初めから気付いており、自身は敢えてSSCの意向に乗ることにし、ワンダバと行動を共にさせたらしい。

## エルドラド
未来での意思決定機関で、セカンドステージ・チルドレンの出現を回避するため、歴史からのサッカー消滅を決定した。
トウドウ・ヘイキチ
声 - 相沢まさき
未来での意思決定機関「エルドラド」の議長を務めている。黒髪の長髪で、濠の深い顔をした老人。
セカンドステージ・チルドレンが200年後の未来で戦争を起こし、甚大な被害を及ぼしているため、彼らが誕生するキッカケとなったサッカーを消滅させようと行動するが、雷門がルートエージェントと互角に戦っていることから、セカンドステージ・チルドレンを消す方法を変更、雷門の力を逆に利用することにした。

### プロトコル・オメガ
「エルドラド」からの刺客で結成されたルートエージェントのチーム。チーム構成はバージョンで管理されており、キャプテンが交代するごとに数字がカウントアップされていく。ザナーク・ドメイン出現後はムゲン牢獄へと収監されていたが、ラグナロク編ではフェーダと戦うために再び現れ、雷門陣と結束して戦う。しかし、その大半がエルドラドチーム02に属することとなり、試合中に限らず、ベータを中心に結成当初からキャプテンの神童を始めとする雷門陣を不快にさせる様子が見られた。
プロトコル・オメガの戦術(必殺タクティクス)
タクティクスAX3（バミューダウェーブ）
3人で相手を取り囲んで三角形の陣を作り、陣の中にいる相手の動きを封じ込める必殺タクティクス。

オメガ三幹部
アルファ
声 - 谷山紀章
プロトコル・オメガ（1.0）のキャプテンで、ポジションはFW/MF。背番号10番（エルドラドチーム02では6番）。後ろ髪の盛り上がった赤紫色のコアラ型の髪が特徴。サッカー消滅企画を冷静に実行しようとし、天馬の化身「魔神ペガサスアーク」を止めてしまうほどの能力を持つ。ほとんど感情を表には出さないが、任務に対しては忠実であり、プライドも強く、自身の任務を妨害してくるベータやガンマには反抗的な態度を取ることもあった。
テンマーズに2回敗退してインタラプトの改変に失敗した後、トウドウにより更迭されムゲン牢獄に送られたが、ラグナロク編ではフェーダと戦うために牢獄を抜け、雷門陣と結束して戦う。他のメンバーよりは冷静であるが、ベータやガンマ同様に雷門との連携は不要と考え、暴走するザナークを静観する一方で、ベータやガンマたちには威圧的な態度を取り、神童たちを苦悩させていたが、彼がサカマキから聴取したデータにより、神のタクトは「神のタクトFI」へと進化して自身たちを導く。その後はオメガ最強の新必殺シュートを決めて勝利し、自分たちはこの試合を通して、正々堂々と戦ったことによる「嬉しい気持ち」を体感し、雷門陣と正真正銘の“結束”を果たした。
必殺技は「シュートコマンド01（スピニングトランザム）」、「シュートコマンド24(オメガアタック)」（ベータ、ガンマ）。
アルファの化身
天空の支配者鳳凰
紅色の不死鳥の装飾を纏った魔人のような容姿をしている。
化身を用いた必殺技は「シュートコマンドK01（鳳凰烈火）」。
ベータ
声 - 伊瀬茉莉也
プロトコル・オメガ2.0の女性キャプテン。ポジションはFW/MF。背番号10番（エルドラドチーム02では8番）。水色の髪の三つ編みヘアーが特徴。普段は二藍色の瞳をしているが、エキサイトすると似紫色の瞳に変化する。普通は礼儀正しい口調で、アルファとは対照的に感情豊かで穏やかな性格を持ちながら、お茶目かつやや挑発的な言動が見受けられ、エキサイトすると荒々しい性格が露出し、一人称が「俺」になる。トウドウのことを「マスター」と呼んでおり、アメリカとの親善試合では、当初はトウドウの命令でフェイを捕えようとしたが“円堂守”監督の介入で失敗し、代わりに彼に目標を変えて封じ込め、覇者の聖典の書き手である円堂大介も封印しようとするが、失敗してクロノストーン状態にする。
その後も「〜2.0」を率いてチーム雷門を圧倒するが、最終的には戦国編の「蹴鞠戦（けまりいくさ）」において時空最強イレブン「1の力」を得たチーム雷門に敗れてガンマに回収され、その後はムゲン牢獄に送られたが、ラグナロク編ではフェーダと戦うために牢獄を抜け、雷門陣と結束して戦う。しかし、チームを編成した時点から必要以上にチームメイトを挑発し、一際連携を乱す。試合中でも身勝手なプレーや味方に対する悪態を繰り返し、狩屋までもが同士討ちに参加する事態に陥らせたが、神童に従い始めると、彼の「神のタクトFI」で攻め、3人合体必殺シュートを決め、その後に勝利、雷門陣と真の“結束”を果たした。
必殺技は「シュートコマンド07（ダブルショット）」、「シュートコマンド24（オメガアタック）」（アルファ、ガンマ）。
ベータの化身
虚空の女神アテナ
黒と白のツートンロングヘアーで、両手に蛇を模した赤と青の拳銃を持った女性のような容姿をしている。
化身を用いた必殺技は「シュートコマンドK02（アテナ・アサルト）」。
ガンマ
声 - 泰勇気、子安武人（イナズマイレブン 英雄たちのヴィクトリーロード）
プロトコル・オメガ3.0のキャプテン。ポジションはFW/MF。背番号10番。色白で逆立った白銀色の髪が特徴。プライドが高くナルシストで、ベータを上回る実力を持つ。「スマート」が口癖。
蹴鞠戦でチーム雷門に敗れたプロトコル・オメガ2.0とベータの前に現れ、彼らをトウドウの元に送還し、ムゲン牢獄送りになったベータの後を引き継ぎプロトコル・オメガのキャプテンに就任するが、その矢先、ザナークの襲撃に遭い、マインドコントロールを受けて彼の手下同然と成り果ててしまい、中世フランスにてチーム雷門と対戦する。しかし、雷門側のパスの方向を完璧に読むというザナークの能力を与えられたにもかかわらず、シャルルの作戦に激昂し、パス方向を冷静に読む感覚が狂い天馬に抜かれ、その後は時空最強イレブン「2の力」を手に入れた雷門にはかなわず敗北し、ザナークの独断によってムゲン牢獄に送還されたが、ラグナロク編ではフェーダと戦うために牢獄を抜け、雷門陣と結束して戦う。ギル戦でのザナークの加入には猛反発し、試合中もザナークと大きな確執を生む。試合に勝利するより、彼に対する雪辱を果たすことが頭にあったため、こせこせとしたプレーでチームの連携を乱す上、本来の実力さえ発揮できずにいたが、必死の神童には従うや否や、「神のタクトFI」を成功させ、アルファ、ベータと共に必殺シュートで点を取る。その後は勝利し、神童たちと和解した。
ゲーム版GO2では、ザナークに送還される直前に我に返り、彼への怒りを露にしていた。
必殺技は「シュートコマンド13（ガンマストライク）」（アニメでは未登場）、「シュートコマンド24（オメガアタック）」（アルファ、ベータ）。
ガンマの化身
迅狼リュカオン
黄緑の鎧を纏った、緑色の銀狼のような容姿をしている。
化身を用いた必殺技は「オフェンスコマンドK06（シップウジンライ）」。
プロトコル・オメガ（1.0）
メダム
声 - 金野潤
ポジションはDF。背番号2番。クールな長身ディフェンダー。冷たい目で攻撃の流れを見逃さない。
事実上、初期から3.0まで残ったメンバーの中で、唯一のチームA5に所属していない選手となった。
あくまでサッカーを任務と捉えており、ラグナロクで同じチームに配属された天馬たちへの態度は冷淡で、夜の特訓に誘われた際も応じなかった。
必殺技は「ディフェンスコマンド03（コイルアッパー）」（アニメでは未登場）、「ディフェンスコマンド06（マグネットドロー）」。
クオル
声 - 美名
女の子で、ポジションはDF。背番号3番。瞬時に忍び寄り、怪しい笑顔とともに瞬く間にボールを奪い取る。
アルファと共にムゲン牢獄に送られたが、ラグナロクでは出場していない選手となった。
ネタン
声 - 戸松遥
ポジションはMF。背番号5番。目をつけた獲物は逃さない執念の男。
アルファと共にムゲン牢獄に送られたが、ラグナロクでは出場していない選手となった。
ジーニー
声 - 奈良徹
ポジションはMF。背番号7番。ボールのキープ力はさることながら、自身のロングアフロにもキープ力を誇る。
アルファと共にムゲン牢獄に送られたが、ラグナロクでは出場していない選手となった。
ネイラ
声 - 佐々木日菜子
女の子で、ポジションはMF。背番号8番。小さな身体でゴール前へ切り込む。仮面の奥はしたり顔らしい。
メダムと同じく、唯一のチームA5に所属していない選手となった。
なお、ガンマによってムゲン牢獄に送られてしまった。
必殺技は「シュートコマンド08（ラブ・アロー）」。
ラズロ
ポジションはGK。背番号12番。ニラみを効かしてボールを弾き飛ばす。見えない壁があるかのようだという。アニメ版には未登場。
コプル
ポジションはDF。背番号13番。小回りのきく身体でどこにでも現れる。油断のならないブロック力を持つ。アニメ版には未登場。
フィニク
ポジションはMF。背番号14番。丈夫な足腰と安定した重心が持ち味。足に吸い付くようなドリブルをする。アニメ版には未登場。
メキウス
ポジションはFW。背番号15番。キレのある動きで正確なシュートを放つ。FWの手本のようなプレイヤー。アニメ版には未登場。
ミネーネ
女の子で、ポジションはFW。背番号16番。無感情な瞳で黙々とゴールを突き破る。そのさまは背筋も凍るような迫力だという。アニメ版には未登場。
アルファ
#オメガ三幹部を参照。
ザノウ・ガウラ・クオース・レイザ・エイナム
#チームA5を参照。
プロトコル・オメガ2.0
ウォード
声 - 大原崇
ポジションはDF。背番号3番。圧倒的なボディでブロックした相手をノックアウトする。
ドリム
声 - 吉野裕行 / 泰勇気（ストライカーズ2013）
ポジションはMF。背番号5番。クールなMF。目を隠しているのは感情を悟られないため。
なお、ガンマによってムゲン牢獄に送られてしまった。
オルカ
声 - ゆりん
女の子で、ポジションはMF。背番号7番。バネのような身のこなしでボールを運ぶMF。軽い口調だが、作戦を淡々実行する。ベータの良き話し相手。
ラグナロクにおいてもベータに同調してチームの輪を乱す。また、いつもの軽い口調を荒らげて口論を起こすなど、アルファやエイナムには高圧的な態度をとっていた。
ベータ
#オメガ三幹部を参照。
ザノウ・ガウラ・レイザ・エイナム・クオース
#チームA5を参照。
メダム・ネイラ・ラズロ・コプル・フィニク・メキウス・ミネーネ
#プロトコル・オメガ（1.0）を参照。
プロトコル・オメガ3.0
ルジク
声 - 金野潤 / 吉野裕行（GO2 クロノ・ストーン ネップウ/ライメイ）
ポジションはGK。背番号1番。見た目はあどけない少年だが、ゴールを守る姿はまるで鬼神のよう。
ラグナロク二回戦では重傷を負ってしまい、途中で“メカ円堂”と交代する形で試合から退場した。
必殺技は「キーパーコマンド07（ジャイロセービング）」。
ゲーム版では化身「幸運のラストベガ」の使い手となっている。
ガリング
声 - 奈良徹 / 岩崎了（GO2 クロノ・ストーン ネップウ/ライメイ）
ポジションはDF。背番号4番（エルドラドチーム02では3番）。真っ赤に燃える髪がトレードマーク。ハートも真っ赤に燃えている。
ラグナロク二回戦ではチームメイトを挑発するようなことはしなかったが、ガンマ以外にはパスを回そうとはしなかった。
バハムス
声 - 佐藤健輔 / 野島裕史（GO2 クロノ・ストーン ネップウ/ライメイ）
ポジションはMF。背番号5番。静かな瞳に秘められた闘志で、相手のどんなプレイも通用させない。
なお、ラグナロクでは出場していない選手となった。
ダーナ
声 - 美名 / 小林ゆう（GO2 クロノ・ストーン ネップウ/ライメイ）
女の子でポジションはMF。背番号8番。黒い長髪と山吹色の釣り目が特徴。容姿であり、プレイスタイルもクールビューティなMF。
ラグナロクでは、不満は抱いているものの、SARUとの接触で倒れたフェイの様子をウォードとガウラと共に見にきたり、試合ではパスを雷門の選手にも回す等、エルドラドチーム02のメンバーよりは協力的である。
必殺技は「ディフェンスコマンド03（コイルアッパー）」（ゲーム版GO2では自力習得なし）、「シュートコマンド06（プラズマボール）」。
ガンマ
#オメガ三幹部を参照。
レイザ・エイナム・クオース
#チームA5を参照。
ウォード・オルカ
#プロトコル・オメガ2.0を参照。
メダム・ラズロ・コプル・フィニク・メキウス・ミネーネ
#プロトコル・オメガ（1.0）を参照。
チームA5
アルファの復活を求める「1.0」残留メンバーが結成したプロトコル・オメガ内の非公式チーム。独断での行動に加えてチーム雷門に敗北したことで、トウドウによりムゲン牢獄送りを言い渡されるが、ベータによってそれを免れた。
エイナム
声 - 野島裕史
チームA5のキャプテンで、ポジションはFW。背番号11番。中性的な外見で忠誠心が厚い、アルファの参謀的存在。
アルファに忠誠を誓っていたため、ベータに対して表面上従っているが、キャプテンとして認めず、レイザたちと共に独断でサッカーバトルを挑むも敗北、ムゲン牢獄送りを言い渡されるも、ベータの計らいで助けてもらい、それ以降はベータや3.0のキャプテンであるガンマに対しておとなしく従っていた。しかし、アルファが復帰してからは、ベータと共にアルファに絡んできたオルカに反発し、ベータやガンマたちが足を引っ張っていると非難する。
必殺技は「シュートコマンド06（プラズマボール）」。
レイザ
声 - 藤村歩 / 北原沙弥香（GO2 クロノ・ストーン ネップウ/ライメイ）
女の子で、ポジションはFW。背番号9番。疾風のごときシュートでゴールを割る、恐るべき女性ストライカー。
必殺技は「オフェンスコマンド04（スピニングアッパー）」（ゲーム版GO2では自力習得なし）。
クオース
声 - 大原崇
ポジションはMF。背番号6番。キラキラと輝く夢見るような瞳を持つが、プレイは至って現実的。強さはむしろ非現実的。
必殺技は「オフェンスコマンド04（スピニングアッパー）」。
ゲーム版では化身「音速のバリウス」の使い手となっている。
ガウラ
声 - 佐藤健輔
ポジションはDF。背番号4番。全身がしなやかな筋肉そのもので、その巨体からは想像もつかない身のこなしを見せる。
なお、ガンマによってムゲン牢獄に送られてしまった。
ザノウ
声 - 岩崎了
ポジションはGK。背番号1番。正確なプレイでゴールを守る。その姿は、金庫番と比喩されるほど。
なお、ガンマによってムゲン牢獄に送られてしまった。
必殺技は「キーパーコマンド03（ドーンシャウト）」。
ゲーム版では化身「重機兵バロン」の使い手となっている。

### ザナーク・ドメイン
プロトコル・オメガに代わって、物語中盤から登場する未来人である「大人」達のチーム。後述する通りエルドラド直属のチームでは無く、トウドウたちとは微妙な関係にあり、リーダー的存在であるザナークはメンバーを自身の友達と紹介しているが、ザナークに対してエンギルのように砕けた口調で話す者とシュラのように敬語で話す者が混在しており、実際の関係は不明。
ザナーク・アバロニク
声 - 小西克幸
ザナーク・ドメインのキャプテンで、ポジションはFW。背番号10番（エルドラド02加入後は、背番号99番）。荒ぶる風貌を持つ青年で、自らを「名も無き小市民」と嘯き、「そう言うと思ったぜ」を口癖としている。
破天荒な性格なため、未来世界では何をしでかすか判らないS級の危険人物としてムゲン牢獄に収監されていたが、易々と脱獄して任務中のガンマたちの前に現れ、彼らを完膚無きまでに倒す。その後、エルドラドにチーム雷門を倒すことを条件に自身の罪を帳消しにする事を強引に認めさせ、マインドコントロールし、強制的に手下とした。しかし、プロトコル・オメガ3.0がチーム雷門に敗北すると、彼らに早々と見切りを付け、自身の仲間たちと共にチーム雷門に激襲、強力なパス回しで雷門を圧倒するが、強制ミキシマックスした太陽の編み出した「奇門遁甲の陣」で攻撃を封じ込められ、その後もシュートを信助に止められると、眠っていた力が暴走し、孔明の園を破壊、自分でもコントロール出来ない力に驚く自分の前に、支援者Xが姿を現す。
幕末編では、新選組局長である近藤勇を封印し、自身が近藤勇を名乗って新選組局員たちもマインドコントロールを受け、沖田ともミキシマックスしてチーム雷門とサッカーバトルをさせるが、沖田が敗北したため、ミキシマックスを解除して彼の体を元に戻した。その後、「二条城」にてチーム雷門と徳川慶喜たちの前に現れ、大政奉還を賭けた試合を申し込み、強力なパス回しを見せつけ、強烈なシュートを放つが、雷門のミキシマックスには及ばず、結果敗北、クロノ・ストーン状態ではあったが、円堂を雷門に返そうとした。しかし、支援者Xによって奪われ「君は本当の価値を分かっていない」と告げられると、そこへ謎の少年・SARUが現れる。
長らく行方が判らなくなっていたが、ラグナロク編にてフェーダの一員になっていることが判明し、ザンのキャプテンとしてラグナロク1回戦を戦う。しかし、チームのラフプレーや態度に不快を感じ、試合に勝利した後、フェーダを離反、その後は支援者Xによってエルドラドチームに送り込まれた。また、大介曰く「時空最強イレブン」の11人目に当てはまるも、未だに自らの力を操れていないことを指摘され、ギル戦では神童たち周囲の声をシカトし、一人で敵も味方も関係無い強引なプレーをするが、それでもなお相手のプレーには届かなかった。その後、神童たちが後半から点を取っていることに触発され、強引ながらも点を入れた。ギル戦後もまだ力を操れていないため、大介から修行を言い渡され、一時的にエルドラドチームを離れた。また、他人から見ればたった1日という短い時間の中で、自らは何ヵ月もの間に様々な時代へタイムジャンプして修行し、最後には巨大台風「クララジェーン」に立ち向かって、強制ミキシマックスし（時空最強イレブン「11の力」）、ガル戦後半にて帰還、自身を「スーパーザナーク」と名乗り、新必殺シュートで2点を入れ、同点に追いつかせた。
必殺技は「ディザスターブレイクG2」。
ザナークの化身
魔界王ゾディアク
黒く禍々しい翼を生やした魔王のような姿をしている（ザナーク曰く「千年に一度の恐怖」）。
化身を用いた必殺技は「レッドプリズン」。
融合（1） ザナーク×曹操
ザナークと曹操がミキシマックスによって融合した姿。髪の先が上に曲がり、色も白く変化している。
融合（2） ザナーク×クララJ
ザナークとクララジェーンが強制ミキシマックスによって融合した姿。髪型が上に曲がって黒緑に変色し、後ろ髪も長く尖って白色に変色している。
必殺技は「グレートマックスなオレ」。
シュテン
声 - 佐藤健輔 / 泰勇気（ストライカーズ2013）
ポジションはGK。背番号1番。筋骨隆々な巨躯。圧倒的な防御率を誇るゴールキーパー。その難易度は、まさに鬼レベルとも称される。
必殺技は「サンドカッター」。
ゲーム版では化身「巨神ギガンテス」の使い手となっている。
ゴウズ
声 - 奈良徹
ポジションはDF。背番号2番。クルー・カットを伸ばしっぱなしにしたような角刈りが特徴。地味な外見を気にして髪型を変えたが、やはり周りに圧倒され気味。
ヤシャ
声 - 佐々木日菜子
女の子で、ポジションはDF。背番号3番。引眉と赤いアイシャドーで妖怪や公家を連想する出で立ち。残虐な性格の持ち主で、その高笑いは人の心を狂わせる。
必殺技は「スクリュードライバー」。
オーグ
声 - 岩崎了
ポジションはDF。背番号4番。顔に棘の生えた輪のような赤いペイントを持つ巨漢。頭の中は食べ物のことでいっぱい。「オマエのゴハンは俺のモノ」という横暴な思考の持ち主。
エンギル
声 - 江口拓也
ポジションはMF。背番号5番。遮光器土偶を三つ目にしたような奇異なゴーグルを常に装着する。顔が怖いと言われてマスクを着け始めたが、さらに不気味といわれる羽目になったらしい。
メイズ
声 - 吉野裕行
ポジションはMF。背番号6番。深緑色のロングヘアで目元が隠れている。その前髪の奥に隠された瞳を見て生きて帰った者はいないという。
必殺技は「バンジースラスト」。
シンジャミ
声 - 斎賀みつき
女の子で、ポジションはMF（幕末編でのサッカーバトルでGKを務めたこともある）。背番号7番。髪を数本にまとめ逆立てた特異な髪型。蛇のようにしつこいMF、毎日髪のセットに3時間かけるらしい。
ゴブリス
声 - ゆりん
ポジションはMF。背番号8番。小柄な体格で、左が黒で右が黄色の稲妻模様の眉毛をしている。いたずらが大好きだが、もはやいたずらで済まされないレベルに至っている。
シュラ
声 - 佐藤健輔
ポジションはFW。背番号9番。吊り上った目とオウムのトサカのような白髪が特徴。そのプレイはまさに修羅のごとく、激しい闘争心で他を圧倒するストライカー。
ゲーム版では化身「蒼きリューク」の使い手となっている。
ラセツ
声 - 金野潤
ポジションはFW。背番号11番。切れ長の鋭利な顔立ち。鬼のようなスピードと攻撃力で点を奪い取る地獄のストライカー。
必殺技は「オーガブレード」。
ゲーム版では化身「紅きメガホーク」の使い手となっている。
バンナ
声 - 小平有希
ポジションはGK。背番号12番。赤い瞳に魅入られたらもうボールは彼の手の中。アニメ版には未登場。
ハンニス
声 - 竹内順子
ポジションはDF。背番号13番。外面はバツグンだが、実はキャプテンの座を虎視眈々と狙っている。アニメ版には未登場。
ゼンキ
声 - 戸松遥
ポジションはMF。背番号14番。裏表がはげしいミッドフィールダー。小悪魔のような性格で人をまどわす。アニメ版には未登場。
トラル
声 - 古島清孝
ポジションはFW。背番号15番。悪意に満ちたプレイで他を蹴散らす。乱暴なフォワード。アニメ版には未登場。
キュー
声 - 野島裕史
ポジションはFW。背番号16番。その瞳をじっと見つめると、人は深い絶望を感じるという。アニメ版には未登場。

### パーフェクト・カスケイド
チーム雷門がザナーク・ドメインを一先ず退かせたことにより、エルドラドが召喚したルートエージェントチーム。ワンダバによれば今までの敵とは格が違う強さを誇り、このチームを倒さなければ、サッカーを取り戻すことは出来ないという。メンバーはほとんど「個性」が感じられない者ばかりであり、霧野に「覇気がない」と言われるほど不気味である。サカマキには「私の作り上げた最高の芸術品」と称されているが、その正体はサカマキの作ったアンドロイド（人工生命体）であり、パーフェクトと称されるその実力は、アンドロイドだからこそ出来るものである。
レイ・ルク
声 - 河野裕
パーフェクト・カスケイドのキャプテンで、ポジションはMF。背番号9番。灰色の坊主頭と菱形の無機質な眼が特徴で、抑揚の無い声で話す。
恐竜編では、エルドラドの指令により、チーム雷門のいる白亜紀へと送り込まれ、本来は人間に襲いかかろうとしないはずのロックスターをマインドコントロールしてチーム雷門を襲い、その後、雷門を「ロックスクエアスタジアム」へと連れてきて試合をさせ、結果は19 - 0という一方的な差で追い詰め、マインドコントロール波を浴びせようとするが、逃げられてしまい、更にチーム雷門が恐竜とサッカー練習をしているところを襲い、再びロックスクエアスタジアムにて試合をさせたが、フェイの覚醒やトーブとのミキシマックスによって得点を許すと、プラクティスモードからノーマルダイブモードへと移行し、再び雷門を圧倒する。しかし、エルドラドがセカンドステージ・チルドレンの襲撃を受けていることを了知し、試合を中断して未来に撤退した。
幻想世界編では、「9の力」と「10の力」を手にするためキャメロットへとタイムジャンプした“円卓の騎士団”（雷門）の前に、マスタードラゴンを洗脳して現れ、黄名子を浚っていくと、彼女を嘆きの洞窟に閉じ込め、洞窟最深部に辿り着いた雷門騎士団の前に現れ、“ダークドラゴンナイト”（黒い騎士）を名乗ってマスタードラゴンを操るが、アーサー王の聖剣エクスカリバーでドラゴンの洗脳は解けた。その後、騎士団に3度目の試合を仕掛け、ハイパーダイブモードに移行して雷門を圧倒するが、覚醒した雷門騎士団の猛攻に敗北する。
試合後、チーム雷門の前に現れたSARUの元より天馬たちをエルドラド本部に送還し、フェーダ打倒の目的で協力を要請する。自身を含め、パーフェクト・カスケイドはセントエルダの街の防衛を行い、街の人々からは感謝されているものの、無表情のために気味悪がられてしまい、あくまでフェーダとは直接戦闘しているに過ぎないため、サッカープレイヤーとしてのデータは持ち合わせていなかった。ラグナロクではエルドラドチーム03に配属され、アップデートによって天馬をキャプテンと見なし、従順な態度をとったが、やはり気味悪がられてしまう。また、アンドロイド故にフェイの念動波を無効化できるため、ハイパーダイブモードによって攻め上がり、化身アームドシュートを放つが、シュートは決まらず、その後はただガルのラフプレーに翻弄され、機能停止に陥る始末となったが、49話にて観客席からプロトコル・オメガのメンバーと共にザ・ラグーン戦を観戦する姿を見せていた。
レイの化身
人工化身プラズマシャドウ
声 - 野島裕史
禍々しい姿をした赤黒い電子の集合体でできた謎の化身。厳密には化身ではないらしいが、詳細は不明で、レイ以外のメンバーもこの化身を使用することができるが、今までの化身と異なり、恐怖を感じさせるような化身でもある。ゲーム・アニメ共に全員が化身アームド可能である。
ゲームでの表記は「人工化身プラズマシャドウOF」であり、他の選手もポジションごとに対応したプラズマシャドウとなっている。また、KPと化身アタックが著しく低いため、レイたちは初めから零式の化身を発動してくる。
化身を用いた必殺技は「シュートコマンドK08（シャドウレッグ）」、「オフェンスコマンドK08（シャドウソード）」、「ディフェンスコマンドK08（シャドウガード）」、「キーパーコマンドK08（シャドウハンド）」。
ハイパーダイブモード
リミッターを解除したパーフェクト・カスケイドの全力の形態。左右の頬が縦に割れ、目にはバイザーがかかり、声にはリバーブがかかる。なお、ゲーム版『ネップウ/ライメイ』ではミキシマックスと同じ扱いであり、彼らの場合は全ての選手とベストマッチが発生する。
ラウ・セム
声 - 美名
ポジションはGK。背番号1番。赤い瞳が不気味なゴールキーパー。彼らがアンドロイドであることが判明する前の恐竜編では、ミキシトランスしたフェイに得点を許した時にとても動揺した表情で冷や汗をかいていた。
必殺技は「キーパーコマンド16（弧月十字掌）」。
バド・アッド
声 - 吉野裕行
ポジションはDF。背番号2番。どんな痛みも表情に出さないDF。
必殺技は「ディフェンスコマンド21（無影乱舞）」（リン、ドネル）。
リン・クール
声 - 小林ゆう
ポジションはDF。背番号3番。焦点の合わない目が敵の心をざわつかせる。
必殺技は「ディフェンスコマンド21(無影乱舞)」（バド、ドネル）。
マ・ドネル
声 - 斎賀みつき
ポジションはDF。背番号4番。常にポーカーフェイスなDF。
必殺技は「ディフェンスコマンド21（無影乱舞）」（バド、リン）。
エミ・ウル
声 - 戸松遥
ポジションはMF。背番号5番。どんな激しいプレイも汗ひとつ流さない。
ファ・ニール
声 - ゆりん
ポジションはMF。背番号6番。感情が宿っているのか疑うほどの冷たい瞳をしている。
ケイ・ロウ
声 - 金野潤
ポジションはMF。背番号7番。常に浮かべている微笑みはどこか不自然。
ダイ・ロード
声 - 古島清孝
ポジションはMF。背番号8番。彼のその佇まいからは生気が感じられない。
ブル・レクス
声 - 佐々木日菜子
ポジションはFW。背番号10番。無表情でシュートを放つストライカー。
必殺技は「シュートコマンド20（双飛遊星弾）」（グラ）。
グラ・フォム
声 - 奈良徹
ポジションはFW。背番号11番。計算しつくされた動きのストライカー。
必殺技は「シュートコマンド20（双飛遊星弾）」（ブル）。
ニー・ベル
ポジションはGK。背番号12番。どんな局面でも顔色ひとつ変えない。アニメ版では未登場。
ザラ・クス
ポジションはDF。背番号13番。彼からは人の体温を感じない。アニメ版では未登場。
セイ・サーボ
ポジションはMF。背番号14番。たまに動かなくなってしまうことがしばしば。アニメ版では未登場。
ア・シモフ
ポジションはFW。背番号15番。彼の顔からは感情が読み取れない。アニメ版では未登場。
イル・メル
ポジションはFW。背番号16番。たとえどんな激しいプレイでもケガひとつしない。アニメ版では未登場。
サカマキ・トグロウ
声 - 石井康嗣
パーフェクト・カスケイド監督である壮年の男性。トウドウの命により「サッカー消滅」のインタラプトを守護（ガード）しつつ、キャプテンであるレイに指示を下す。トウドウを呼び捨てにしていることから、親しい間柄であるのが分かる。
ラグナロク編ではトウドウと共に雷門に事情を説明し、ラグナロクで戦うこととなる「エルドラドチーム02」に神童（キャプテン）、倉間、狩屋、天城、アルファ、ベータ、ガンマ、エイナム、オルカ、ルジク、ガリングというメンバーを揃えて、自身はその監督を務め、ギルに追い込まれた神童に、アルファ、ベータ、ガンマのボール保持率と走力のデータを教え、「エルドラドチーム02」の勝利に導いた。

### エルドラドの関係者
メカ円堂
声 - 竹内順子
サカマキが秘密裏にパーフェクト・カスケイドたちに準備させていた円堂守の姿をしたアンドロイド。
ギル戦にて負傷したルジクに代わって出場し、ボールを一度も入れさせること無くゴールを阻止したが、メイアとギリスのシュートを受け続け、最終的にはバンダナだけを残して破壊されてしまった。
「月刊コロコロコミック」誌上において行われた、ゲームGO2新キャラクターの一般募集にて採用されたキャラクターである。
必殺技は「ペンギン・ザ・ハンド」。
メカ円堂の化身
英知の王ブングオー
消しゴムのような体に、定規でできた顔と筆記用具でできた腕を持つ王の容姿。
化身を用いた必殺技は「必勝！我夢射乱」。

## フェーダ
200年後の未来世界・セントエルダにてエルドラドと対立して「人類の脅威」となっている、「セカンドステージ・チルドレン」のチーム群。『クロノ・ストーン』の黒幕でもあるSARUを皇帝とし、エルドラド本部を破壊してラグナロクスタジアムを作り上げ、世界を賭けた最終戦争・ラグナロクにて、エルドラドと結び付いた雷門「エルドラドチーム」と戦う。
支援者X / アスレイ・ルーン
声 - 家中宏
フェイの父親であり、黄名子の夫。フェイのサイドヘアの鳥の翼のような部分を取ったような髪型で、髪色はフェイよりも少し白みがかかったような緑色。エルドラドの元幹部でもあるが、支援者Xとしてはローブに身を隠して白い顎髭で変装していた。存在自体は『劇場版イナズマイレブンGO 究極の絆 グリフォン』にて既に言及されており、豪炎寺にタイムブレスレットを送るなど、「エルドラド」のサッカー抹消を妨害する動きを取っていた。また、「フィフスセクター」のスポンサーとして莫大な資金を投じ、化身及び「セカンドステージ・チルドレン」の研究を推し進めていたことが千宮路大悟の口から語られている。
フェイの幼き頃、彼にSSCの能力が宿ったことを知り、エルドラド議長であった自らが、エルドラドと敵対する能力を持つ息子を抱えることでその地位を失うことを恐れる。そのため、彼と自らを護るための唯一の手段として、フェイを独りぼっちにさせてしまうが、彼がフェーダに誘われたのを機に、やはり彼を捨てきれないという想いからエルドラド議長の座を離れ、フェイを見守るために敢えてフェーダの内部に潜み、支援者Xの名でサッカーを保護するための行動をしていた。しかし、それでもフェイのことを気にかけ、彼の母親・黄名子の幼少期の姿をフェイの元に送り込み、雷門中の生徒にさせながらフェイを見守るように依頼したことがラグナロク編にて判明する。
三国志編にて、力の暴走に襲われたザナークの前に現れ、「君は目覚め始めているのだ。セカンドステージ・チルドレンの力に…」と告げる。幕末編では円堂のクロノ・ストーンを奪い、ザナークをどこかへ連れて行ってしまった。ラグナロク編ではザナークをザンのキャプテンにさせ、SARUと共にフェーダの能力を認めるが、ザナークの改心によってエルドラドチームへと送り込む。また、SARUの考えに従っているような素振りで、エルドラドの情報を収集しているように思われていたが、実際はSARUの考えに反対しており、ガル戦後半でフェイに残虐な手段を下すSARUを制止した。試合後にはフェイの前に現れ、自らがフェイの父親だと明かし、真実を告げた。

### ザン
ラグナロクで剣城率いるエルドラドチーム01と対戦する、ガロとフェーダに新たに加わったザナークが率いるチーム。フェーダの中でも特に荒くれ者が集まっており、ゲームではイナペディア内でアルファが特に危険なプレイを好むと言及しており、注意を喚起された。
ザナーク・アバロニク
ザンのキャプテン。ポジションはFW。背番号10番。詳しくは#ザナーク・ドメインを参照。
ガロ
声 - 佐藤健輔
ポジションはMF。背番号11番。血気盛んな性格で、すべて思い通りに運ばないと気に入らない。
アニメではザンの中心人物で粗暴な面が強調されており、実質的なリーダー格。優等生気質のギルとは反りが合わず、暴力沙汰にまで発展することもあるが、SARUには頭が上がらない。ザナークをキャプテンに据えているが、SARUの縁故で来た厄介者程度にしか思っておらず、メンバーの全員がザナークを認めていないため、皆でザナークには邪険な扱いで接している。試合中、ブレイクアタックと称し、ザナーク以外のメンバー総出で肘打ちや蹴りなどの直接的な攻撃をかけ、剣城を負傷させるなど、どんな手段も厭わず、SARUにも呆れられている。その後も残虐なプレーを続け、失点するものの、試合に勝利した。しかし、これによってザナークがフェーダに見切りをつけることになった。
ガロの化身
黒き翼レイブン
紺色の鳥人のような容姿をしている。
化身を用いた必殺技は「レイジング・クロウ」。
ファダム
声 - 奈良徹
ポジションはGK。背番号1番。どんな手を使ってもゴールを守るザンの凶悪なる守護神で、その強さは剣城のミキシトランスシュートでさえ片手であっさりと止めてしまうほどである。
ファダムの化身
深淵のアギラウス
薄紫色の体に黄色の羽を生やした、鮫のような容姿をしている。
化身を用いた必殺技は「ギガバイトスクリュー」。
シンク
声 - 竹内順子
ポジションはDF。背番号2番。その見た目とは裏腹に、小さな体の中に悪意が満ち溢れている。
ゲーム版では化身「飛炎の朱雀」の使い手となっている。
ドリス
声 - 金野潤
ポジションはDF。背番号3番。チームの頭脳と呼ばれる男。立案する戦術は残忍なものばかり。
ルード
声 - 泰勇気
ポジションはDF。背番号4番。思う存分力の揮える場所を求めてフェーダの一員となった。
デオス
声 - 岩崎了
ポジションはMF。背番号5番。たとえチームメイトといえども邪魔になる者は容赦しない残忍な性格。
ギガム
声 - 高垣彩陽
ポジションはMF。背番号6番。敵に怪我をさせることを厭わない。むしろ喜んでいるかのよう。
ザタン
声 - 泰勇気 / 吉野裕行（GO2 クロノ・ストーン ネップウ/ライメイ）
ポジションはMF。背番号7番。戦いこそが生きる道であり、戦いが楽しくて仕方がない。
ロデオ
声 - 戸松遥
ポジションはMF。背番号8番。邪悪なる天才ミッドフィールダー。フィールドの破壊者と呼ばれている。
ロデオの化身
海王ポセイドン
ギリシャ神話の海を司る神であるポセイドンを連想させる容姿をしている。海帝ネプチューンに似ている。
化身を用いた必殺技は「ヘヴィアクアランス」。
ジプス
声 - 江口拓也
ポジションはMF。背番号9番。小さい頃から恐れられていた力をサッカーで生かせることに喜びを感じている。
必殺技は「スプリングアロー」。
スティア
女の子で、ポジションはGK。背番号12番。元々はいいところのお嬢様だったが、能力が目覚めて荒んでいった。
マドル
ポジションはDF。背番号13番。残忍な男。凍りつくように暗い瞳がサングラスの奥に隠れている。
ヘイズ
女の子で、ポジションはMF。背番号14番。格闘技の達人。大会で能力を使えないことにストレスを感じている。
クラッチ
女の子で、ポジションはFW。背番号15番。とにかく荒っぽい性格。女の子らしくしろと言われるとキレる。
トーム
ポジションはFW。背番号16番。小さい頃から能力のせいで仲間外れにされ、他人を信用しなくなった。

### ギル
ラグナロクで神童率いるエルドラドチーム02と対戦する、カップルであるメイアとギリスが率いるチーム。フェーダの使用する兵器の発明を行うなど傲慢なほど頭脳派揃いのチームで、ゲームではイナペディア内で頭の良さを自らアピールしている所をベータから嫌われた。
メイア
声 - 佐々木日菜子
ギルの女性キャプテンで、ポジションはMF。ギルおよびザ・ラグーン共に背番号8番。フェーダ一と評される美貌の持ち主。ギリスとはカップル関係であり、同じ化身（この二人は公式のラブラブカップル）。また、自らも自分の事を美しいと自覚しており、ギリスと共にフェーダで一二を争う頭脳の持ち主と言われ、SARUに次いで組織の中核を担っている。
ギル戦前に神童たちエルドラドチーム02の前に現れ、ギリスとラブラブな一面を見せる。ギル戦では仲間割れでまとまりのないエルドラドチーム02をギリスとのプレーで翻弄、必殺シュートで3点を獲るという実力を披露する。その後、全く連携の取れていない神童たちを見下して嘲笑うが、後半でサカマキの指示を受けた神童を中心に結束したエルドラドチーム02に同点にまで追いつかれ、焦燥して必死に攻撃に転じるが、メカ円堂からはゴールを奪えず、最終的にメカ円堂を大破させるものの、そのままザナークに得点を許して敗北した。
必殺技は「デッドフューチャーG2」（ギリス）。
メイアの化身
情熱のラヴァーズ♀
レイピアを構えた桃色のフェンサーのような容姿。アニメではギリスと手を繋ぎ、二人が同時に化身を出現させるという演出が成され、♀と♂の区別も付いていない。
化身を用いた必殺技は「ハートレイピア（♀）」。
ギリス
声 - 江口拓也
ポジションはMF。ギルおよびザ・ラグーン共に背番号9番。メイアとはカップルであり、彼女の参謀的存在。メイアを世界一美しいと思っており、彼女とは抜群のコンビネーションを誇る。
必殺技は「デッドフューチャーG2」（メイア）。
ギリスの化身
情熱のラヴァーズ♂
レイピアを構えた水色のフェンサーのような容姿。アニメではメイアと手を繋ぎ、二人が同時に化身を出現させるという演出が成され、♀と♂の区別も付いていない。
化身を用いた必殺技は「ハートレイピア（♂）」。
ブーフウ
声 - 岩崎了
ポジションはGK。背番号1番。シュートをより正確に捉えるため、右目に自ら開発した特殊装置をつけている。
必殺技は「リジェクション」。
ゲーム版では化身「鉄壁のギガドーン」の使い手となっている。
ゾタン
声 - 金野潤
ポジションはDF。背番号2番。敵のどんな動きも正確に予測する特別製のサングラスを身に着けている。
ミスタ
声 - 佐藤健輔
ポジションはDF。背番号3番。発明が大好きで毎日何時間も機械と向き合っている。
モリー
声 - 折笠富美子 / 悠木碧（GO2 クロノ・ストーン ネップウ/ライメイ）
女の子で、ポジションはDF。背番号4番。小悪魔のような魅力を持つ少女。誘惑されたら、もうボールは彼女のモノ。
ギムス
声 - 野島裕史
ポジションはMF。背番号5番。顔も頭脳も一級品。世の女の子はみんな自分を好きだと思っている。
ゼイク
声 - 美名
ポジションはMF。背番号6番。不遜なナルシスト。自分の能力に誇りを持っている。
ゲーム版では化身「獣王レオン」の使い手となっている。
ミド
声 - 戸松遥 / ゆりん（GO2 クロノ・ストーン ネップウ/ライメイ）
女の子で、ポジションはMF。背番号7番。クールでドライな天才少女。幼く見られるのが何より嫌い。
チェル
声 - 高垣彩陽
ポジションはFW。背番号10番。女性と見紛う美貌の持ち主。曰く、「天は二物も三物も与えるのだ」。
ゲーム版では化身「疾風の白虎」の使い手となっている。
ザット
声 - 大原崇
ポジションはFW。背番号11番。自信に満ち溢れ実力もかなりのものだが、同時に努力家でもある。
ゲーム版では化身「炎魔ガザード」の使い手となっている。
エニモ
女の子で、ポジションはGK。背番号12番。チームのマスコット的存在。とぼけた見た目だが頭脳はピカイチ。
ドレーヌ
女の子で、ポジションはDF。背番号13番。負けず嫌いな生粋のお嬢様。メイアにライバル心を抱いている。
マビ
ポジションはMF。背番号14番。真面目で几帳面な少年。緻密な計画を練るのが得意。
ナージェ
女の子で、ポジションはMF。背番号15番。明るく健康的な美少女。好奇心が旺盛すぎてトラブルを招くことも。
ヴェネト
ポジションはFW。背番号16番。表向きは温厚な性格だが、たまに見せる瞳の奥は野心に満ち溢れている。

### ガル
ラグナロクで天馬率いるエルドラドチーム03と対戦する、デッキと記憶を戻されて雷門を裏切ったフェイが率いるチーム。一見無邪気な少年少女たちに見え、ゲームではイナペディア内においてガンマから「スマートさの欠片も感じられない」と酷評されたが、その実力は最高ランクである。
フェイ・ルーン
ガルのキャプテン。ポジションはFW/MF。背番号9番。詳しくは#クロノストームを参照。
チェット
声 - 野島裕史
ポジションはGK。背番号1番。中性的な外見だが、怒らせると非常に怖くて激しい性格のキーパー。
ザナークのミキシマックス必殺シュートを前に、2度もゴールを許すが、その後のレイ・ルクのハイパーダイブモードと化身アームドの同時使用状態でのシュートは通さなかった。
チェットの化身
白尾神タマズサ
スタイルの良い、ハクビシンを模した神衣を纏った妖狐のような容姿。
化身を用いた必殺技は「シキガミラインズ」。
カズチ
声 - 吉野裕行
ポジションはDF。背番号2番。チーム一の頭脳派。チームがどう動くかは彼の戦術にかかっているという。
フミータ
声 - 金野潤 / 泰勇気（GO2 クロノ・ストーン ネップウ/ライメイ）
ポジションはDF。背番号3番。体は大きいが反射神経は抜群のDF。チームの精神的主柱でもある。
グゥミ
声 - 小林ゆう
女の子で、ポジションはDF。背番号4番。眼鏡の奥には無邪気な瞳。そのギャップに敵は翻弄される。
ヨッカ
声 - 河野裕 / 下野紘（GO2 クロノ・ストーン ネップウ/ライメイ）
ポジションはMF。背番号5番。フェーダの青い流星と呼ばれるミッドフィルダー。
ゲーム版では化身「狂戦士ディアベル」の使い手となっている。
ローコ
声 - 悠木碧
女の子で、ポジションはMF。背番号6番。無邪気で明るいムードメーカー。パワーの源は甘いものらしい。
見かけによらず、試合においてはフェイに次いでラフプレーを仕掛ける。天馬と空中でボールを追うが、両者共に空中でボールに触れることなく試合を終えた。
ピノ
声 - 佐々木日菜子
ポジションはMF。背番号7番。小さい体にはパワーが溢れており、成長期なのかすぐ眠たくなる。
タクジ
声 - 佐藤健輔
ポジションはMF。背番号8番。キャンバスに絵を描くかのような美しいプレイをするミッドフィルダー。
デッキ
声 - ゆりん
ポジションはFW。背番号10番。血気盛んで目立ちたがり屋なストライカー。いつもセンターでないと気が済まない。
ガルの元キャプテンで中心人物でもあるが、フェイが欠けている間に代わりにチームを仕切っている様子。
ゲーム版では化身「招雷の青龍」の使い手となっている。
ユウチ
声 - 河野裕
ポジションはFW。背番号11番。氷のような微笑みを湛えるストライカー。穏やかだが、そのプレーは超強力。
必殺技は「デコイ・リリース」。
ユウチの化身
豪雪のサイア
白い槍を持ち、長髪で軽鎧を着た氷の女王のような容姿。
化身を用いた必殺技は「アイシクルロード」。
ババース
ポジションはGK。背番号12番。フィールドの地形をすべて頭に入れてから試合に臨む戦略家。
シーゲッツ
女の子で、ポジションはDF。背番号13番。ちょっと太目で無邪気な少女。バイク型ルートクラフトに憧れている。
テラウ
女の子で、ポジションはMF。背番号14番。反射神経抜群のミッドフィルダー。必殺技の研究に余念がない。
チッカ
女の子で、ポジションはMF。背番号15番。嬉しいと踊りたくなるタイプ。羽目を外しすぎてよくこける。
マスラ
女の子で、ポジションはFW。背番号16番。似顔絵が得意だが、もうチームメイトの顔は書き尽くしてしまったので悩み中。

### ザ・ラグーン
ラグナロク延長戦で天馬率いるクロノストームと対戦する、フェーダの皇帝・SARUが率いる最強のチーム。この試合にて円堂が監督として復帰し、時空最強イレブンでの大決戦となる。
SARU / サリュー・エヴァン
声 - 岡本信彦
『クロノ・ストーン』の黒幕的存在・フェーダの皇帝を名乗る。逆立った白髪とゴーグルが特徴。素顔が天馬によく似ている少年。ザ・ラグーンのキャプテンで、ポジションはFW。背番号10番。強い力を持ち、その性格はどこか狂気を孕んでいる。セカンドステージ・チルドレンこそが新人類だとし、自分達の存在を人々に認めさせることを目的とする。
幕末編にてザナークの前に姿を現し、ザナークの持つ力が何なのかを彼に伝え、それがフェーダに入る資格だとも言及すると、更には天馬たちが恐竜時代にタイムジャンプしている間にエルドラド本部を襲撃、トウドウたちの前に姿を現し、世界の覇権をかけた最終戦争「ラグナロク」を提起する。
幻想世界編では、天馬たちが竜の谷でパーフェクト・カスケイドと戦っている所を視察し、彼らが勝利した後に彼らの前に初めて姿を現す。その後、天馬たちがエルドラドに送還されるのを見て「エルドラドに先を越された」と呟くが、それほど気にも留めずに不敵な笑みを浮かべてルートクラフトを見送った。
ラグナロク編では、エルドラド本部ビルをアンプル・バズーカで襲撃して破壊し、中にいた雷門陣、元プロトコル・オメガの人物たちと対面、フェイの過去の記憶を蘇らせかけ、破壊後の瓦礫から決戦の舞台・ラグナロクスタジアムを造り上げる。その後、開会式にてラグナロクの開会宣言を行い、大人の騎士（エルドラド）が小さい騎士（フェーダ）に負けるというホログラフ映像を映す。1回戦（エルドラドチーム01 vs ザン）ではフェイに向かって昔の彼の記憶を込めた光波を送り、フェイを天馬たちから離反させ、試合後は天馬にフェイの正体を暴露し、彼と共にフェーダルームへ進入した。その後、3回戦（エルドラドチーム03 vs ガル）の後半にて内心の揺らいだフェイを天馬と完全に別離させるためフェイに念波で天馬達を苦しめるよう命令するが、フェイが支援者X（アスレイ）に阻止され、試合後は完全に決着が付かなかったことから延長戦を申し出てフェーダ最強にして最後の敵、ザ・ラグーンのキャプテンとして、ラグナロク延長戦を天馬たちクロノストームと戦う。最初は圧倒的な力で追い詰めて天馬たちを苦しめたが、それでも諦めない彼らに少しずつ圧倒され、互角にまで追い詰められる。その後、天馬やフェイの説得に対しても自身の考えを改めずに最後まで貫き通そうとしたが、彼らに得点を許してしまうと悄然としたように崩れ落ち、一時は諦めかけてしまう。しかし、メイアやギリスたちチームメイトの励ましを受けて立ち上がり、最後まで戦うも敗北した。敗北後は天馬たちとの試合で本当のサッカーを理解して改心すると同時に、彼らと和解して本当のトモダチとして仲を深めていく。
必殺技は「シェルビットバースト」、「ストームゾーン」（アニメでは未登場）。
SARUの化身
超魔神エヴァース
憎しみをその身に宿し、怒りの形相を浮かべた白い大猿の容姿。
化身を用いた必殺技は「モータルスマッシュ」。
融合 SARU×S遺伝子
セカントステージ・チルドレンとしての能力を解き放った新たな人類の進化形。体格はおろか容姿に至るまで完全に猿と化し、力も数倍に増している。
ホス
声 - 泰勇気
ポジションはGK。背番号1番。生き馬の目を抜くようなことをして最強チームのゴールキーパーとなった。
必殺技は「絶リバースワールド」。
ゲーム版では化身「不滅の獄長オクロット」の使い手となっている。
ダク
声 - 奈良徹
ポジションはDF。背番号2番。巨体を生かしたディフェンスが得意。いびきがガーガーとうるさいらしい。
必殺技は「スプリングアロー」、「グランドスイーパー」。
ハムス
声 - 竹内順子
ポジションはDF。背番号3番。ちょこまかとした素早い動きで、ゴール前を守るディフェンダー。
ゲーム版では化身「破壊神デスロス」の使い手となっている。
シープ
声 - 悠木碧 / 藤村歩（GO2 クロノ・ストーン ネップウ/ライメイ）
女の子で、ポジションはDF。背番号4番。危険に対する防衛本能は人一倍だが、すぐに眠たくなるのが難点。いつもイムスに追いかけまわされているらしい。
ピグ
声 - 岩崎了 / 野島裕史（GO2 クロノ・ストーン ネップウ/ライメイ）
ポジションはMF。背番号5番。引き締まった筋肉と優れた瞬発力で、敵に突進しボールを奪う。鼻がよく利き、かすかな匂いもかぎ分けるらしい。
ニケ
声 - ゆりん / 戸松遥（GO2 クロノ・ストーン ネップウ/ライメイ）
女の子で、ポジションはMF。背番号6番。しなやかに跳ねる動きで敵を翻弄。そっけない態度が男心をくすぐる。
ゲーム版では化身「魅惑のダラマンローズ」の使い手となっている。
オム
声 - 美名
ポジションはMF。背番号7番。鮮やかなメッシュは彼のこだわりで、相手の動きをそっくりマネして挑発する。派手な仕草で、観客を沸かせるのが大好き。
イムス
声 - 佐藤健輔
ポジションはFW。背番号11番。獣のように身軽なストライカー。無駄に吠えるようなマネはしない。
ゲーム版では化身「獅子王アリオス」の使い手となっている。
ウッズ
声 - 吉野裕行
ポジションはGK。背番号12番。小さい頃は小柄だったが、成長期が来てたちまちチーム一の巨漢に。アニメ版には未登場。
ペコ
声 - 折笠富美子
女の子で、ポジションはDF。背番号13番。手紙を書くのが好きだが、人に読まれるのが恥ずかしくて誰にも出したことがない。アニメ版には未登場。
フェッタ
声 - 高垣彩陽
女の子で、ポジションはMF。背番号14番。すばしっこい動きでボールを運ぶミッドフィルダー。ハンモックでの昼寝が大好き。アニメ版には未登場。
アリカ
声 - 小林ゆう
女の子で、ポジションはMF。背番号15番。もこもこの髪がチャームポイント。暑くなるとばっさり切ってしまうらしい。アニメ版には未登場。
デメグ
声 - 金野潤
ポジションはFW。背番号16番。巨体に似合わぬ動きで敵の間を泳ぐようにすり抜けボールを奪う。アニメ版には未登場。

### フェーダの関係者
特殊な力を持っていながら、フェーダには所属はしていない子供たち。ヴァンフェニー曰く「似てるけどちょっと違う」とのことで、SSCとは明言されていない。

#### ツキガミの一族
ガルシャア・ウルフェイン
声 - 関智一
ツキガミの一族のキャプテンで、ジ・エグゼラーの一員。ポジションはFW。背番号10番。ピンク色の髪でハネた部分があり、薄ピンク色になっている部分を巻いている。SARUと交流があり、荒々しい性格で狼のような唸り声をあげるのが癖の少年。ただの人間はまとめて滅ぼしてしまえばいいと考えている一方で、敗北しても試合を楽しんだと素直に負けを認める潔い所もある。ラグナロクではヴァンフェニーと共にSARUに茶々を入れに度々現れる。フェーダが敗北し、SARUが天馬たちと和解した様子を呆れたように見届けた。
ゲーム版では化身「地獄の業炎イグニ」の使い手となっている。
ジョーグ
声 - 岩崎了
ポジションはGK。ジ・エグゼラーの一員で、背番号1番。どんなシュートでも牙を向いて食らいつき、古武士の魂を持った勇ましいキーパー。アニメ版には未登場。
ゲーム版では化身「龍神コロガオン」の使い手となっている。
ルーダ
声 - 泰勇気
ポジションはDF。ジ・エグゼラーの一員で、背番号2番。夜空に浮かんだ月が深紅に染まったとき、彼の本領が発揮されたりされなかったりである。アニメ版には未登場。
ゲーム版では化身「古代神ククルカン」の使い手となっている。
キメラ
声 - 美名
女の子で、ポジションはDF。ジ・エグゼラーの一員で、背番号3番（ジ・エグゼラーでは5番）。ちびっこだが、非常にプライドの高い性格。しかし、おやつをくれる人にはすぐに懐くという。アニメ版には未登場。
ゲーム版では化身「竜騎士テディス」の使い手となっている。
イエーガ
声 - 奈良徹
ポジションはMF。ジ・エグゼラーの一員で、背番号4番（ジ・エグゼラーでは13番）。声が大きすぎるとメンバー内で不評のため、口にガードマスクを付けさせられている。アニメ版には未登場。
アナンシ
声 - 小林ゆう
女の子で、ポジションはMF。ジ・エグゼラーの一員で、背番号5番（ジ・エグゼラーでは15番）。丸いものを見ると興奮せずには入られないらしい。そのため、試合中はいつもハイテンションである。アニメ版には未登場。
ソムニ
声 - ゆりん
女の子で、ポジションはFW。ジ・エグゼラーの一員で、背番号9番（ジ・エグゼラーではMFで6番）。周囲の人からは肉食系女子だと言われているが、本人は至って草食系であると主張する。アニメ版には未登場。
ゲーム版では化身「幻影のダラマンガラス」の使い手となっている。
サジート
声 - 斎賀みつき
ポジションはFW。ジ・エグゼラーの一員で、背番号11番（ジ・エグゼラーでは8番）。とにかくプライドが高いストライカーで、一度たりとも他人に頭を下げたことがないという。アニメ版には未登場。
ゲーム版では化身「獄炎のアシュラ」の使い手となっている。
タウロス
ポジションはMF。背番号6番。いつも風邪気味で鼻が赤くなっており、それを鉄のカバーで隠しているという。アニメ版には未登場。
ナグン
ポジションはMF。背番号7番。毎日欠かさずに発声練習をしており、今日も彼の澄んだ遠吠えが闇夜に響くらしい。アニメ版には未登場。
シルバ
ポジションはMF。背番号8番。彼の化粧には並々ならぬこだわりがあり、意外にもオシャレには気を使うタイプ。アニメ版には未登場。

#### ヴァンプティム
ヴァンフェニー・ヴァンプ
声 - 笹沼尭羅
ヴァンプティムのキャプテンで、ジ・エグゼラーのキャプテンでもある。ポジションはMF。背番号9番。色白で肩まである長い銀色の髪が特徴。SARUと交流があり、慇懃無礼な性格で「デスティニー」が口癖の少年。SARUがあえてラグナロクを行った事に疑問を抱いており、ナルシストでプライドが高いが、他人事のみならず自らも運命に身を任せている。SARUが力を手放したことについて、自分自身の存在についてプライドを持って欲しいものだと厭味の含まれた感想を述べた。
ゲーム版では化身「白夜の閃光ライメーザ」の使い手となっている。
フランゴ
声 - 野島裕史
ポジションはGK。ジ・エグゼラーの一員で、背番号1番（ジ・エグゼラーでは12番）。ヴァンプティムの怪力無双キーパー。マスクの下には鋭い牙があるらしい。アニメ版には未登場。
ゲーム版では化身「魔王ギラーゼ」の使い手となっている。
ジンク
声 - 金野潤
ポジションはDF。ジ・エグゼラーの一員で、背番号2番（ジ・エグゼラーでは4番）。神出鬼没のディフェンダーと呼ばれる男。闇夜に紛れるかの如く、ボールを奪う。アニメ版には未登場。
ゲーム版では化身「霊帝ライドウ」の使い手となっている。
マスケス
声 - 田野めぐみ
女の子で、ポジションはDF。ジ・エグゼラーの一員で、背番号3番。「美しさは罪・・・！」という口癖の美少女。美意識もプライドも体脂肪も人一倍高い。アニメ版には未登場。
ポルト
声 - 吉野裕行
ポジションはDF。ジ・エグゼラーの一員で、背番号4番（ジ・エグゼラーでは14番）。まるでコウモリのように素早い動きで相手選手からボールを奪うディフェンダー。アニメ版には未登場。
クローマ
声 - ゆりん
ポジションはMF。ジ・エグゼラーの一員で、背番号6番（ジ・エグゼラーでは7番）。寝る時はベッドではなく棺桶に入るのだが、寝返りが打てないので身体を痛めている。アニメ版には未登場。
ゲーム版では化身「光速のマキシム」の使い手となっている。
ブラド
声 - 高垣彩陽
ポジションはFW。ジ・エグゼラーの一員で、背番号10番（ジ・エグゼラーでは16番）。高貴なるヴァンプティムのストライカーで、シュートを打つフォームも実にエレガントである。アニメ版には未登場。
ゲーム版では化身「夢紳士ドリームアンクル」の使い手となっている。
メルフェ
声 - 北原沙弥香
女の子で、ポジションはFW。ジ・エグゼラーの一員で、背番号11番。変幻自在なシュートを打つストライカーで、大人しそうな顔に騙されてはいけないという。アニメ版には未登場。
ゲーム版では化身「白銀の女王ゲルダ」の使い手となっている。
スネーカー
ポジションはMF。背番号5番。ヴァンパイアの血が騒ぐのだろうと毎朝のトマトジュースは欠かせないという。アニメ版には未登場。
ベリア
女の子で、ポジションはMF。背番号7番。自身が朝になかなか起きられないことをヴァンパイア一族の血のせいにしている。アニメ版には未登場。
ミーラ
ポジションはMF。背番号8番。子供の頃から肌が弱い体質であるらしく、日光に当たるとすぐに皮膚が焼けてしまうという。アニメ版には未登場。

## その他の未来の人物
『劇場版イナズマイレブンGO vs ダンボール戦機W』に登場する人物たち。ダンボール戦機Wとのクロスオーバー作品だが、本項では主に、この映画内でのサッカー関係の出来事について記述する。
フラン
声 - 日笠陽子
イナダンにおける黒幕的存在の少女。水色の長髪・白とピンクを基調とした半ズボンのつなぎの服装・胸の花ブローチが特徴。蕾の形から花の形に変化する飛行物体を所持している。サンからは姉さんと呼ばれている。
正体は遥か未来の「人の新たな能力」（小説版ではセブンスという名称がある）なる特殊能力を持つ子供たちが生まれるようになり、曰く花がない世界から来た人間である。
本来は花が好きな優しい女の子で、幼い頃は両親（声 - 星野貴紀〈父〉、渡辺明乃〈母〉）から誕生日に貴重な花をプレゼントされるなど幸せに暮らしていた時期もあったのだが、能力がある事が発覚してからは研究所に預けられることになってしまい、そこで戦争に使われる兵器としての実験体となり過酷な実験を強いられる。
後に反物質爆弾が使用され研究所が爆破されてしまい実験体仲間のアスタとサンを失い、さらに反物質爆弾の爆発によって全て消しつくされ砂漠化した世界に1人になってしまったことで「闘い」というものに強い憎しみを持ち始めることとなり、心と性格を歪ませてしまう。
その後は滅んだ世界で一人ぼっちだという現実を認めたくないあまり、アスタとサンの幻を生み出し、彼らと共に「闘い」や「闘争心」に関する物を全て消して未来を変えるために行動を開始し、能力を使って過去へ飛びあらゆる闘いに関する場所を消し去り、闘いの一つである「サッカー」と「LBX」を消すため、天馬やバンたちの中に潜り込んでメンバーの存在を異空間へ消すなど暗躍し、その後は本性を露わにして天馬たちと敵対する。しかし、アスタとサンが闘いの中で改心したことによる怒りで暴走し、自分の悲しみや憎しみを押し付けるような形で半ば八つ当たりで世界そのものを消そうとしたが、天馬の仲間たちの想いを込めた「ゴッドハンドW」でそのセブンス能力を全て受け止められた事で、自分の中にあった憎しみや悲しみが消し去られて希望と優しい性格を取り戻し、天馬たちと和解、アスタとサンの幻や天馬たちに別れを告げて世界を元に戻して、平和に改変されて美しい花と街がある大地に生きている友や家族のいる未来へ帰還した。ゲーム版GO2・ギャラクシーではデストラクチャーズの一員であり、FWとして登場。背番号12番。
必殺技は「フローラルデスペアー」、「オールデリート」（ゲーム版GO2では自力習得なし）。
フランの化身
混沌の魔女カオス
「世界を混乱に陥れる」という化身で、全身が真っ黒で禍々しい魔女のような姿をしている。
化身を用いた必殺技は「ミスティックソーン」。
融合 フラン×黒い薔薇
フランと黒い薔薇が融合した姿。見た目は変わらないが、化身アームドの同時使用によって服装が真っ黒になる。
必殺技は「カオスメテオ」。

### デストラクチャーズ
アスタ
声 - 木村良平
白髪のドレッドヘアーに水色のバンダナが特徴の少年。デストラクチャーズのキャプテン。ポジションはFW。背番号10番。少々荒々しい性格だがフランには忠実である。
かつてはフランやサンと同様に特殊能力を持つ子供達の1人で、研究所の兵器の実験体だったのだが、戦争の反物質爆弾によって全てを失い、家族を奪った争いを憎みフランの計画に賛同するようになり、過去の世界にてサッカーのホーリーロードスタジアムに現れ、新生イナズマジャパンとイナズマレジェンドジャパンの合計22人をたった一人で蹴散らす実力を見せる。
その後、フランが選んだ“カオスタワー”の頂上にあるロストワールドスタジアムにて新生イナズマジャパン達との戦いで敗北するが、直後に自らの過ちに気づき、過ちを認めず暴走するフランを説得するため、天馬たちに協力するようになる。
実は本当のアスタは反物質爆弾の爆発によってサンと共に、既に命を落としており、天馬達と敵対していたアスタはフランの孤独に耐え切れず、あまりの悲しみから彼女を支える為に生まれた幻であった。フランが心の闇を解き払い孤独を克服したのに伴い消滅したが、平和に改変された未来にて生存した状態で帰ってきたフランと再会した。
必殺技は「ディメンションストーム」、「アスタリスクロックGX」。
ゲーム版では化身「混沌の王アスタロト」の使い手となっている。
ロータス
声 - 阪口周平
ポジションはGK。背番号1番。
寡黙そうに見えて、実はとても雄弁。
必殺技は「シャイニングホール」、「ディスティニークラウド」。
ゲーム版では化身「猛蛇ヴァリトラ」の使い手となっている。
モクレン
声 - 中村悠一
ポジションはDF。背番号2番。
外見に似合わず、いつも良い匂いがする。
チューリ
声 - 田野めぐみ
女の子で、ポジションはDF。背番号3番。
日課の筋トレは何があっても欠かさず、アスタに実らない恋をしている。
必殺技は「マジカルフラワー」。
ゲーム版では化身「神官ジャッジ」の使い手となっている。
マーガル
声 - 野島裕史
ポジションはDF。背番号4番。
こう見えてもプレイには誠実な男で、アスタの指示に律儀に従う。
ラベン
声 - 佐藤健輔
ポジションはMF。背番号5番。
疑り深い性格で、仲間すら信用していない。
ビオラ
声 - 岩崎了
ポジションはMF。背番号6番。
大きい体が丈夫で、ちょっとやそっとじゃ倒れない。
ダンデ
声 - 加瀬康之
ポジションはMF。背番号7番。
どんな環境でもすぐ馴染む、たくましい奴。
カモミ
声 - 美名
女の子で、ポジションはMF。背番号8番。
魅惑と美貌と香りで、相手をメロメロにする。
オキッド
声 - 水島大宙
ポジションはFW/MF。背番号9番。
目を爛々と光らせた情熱的なプレーで、相手を蹴散らす。
ジニアス
声 - 西墻由香
ポジションはFW/MF。背番号11番。
年に100日しか元気が出ないらしいが、仲間のことを気に掛けている。
必殺技は「フローラルデスペアー」。
ゲーム版では化身「魔女クィーンレディア（W）」の使い手となっている。

### LBXの関係者
サン
声 - 潘めぐみ
色白の肌に黄土色の短髪が特徴の少年。アスタのことは呼び捨てだが、フランのことは姉のように慕っており、彼女を「姉さん」と呼んでいる。アスタと比較して言動は柔らかめだがシニカルである。
かつてはフランやアスタと同様に特殊能力を持つ子供達の1人で、研究所の兵器の実験体だったのだが、戦争の反物質爆弾によって全てを失い、母を奪った争いを憎みフランの計画に賛同するようになり、複数のLBXを操ってスタジアムに襲い掛かった。その後フランが選んだスタジアムにてバン達と戦い敗北するが、バンやヒロから守るべき戦いもあるのだと説得された事で自らの過ちに気づき、過ちを認めず暴走するフランを止めるために天馬たちに協力するようになる。
実は本物のサンは反物質爆弾の爆発によってアスタと共に命を落としており、バン達と敵対していたサンはフランの孤独に耐え切れないあまりの悲しみから彼女を支える為に生まれた幻であった。フランが心の闇を解き払い孤独を克服したのに伴い消滅したが、平和に改変された未来にて生存した状態で帰ってきたフランと再会した。ゲーム版GO2・ギャラクシーではデストラクチャーズの一員であり、FWとして登場。背番号13番（GOギャラクシー以降）。
山野 バン（やまの ばん）
声 - 久保田恵
LBXの世界（2051年）から来た少年。フランたちの計画を阻止するため天馬たちの前に現れ、LBXで敵を撃って退治させた。
天馬たちに事情を説明して協力し、お互いにサッカーやLBXで交流を深め、その後にサンや敵対したフランとLBXバトルをし、最後は天馬たちと団結して「ゴッドハンドW」でフランの心を覚まし、天馬たちと別れた。
大空 ヒロ（おおぞら ひろ）
声 - 下野紘
バンと共に、LBXの世界（2051年）から来た少年。行動はバンとほぼ変わり無いため、上記のバンの説明を参照。
他にも何人かのダンボール戦機Wの人物が登場する。ダンボール戦機#登場人物を参照。

## 過去の時代の人物
『クロノ・ストーン』においてチーム雷門たちが時空を超えて遭遇する人物たち。
「時空最強イレブン」能力保有者「アーサー王」および幻想世界編における登場人物は厳密には過去の時空にいる者では無いが、「舞台設定を過去の一時代としている作品」内の人物であるため、便宜上この節に記載する。
時空最強イレブン能力“11の力”を保有する“クララジェーン”は人物では無いが、閲覧上の便宜を鑑み、この節に記載する。

### 時空最強イレブン能力保有者たち
「時空最強イレブン」を結成するために必要な能力を保有する人物たち。当初は“○○（数字）の力”と称号で表現されており、物語の進行と共に具体的な人物名が明かされていく。
織田 信長（おだ のぶなが）
声 - 千葉一伸
「1の力」能力保有者として、戦国編・尾張の国にて登場。後に乱世の覇者として名を馳せるが、チーム雷門たちが来た1554年（天文23年）の時点ではまだ木下藤吉郎と出会ったばかりで“小覇王”であった。しかし、自身のオーラは既に常人を凌駕し、暴れ馬を気合一閃でいなしてしまう。また、神童に天下は取れないと言われても怒らない“心の広さ”も持っている。
質問に純粋な答えを返した神童に興味を持ち、蹴鞠戦では化身アームドにとらわれ過ぎて戦局が読めない彼を叱責・助言し、彼の化身アームドを成功させ、神童とミキシマックスして自身の能力を与えた。
漫画では天馬達が白鹿組と対戦している所へ現れて、勝ったほうの望みを叶えるとして彼らに正式な蹴鞠戦を行わせる。蹴鞠戦の途中で太助を信じて指示を出した神童に感心し、自身の能力を与えた。
能力 - 1の力
人を見抜き大局を見抜く、静と動を併せ持つ「真実のゲームメーカー」
- 手にする人物は神童拓人。必殺技は「刹那ブースト」。

ジャンヌ・ダルク
声 - 寿美菜子
「2の力」能力保有者として、中世フランス編・フランスにて登場。後世では神の声を聞ける力を授かってフランスを救った女英雄として知られる。しかし、チーム雷門が目にした彼女は、メガネをかけ、ストレートの薄い金髪のロングヘアの少女であった。
当初は少々気弱で控えめな性格で、後に伝えられるような力強さは感じられず、大介曰く「まだ目覚めていない」状態だったが、霧野の激励で力に目覚めて兵士たちを導くようになり、彼とミキシマックスして自身の能力を与えた。別れ際には彼に自身のペンダントを手渡そうとするがやんわり断られ、代わりにあめ玉を差し出して見送った。
漫画では立ち塞がる敵の相手を信頼した天馬たちに任せたものの、気弱かつ控えめ故の性格と彼らに任せてよかったのかと問い詰める仲間の言葉で自信を失っていた。しかし、敵に圧倒されても立ち向かっていこうとする霧野の勇気に心を動かされて立ち上がり、彼らに声援を送ると、霧野に自身の能力を与えた。
能力 - 2の力
仲間の勇気を奮い立たせ、鉄壁の守りに変える「カリスマディフェンダー」
- 手にする人物は霧野蘭丸。必殺技は「ラ・フラム」。

諸葛 孔明（しょかつ こうめい）
声 - 沢海陽子
「3の力」能力保有者として、三国志編・後漢（現在の中国）にて登場。三国志に登場する、天才軍師の男とされているが、チーム雷門が目にしたのは、伝えられていた歴史とは違って知的かつ妖艶な女性であった。
劉備が仲間にしようと住む館を二回訪れるも、なかなか会う事は叶わなかったが、一行が館の中にある数々の仕掛けをクリアしたことで、ようやくその姿を現す。ザナーク・ドメイン戦にて本来の力を出せていない太陽に目を向けて化身を出し、太陽と強制ミキシマックスさせて自身の能力を与える。その後、天馬たちに孔明の園から逃げるように指示し、劉備と“パートナー”として協力することを決意した。
漫画では当初、劉備の誘いを断り続けてきたが、彼の三度目の訪問の際に洗脳された関羽と張飛率いる兵馬俑との試合で信助を激励する劉備の姿を見たことで考えを改め、試合後は彼の誘いを受け入れる。また、天馬たちの目的も知ったためか、協力を申し出て彼らに自らの能力を与えた（オーラは後に白竜に与えられる）。
能力 - 3の力
未来をも見通す状況推理能力で敵の急所を突く「正確無比のミッドフィルダー」
- 手にする人物は雨宮太陽（ネップウ・アニメ）、白竜（ライメイ・コロコロ）。必殺技は「天地雷鳴」。

孔明の化身
蒼天の覇者玉竜
色とりどりの美しい翼を生やした竜の形をした化身。この力を太陽/白竜に与え、強制ミキシマックスした。
劉 玄徳（りゅう げんとく）
声 - 平田広明
「4の力」能力保有者として、三国志編・後漢（現在の中国）にて登場。古代中国に存在した三大国の一つ・蜀の王になる男で、劉備とも呼ばれ、「決断しなければ全てを失う」をモットーとしている。チーム雷門と出会った時点では二人の義兄弟と共に乱世を正すために戦い始めた頃の若き武将で「三国志」に伝えられる通りの豪放磊落な好漢だが、オヤジギャグを乱発する癖がキズであった。
孔明の館で途中の仕掛けを解く際、深く考えない性質が災いして入り口に戻されるなど、周囲を振り回したため信助から非難されるが、からくり兵馬俑戦では自分の手を傷めるほどゴールを守り、彼と交代して彼に声援を送って要塞を突破、ついに孔明と出会うことに成功する。その後はザナーク・ドメイン戦で監督を務め、ザナークのシュートに怯えて気力をなくした信助に励ましの声援を送り、信助とミキシマックスして自身の能力を与えた。
漫画では洗脳された関羽と張飛を戻すため、天馬たちに全てを任せ、自身は迷わず戦うことを指示する。その後、関羽と張飛の強靭なシュートに迷いを見せる信助に激励の言葉を送ると、それを瞬時に理解してゴールを守った信助に感心し、自身の能力を与えた。
能力 - 4の力
大国を治める力、強靭な行動力と実行力を持つ「鉄壁のキーパー」
- 手にする人物は西園信助。必殺技は「大国謳歌」。

坂本 龍馬（さかもと りょうま）
声 - 千葉進歩
「5の力」能力保有者として、幕末編・京都にて登場。外国の進んだ文化を取り入れるため、開国を望み京の都で日夜東奔西走する志士。しかし、その割には恰幅が大変良い食いしん坊で、普段から「エゲレス」「メルヘン」「ボウリング」などといった外来語を日常的に使用するなど、幕末期の人間としては異国文化にかなり精通している。
チーム雷門の一方（天馬・神童・信助・錦・影山・葵・茜・ワンダバ）と「カカシ坂」で初めて会った際、自分を狙って来た武士たちを腹で跳ね返して撃退していた。当初、彼は偽名の「才谷屋」を名乗っており、天馬たちはその偽名や後世のイメージと大分違う体型のせいで気付かなかったが、ザナークによって洗脳された新選組隊員たちの前で本名を明かし、驚かせた。
サッカーに興味を持って天馬たちとサッカーを通して触れ合い、ザナーク・ドメインとのサッカーバトルにも出て（背番号29番）、勝利した。その後、徳川慶喜に話をしようと直談判に行くためチーム雷門と別れたが、結局は門前払いを食らって帰ってきた。その後は再びサッカー練習をしていると、慶喜から一通の書状が届き、一行は「二条城」で大政奉還をかけて試合をすることとなる。試合中、錦がザナークの力の暴走を止めて錦の「器」が大きく成長したため、彼とミキシマックスして自身の能力を与えることに成功した。試合後、京へ上洛してから気恥ずかしさで使わなくなっていた故郷の土佐弁を、錦の影響で堂々と喋るようになり、更に自分は毎日サッカーをして痩せると決め、チーム雷門と別れた。
漫画では錦が当時重傷を負っていた為、ミキシマックスしたのは随分、後の事である。
能力 - 5の力
海のように広い心で攻守を繋ぐ架け橋となる「スーパートリッキーミッドフィルダー」
- 手にする人物は錦龍馬。必殺技は「クロシオライド」。

沖田 総司（おきた そうじ）
声 - 梶裕貴
「6の力」能力保有者として、幕末編・京都にて登場。幕府派で坂本とは敵に当たる、ご存知新選組一番隊隊長で、後世のイメージ通りの美男子の、胸の病を持つ少年。
チーム雷門の一方（剣城・霧野・狩屋・黄名子・太陽・フェイ・水鳥）が会おうと新選組屯所などを訪問し、会うことが出来たのだが、ザナークとのミキシマックス（プロトコル・オメガ3.0の時と同じ緑色の光線）によって病を感じなくなっていた。
坂本を討ちに行こうと刀を持って天馬たちと坂本の前に現れ、ザナーク・ドメインと共にチーム雷門にサッカーバトルを挑んできた（背番号17番）が、敗北して自分の体を元に戻された。その後、チーム雷門に自分の命が限界だと打ち明け、幕府を守るために「自分の命が尽きる前に坂本を討つ」と決意、剣城にはその姿が彼の兄・優一の姿と重なって見えた（その後の二条城での試合でもこのように見える）。
ザナーク・ドメインとの「二条城」における試合でも、最初はザナークとミキシマックスして敵チームのメンバーとして参戦していたが、疲れて交代した後、必死に仲間を守る剣城の言葉やプレーに共感して思いを改め、剣城とミキシマックスして自身の能力を与えた。
漫画ではザナークはまだ出現していない為、プロトコル・オメガと自身の病気を治す代わりに天馬たちを妨害するという契約を交わし、彼らの前に立ちふさがるという設定である。当初は天馬たちを追い詰めるが、あきらめずに立ち向かう剣城の姿を見てサムライの心を感じ、彼らからサッカーを奪ってまで病気を治そうとする己を反省し、病気を受け入れて剣城に自身の能力を与えた。
能力 - 6の力
稲妻のように素早く斬り込む速さ「電光石火のスピードストライカー」
- 手にする人物は剣城京介。必殺技は「菊一文字」。

トーチャン
声 - 不明
「7の力」能力保有恐竜として、恐竜編・白亜期にて登場。トーブを産んだと言われていた、ケツァルコアトルスという翼竜の雄で、名前通りにトーブの父親代わりらしく、トーブの恐竜語で意思の疎通を自在にこなす。トーブを一人前の男に育てようとしており、トーブに時として厳しく接する姿は黄名子を感化させる要因にもなった。
1度目・2度目のパーフェクト・カスケイド戦では、人間で無いのにも関わらず監督を務め、その後は自らの意思でトーブと空中ミキシマックスして自身の能力を与えた。
ゲームではトーブの救命カプセルが自分の巣に落下してきた詳細が描かれており、トーブの他にも実子のケツァルコアトルスがおり、幼少のトーブと共に育てていたことが明らかになる。
『ネップウ/ライメイ』では選手として使用できなかったが、『ビッグバン/スーパーノヴァ』ではキズナコインガチャから選手としてスカウトが可能。ポジションはDF。
能力 - 7の力
自由自在に空間を活かし、空を制する「フライングディフェンダー」
- 手にする人物はトーブ。必殺技は「古代の翼」（アニメでは未使用）。

ビッグ
声 - 悠木碧
「8の力」能力保有恐竜として、恐竜編・白亜期にて登場。獣の谷のボスと言われていたロックスターの子だった恐竜。
デスホーンに襲われた際、自らの親であるロックスターが自分を守ろうとして死亡したため、心を弱らせてしまい、同じく両親がいないフェイと夜中に会話した。
2度目のパーフェクト・カスケイド戦において、チーム雷門に襲い掛かるデスホーンからフェイを救うためデスホーンに立ち向かい、その強い精神力がフェイの迷いを消し去る。その後はフェイが気持ちを改めたことにより、彼とミキシマックスして自身の能力を与えることに成功した。別れ際にはトーブの発言により、亡き親・ロックスターの後を継いで獣の谷のボスになることを決め、フェイたちに向かって精一杯吼えた。
『ネップウ/ライメイ』では選手として使用できなかったが、『ビッグバン/スーパーノヴァ』ではキズナコインガチャから選手としてスカウトが可能。ポジションはFW。なお、この時点では幾分か成長しており、ロックスターの面影を感じる風貌になっている。
能力 - 8の力
太古の力を宿し、その牙の力は海を割る「ダイナミックミッドフィルダー」
- 手にする人物はフェイ・ルーン。必殺技は「王者の牙」。

マスタードラゴン
声 - 小林優子
「9の力」能力保有生物（伝説）として、幻想世界編・キャメロットにて登場。民の村に雨を降らせて種の蒔き方を教え、食材を存分に実らせる竜として、民からずっと尊敬されてきたというが、王の城の前に洗脳体として現れ、雷門騎士団を襲い、黄名子を浚って洞窟へ連れて行く。
アーサー王はこの事態を「世界に災いが訪れる前触れ」と恐れていたが、黄名子からは「本当はいいドラゴン」と称えられていた。しかし、王の聖剣エクスカリバーによって湖に没し、黄名子の悲しみを生んでしまう。その後、パーフェクト・カスケイド3回戦において復活を果たすと、フェイを守りたいために戦っているという黄名子の本心を見抜くと同時に優しさや愛情だけではなく強さや賢さも必要だと説き、自らを救おうとしてくれた黄名子と強制ミキシマックスという形で自身の能力を与えた。
『ネップウ/ライメイ』では選手として使用できなかったが、『ビッグバン/スーパーノヴァ』ではキズナコインガチャから選手としてスカウトが可能。ポジションはDF。トーチャンやビッグのように「顔だけそのままで胴体が人間」というわけではなく白髪の女性の姿に擬人化されている。ゲーム内の主要キャラクターのようにアクションによって顔が変化することはなく、表情は固定である。
能力 - 9の力
野獣の獰猛さと賢者の頭脳を持つ「ファンタジックリベロ」
- 手にする人物は菜花黄名子。必殺技は「きらきらイリュージョン」。

アーサー王
声 - 星野充昭
「10の力」能力保有者（伝説）として、幻想世界編・キャメロットにて登場。キャメロットの王として国を支配する者で、天馬たちの入団テストの相手に神童たち雷門メンバーを連れ出す。その後、テンマーズが1点を返した時点で試合を中断し、天馬たちの立ち向かう姿に心を打たれて合格とした。
マスタードラゴンの洗脳を解くための聖剣エクスカリバーは魔力を失っていたが、妖精ビビアンとなった茜の呪文で輝きを取り戻し、一行は嘆きの洞窟へと向かい、道無き道を進んで最深部に辿り着き、マスタードラゴンの洗脳を聖剣エクスカリバーにて解き、湖へ落とした。その後のパーフェクト・カスケイド3回戦では監督を務め、試合中にキャプテンとして悩む天馬に「みんなの声を聞け」、「答えはフィールドにある」と声援を送り、後に「キャプテンの役割」を知った天馬とミキシマックスして自身の能力を与えた。
能力 - 10の力
絶対的な勇気と揺るぎない実行力で、大地をも味方にする「キングオブミッドフィルダー」
- 手にする人物は松風天馬。必殺技は「王の剣」、「最強イレブン波動」。

巨大台風クララジェーン
「11の力」としてザナークがラグナロク編にて強制ミキシマックスした天候そのもの。一時期ザナークが強大な力を求め時空を旅していた際に遭遇。圧倒的な力に屈してしまいそうになったが“ 謎の声 ”の助言に導かれ、ついに「11の力」を我が物に出来た。
『ネップウ/ライメイ』では選手として使用できなかったが、『ビッグバン/スーパーノヴァ』ではキズナコインガチャから選手としてスカウトが可能。ポジションはFW。見た目は巨体で竜巻のような頭をしており、おおよそ人とは言い難いが性別は女である。
能力 - 11の力
灼熱の熱風と激震する雷鳴の力で全てを貫く「オールラウンドプレイヤー」
- 手にする人物はザナーク・アバロニク。必殺技は「グレートマックスなオレ」。

### 戦国編の人物
天文23年（ゲーム版『クロノ・ストーン』では「戦国（時代）」とされている）の日本・尾張の国に住む人達。
織田 信長（おだ のぶなが）
#時空最強イレブン能力保有者たちを参照。
お勝（おかつ）
声 - 高垣彩陽
豆腐屋の娘。
信長を探していた神童に水をかけてしまったことがきっかけで彼と知り合う。
神童に恋心を抱いていたのが、違う時代の人間同士故に想いは実らなかった。それでも最後まで神童を支え続けた健気な性格である。
ゲーム版では条件を満たすと選手として使うことが可能。ポジションはDF。
太助（たすけ）
声 - 折笠富美子
お勝の弟。ポジションはDF。背番号25番。
原っぱで蹴鞠の親戚のような球技を仲間と楽しんでる所を天馬たちが通りがかり、仲良くなる。その後、白鹿組にさらわれたのをきっかけに、一時は仲間と一緒に雷門チームに入ることになる。
「蹴鞠戦」後は見聞を広めるために諸国を巡る旅に出た。
漫画版では姉のお勝は登場しない為、彼女の代わりに神童との関わりが目立っている。最初は白鹿組から逃げた所を天馬達と出会い、信長の提案によって雷門と白鹿組との戦蹴鞠が行われた際には捕らわれた仲間を救うために雷門に入る。
必殺技は「一夜城」（獅子丸、五郎太）。
獅子丸（ししまる）
声 - 美名
太助の蹴鞠友達。ポジションはDF。背番号23番。
蹴鞠仲間の中では一二を争う実力の持ち主。
必殺技は「一夜城」（太助、五郎太）。
五郎太（ごろうた）
声 - 高垣彩陽
太助の蹴鞠友達。ポジションはDF。背番号22番。
足腰の粘り強さは抜群。
必殺技は「一夜城」（太助、獅子丸）。
市正（いちまさ）
声 - 金野潤
太助の蹴鞠友達。ポジションはDF。背番号21番。
威勢だけは人一倍良いタイプ。
仁悟（じんご）
声 - 藤村歩
太助の蹴鞠友達。ポジションはDF。背番号24番。
いつもひょうきんだが緊張にはちょっと弱い。
木下 藤吉郎（きのした とうきちろう）
声 - 古島清孝
白鹿組にさらわれかかった太助の仲間を助けた青年。
織田信長に仕官するのが夢で、故郷から尾張にやってきた。頭の回転が良く、即座にサッカーのルールも理解し、一時はワンダバに代わって代理の監督として、自身の提案により雷門イレブンに入った太助達に指示を出し、「蹴鞠戦」での采配を信長に認められ、仕える事を許された。
丹羽 長秀（にわ ながひで）
声 - 泰勇気
信長の側近。
前田 利家（まえだ としいえ）
声 - 金野潤
信長の側近。
林 秀貞（はやし ひでさだ）
声 - 田尻浩章
信長の側近。
佐久間 信盛（さくま のぶもり）
声 - 奈良徹
信長の側近。
今川 義元（いまがわ よしもと）
声 - 佐藤健輔
白鹿組を通して自軍の兵を増やそうとしていた武将。白塗りの顔に公家の服を着て語尾に「〜おじゃる」を付けて話す様は剣城京介に「武士と言うより貴族のようだ」と称された。
プロトコル・オメガを「今川軍」と思い込まされており、信長との蹴鞠戦に挑むも敗北し、悪態をつきながら自領に帰っていった。

#### 白鹿組
紅菊と名乗ったベータの息のかかった人さらい集団。
「今川義元」とつながりがあり、戦の兵士にするために子供達をさらっていた。
また、ベータが女性監督になりすまし、より力を与えられており、マインドコントロールによって、サッカーでの試合をチーム雷門に挑んでくる。
稲葉 大安（いなば たいあん）
声 - 四宮豪
白鹿組のキャプテンで、ポジションはFW。背番号10番。目的のためなら子供相手だろうと容赦しない非常な男。
必殺技は「ツバメ返し」。
大安の化身
妖鬼カマイタチ
妖怪として語られることもあり、目にもとまらぬスピードで敵を切り裂く。
化身を用いた必殺技は「旋風の刃」。
俄然 則丸（がぜん のりまる）
声 - 大原崇
ポジションはGK。背番号1番。いつもは無愛想だが、おだてられると俄然ノリノリになる。
必殺技は「あばれぐるま」（アニメでは未登場）。
ゲーム版では化身「勝負士ダイスマン」の使い手となっている。
北上 総吉（きたがみ そうきち）
声 - 吉野裕行
ポジションはDF。背番号2番。見た目に似合わず手先が器用。被っている帽子も実は手作り。
足黒 芳一朗（あしぐろ ほういちろう）
声 - 田尻浩章
ポジションはDF。背番号3番。まっ黒に汚れた足のまま家にあがるので毎日のように妻に怒られている。
必殺技は「オケハザマウォール」。
矢部 半兵衛（やべ はんべえ）
声 - 奈良徹
ポジションはDF。背番号4番。悪い意味で子供の心を忘れない。ガキ大将がそのまま大人になったような奴。
加納 一活（かのう いっかつ）
声 - 古島清孝
ポジションはMF。背番号5番。常にドライで冗談が通じない。怒らせるととっても怖い男。
浅間 伝兵衛（あさま でんべい）
声 - 岩崎了
ポジションはMF。背番号6番。キツネのような目をした狡賢い男。子供の頃タヌキにかまれたことがある。
山鉄 銀二（さんてつ ぎんじ）
声 - 奈良徹
ポジションはMF。背番号7番。鉄を造る仕事をしていたが力仕事が苦手で悪党の道に入った。
落村 伝来（おちむら でんらい）
声 - 佐藤健輔
ポジションはMF。背番号8番。悪党の中の悪党。産まれたばかりの娘が自分の顔を見て泣くのが悩み。
工党 千児（くとう せんじ）
声 - 奈良徹
ポジションはMF。背番号9番。左右の髪の角度がきっちり一緒じゃないとたちまち機嫌が悪くなる。
必殺技は「火縄バレット」（前林）。
前林 香林（まえばやし こうりん）
声 - 金野潤
ポジションはFW。背番号11番。悪党なのに綺麗な顔がコンプレックス。凄みを出すためわざと眼帯をつけている。
必殺技は「火縄バレット」（工党）。
氏木 神酒丸（うじき みきまる）
ポジションはGK。背番号12番。酒屋の息子で配達の手伝いを頼まれるが寄り道ばかりしてしょっちゅう怒られる。アニメ版では未登場。
四方山 胴心（よもやま どうしん）
ポジションはDF。背番号13番。いつもいろんな話題をもっている。彼の話にはついつい引き込まれるらしい。アニメ版では未登場。
夜須 天慧（やず てんけい）
ポジションはMF。背番号14番。根っからの夜型人間。そのため朝にはめっぽう弱い。アニメ版では未登場。
綾部 奉公郎（あやべ ほうくろう）
ポジションはFW。背番号15番。色んなお屋敷に奉公したことがある。しかしヒマを出されてばかり。アニメ版では未登場。
早矢馬 鏑郎（はやま かぶろう）
ポジションはFW。背番号16番。手懐けた野良馬で隣村までかっとばす。これが楽しくてやめられない。アニメ版では未登場。

### 中世フランス編の人物
1427年のフランス（ゲーム版『クロノ・ストーン』では「中世フランス」とされている）・ヴォークルールおよびオルレアン付近に生きる人達。
ジャンヌ・ダルク
#時空最強イレブン能力保有者たちを参照。
シャルル王太子
声 - 鳥海浩輔
シノン城に居を構える、当時のフランス王太子。人を疑る性格だが実はフランクで、劇中では「エッヘン」と威張る一面も見られた。
ジャンヌが主張する「神の声を聞いた」という話が真実か確かめるため、彼女が城にオルレアンへの出兵を頼みに来た際、別人を影武者にして謁見させたのを見抜けるかどうか試す。その後、ジャンヌが一発で自分の正体を見抜いた事に得心し、オルレアンへの挙兵をラ・イールとジル・ドレに命じた。チーム雷門とは城内中庭にてサッカー練習をして知り合い、プロトコル・オメガ3.0との試合では監督を務め、雷門に向かって直感任せに適当な指示を出すが、その采配は意外と3.0を切り崩した。
ラ・イール
声 - 野島裕史
シャルルの側近騎士で、史実通りに怒りっぽい性格。シャルルの命によりオルレアンへ出兵するが、積極的に戦おうとしないなど、ジャンヌへは今ひとつ積極的な協力姿勢が見られない。
ジル・ドレ
声 - 岩崎了
シャルルの側近騎士。

### 三国志編の人物
207年（ゲーム版『クロノ・ストーン』では「三国志（の時代）」とされている）の中国・後漢時代に生きる人達。
諸葛 孔明（しょかつ こうめい）、劉 玄徳（りゅう げんとく）
#時空最強イレブン能力保有者たちを参照。
関羽（かんう）
声 - 稲田徹
劉玄徳の義兄弟（次兄）で、寡黙な性格。孔明の館ではザナークによって洗脳され、チーム雷門にサッカーバトルを挑んできたが敗北、ザナークによって洗脳は解かさせた。
張飛（ちょうひ）
声 - 奈良徹
劉玄徳の義兄弟（末弟）で、短気な性格のお調子者で、劉玄徳の意見に合わせることが多い。関羽同様ザナークによって洗脳され、チーム雷門にサッカーバトルを挑んできたが敗北、洗脳は解かさせた。
曹操（そうそう）
劉玄徳の宿敵である武将。劇中ではザナークが、クロノストーン状態の守を使い、彼のオーラを密かに獲得しており、試合中ミキシマックス発動時のイメージ映像として登場した。
曹操の化身
剛力の玄武
固い鎧をまとい、背中から四匹の蛇が生えている禍々しい武人の容姿。

### 幕末編の人物
1867年（ゲーム版『クロノ・ストーン』では「幕末（の時代）」とされている）の日本・京都周辺で活動する人達。
坂本 龍馬（さかもと りょうま）、沖田 総司（おきた そうじ）
#時空最強イレブン能力保有者たちを参照。
近藤 勇（こんどう いさみ）
声 - 井上優
新選組局長。ザナークが自身と成り替わるために封印され、新選組局員たちの大半も洗脳されてしまっていたが、二条城での試合後、自身の封印と局員たちの洗脳は解かされ、屯所に戻っていた。
中岡 慎太郎（なかおか しんたろう）
声 - 泰勇気
坂本と行動を共にする志士。チーム雷門を坂本の寝泊まりしている場所へと案内し、ザナーク・ドメインとの試合では雷門の監督を務めた。
アニメ版では「中岡」と表記されただけで下の名前は表記されなかったが、史実で坂本と共に行動する人物で中岡姓は彼だけとされているため、本項でもコレに倣った。
徳川 慶喜（とくがわ よしのぶ）
声 - 岩崎了
江戸幕府第15代将軍。沖田を二条城へと呼び出し、坂本を捕らえるための警備に就けと命令するが、チーム雷門にこのことが罠だとあっさりバレてしまう。しかし、ザナーク・ドメインとの試合後、大政奉還を決断した。

### 恐竜編の人物・恐竜
現代から約6.805万年前の白亜紀（一般的に「恐竜時代」と言われる頃）に生きている恐竜達。今のところ人間はトーブ1人だけが確認されている。
トーチャン、ビッグ
#時空最強イレブン能力保有者たちを参照。
トーブ
声 - ゆきじ
ひょんな事から天馬たちと知り合った少年。ポジションはDF。背番号21番。頭のドクロ冠・一部だけ不自然に抜けている前歯・腰あたりまで伸ばした髪・獣皮っぽい貫頭衣など、あらゆる面で「原始少年」そのものである。育ってきた環境故か、白亜紀の荒野を自在に動き回れるその身体能力は、天馬たちも目を瞠るほど。
本人は初め、翼竜であるケツァルコアトルス・“トーチャン”の卵から自らが産まれたと話していたが、アルノ博士及びエルドラドの調査では、白亜紀の生まれではなく、フェイたちやエルドラドより一世代前の、タイムマシンが発明されてすぐの未来の人間。赤ん坊の頃、まだ未熟だったタイムジャンプの技術故に発生した事故に巻き込まれ、両親によって乗り込まされた救命カプセルが白亜紀に飛ばされ、トーチャンに育てられたらしく、彼の言っていた「卵」は救命カプセルの残骸だった。人の言葉が話せるのは、カプセルに備えられていた教育プログラムによるもので、本人はその頃の出来事について全く記憶がないため、恐竜たちとはまるで友人のように接しており、通り道に崖でもあれば、恐竜を呼び出して橋代わりにし、コミュニケーションを取るためには恐竜語を話していた。
アニメ版『クロノ・ストーン』
本人曰く「自分と似た匂い」のする天馬たちを気に入るが、天馬を「トンマ」、信助を「ゴンスケ」と呼ぶなど、人の名前を度々間違える。余命幾ばくもない友人ロックスターから息子ビッグを託され、その死を看取ると、普段の陽気な振る舞いとは打って変わって「生き物の死は万物の掟」という達観した様子を見せていたが、ロックスターを弔った際は激しく慟哭した。
パーフェクト・カスケイドとの1度目の試合後、何頭ものトロオドンを連れてきて、サッカー練習を始め、懸命に練習に励む自分の姿で黄名子の化身を生み出すキッカケを作る。その後、2度目のパーフェクト・カスケイド戦では、フェイがミキシマックスした後、トーチャンの意思で「空中ミキシマックス」し（時空最強イレブン「7の力」）、高い跳躍能力を身に付けた。試合後、アルノ博士は自身の親が未来で見つかったと伝えに来たが、「未来には戻らない」と自分の意思で決め、更にチーム雷門のタイムジャンプ冒険に同行する事を決意した。
トーブの化身
太古の戦士ジャガウォック
赤い鬣を生やし槍で武装したジャガー（ジャガーの戦士）のような容姿をしている。『クロノ・ストーン』ラグナロク編（ガル戦）で初アームド
化身を用いた必殺技は「ハンティングランス」。
融合 トーブ×トーチャン
トーブとトーチャンがミキシマックスによって融合した姿。肌が白くなり、髪は跳ね上がり赤色に、目も黄色に変色し、ドクロ冠は金色の翼竜冠に、歯並びはギザギザに変化している。
必殺技は「古代の翼」（アニメでは未使用）。
ロックスター
ティラノサウルスよりも強い「ここらへんの恐竜のボス」で、ビッグの親。チーム雷門がミキシマックスを目指す存在となっていたが、レイからのマインドコントロールでチーム雷門を襲い、更にトリケラトプスのデスホーンと戦って力を使い果たして死亡、トーブにビッグを託す。その後はトーブの手で埋葬された、彼曰く「これが万物の掟」。
ゲーム版『ネップウ/ライメイ』では、マインドコントロールには抵抗したものの、その消耗した体でデスホーンを退けて体力を完全に使い果たしてしまった。

### 幻想世界編の人物
パーフェクト・カスケイドの圧倒的な強さに対抗するため、大介は「9の力」と「10の力」を物語『アーサー王と見習い騎士』の中に求めた。前述の通り、この節に記載した人物たちは全て物語の中のキャラクターだが、黄名子がどこからか持ってきたアーティファクト「アーサー王の王冠」により生み出されたパラレルワールドの中で確固たる人格を持って生きている。
マスタードラゴン、アーサー王
#時空最強イレブン能力保有者たちを参照。
シーナ・ユイス
声 - 折笠富美子 / 椎名優（GO2 クロノ・ストーン ネップウ/ライメイ）
アーサー王城の近くにある村の娘。仲間とはぐれた天馬・ワンダバに食事を振るまい、アーサー城へ送り出す。
24時間イナズマTVで行われた「日本縦断イナズマウルトラクイズ」の優勝者がモデルとなっているキャラで、ゲームでは本人が声優を務めている。

## グランドチルドレンズ

### グラファ親衛隊
グランドファーザーこと黒岩に召喚された少年少女たち。
黒岩から自らの特別な血の持つ力に溺れ向上心を失っていると指摘され激しく反抗するが、能力を制御された上に自分たちの犯してきた罪を暴かれ服従か入獄かを迫られ、他に召喚された子供たち共々おとなしく従うことになる。
ハッシュ・シルヴァン
チーム「スノウ・ウィーゼル」のキャプテンで、ポジションはFW。スノーホワイト色の髪と銀色の仮面で左目と鼻と口以外が隠れている小柄な性格。無機質な瞳は見る者に恐怖を与える。アニメには未登場。
化身は「聖獣シャイニングドラゴン」。
ジャンク・ゴルダス
チーム「ゴルド・ベア」のキャプテンで、ポジションはGK。ダークオレンジ色のロングヘアーで金色のヘッドギアを被った巨漢。いつもギラギラで派手なプレイを好む。アニメには未登場。
化身は「魔神グレイト」。
スティン・シーアン
チーム「アクア・ハーミット」のキャプテンで、ポジションはMF。スティールブルー色のロングヘアーで青いマスクで口元を隠している。穏やかに見えて実は非情な性格。アニメには未登場。
化身は「戦旗士ブリュンヒルデ」。
ベノム・ブラグ
チーム「ナイト・ヴァイパー」のキャプテンで、ポジションはDF。ランプブラック色のロングパーマで黒い蛇の牙のようなバイザーが特徴。神秘的な雰囲気で、威圧感がある。アニメには未登場。
化身は「剛力の玄武」。
ハザード・レード
チーム「クリム・ハウンド」のキャプテンで、ポジションはFW。ローズレッド色の髪で赤い拘束具で顔を縛り付けている。血気盛んで攻撃的な性格。アニメには未登場。
化身は「太陽神アポロ」。

### グランドチルドレンズの関係者
黒岩 流星（くろいわ りゅうせい） / グランドファーザー
声 - 佐々木誠二
「新生イナズマジャパン」→「アースイレブン」の監督。通称「グラ・ファ」。『クロノ・ストーン』において時空最強イレブンに敗北したガルシャア・ヴァンフェニーを回収した謎の老人だが、正体は甦った影山零治本人である。曰く「星の意志を遂げるために戻ってきた」とのことで、『ギャラクシー』ではアースイレブンを率いてその目的を果たそうとしている。
アニメ版『ギャラクシー』
第1話の最後で鬼道の口から「我が師、影山零治」と明言されたことから影山本人であることがほぼ確定、更に密かに円堂と連絡を取り合って何かを頼んでいる。帝国戦での惨敗が原因で神童からメンバー選考をやり直すよう強く提言されても己の決断を覆すことはなく、自分の選んだメンバーに絶対的な自信を持っているような言動を見せる。また、豪炎寺を始めとしたごく少数の人物の尊敬によって監督に選ばれたようだが、コーチの船木を始めとした一部の人間にも既にその正体が知られており、少年サッカー協会役員たちからの不信感はかなり根強い。
韓国戦後は「イナズマジャパン脱退試験」と題した催しを企画、大勢の観客の前で何人かの選手にシュートを打たせ、選手全員がシュートを決めたことで選手の想いを変えさせ、チームのやる気を奮い立たせた。メンバーの中で特に皆帆と真名部からはその存在を疑われていたが、後に18話にて自身が不認可の蘇生ワクチン投与の実験台となって復活した影山零治であること、人間の中に眠るケモノの力「ソウル」を持つ者だけを日本代表に選んだことを明かした。
アニメでは信助のみ、ゲームでは信助とその他11人の選手と共に銀河へと旅立つこととなったが、ファラム・オービアスへ向かう途中で自身がニセ剣城の正体を隠蔽していたことが神童に知られ、それが原因で彼の前では狂気を見せ始める。その後、ファラム・オービアスでは「私はサッカーの『神』になる」と誓い、神童と決別した後にアースイレブンの監督を外れることになった。

## 新生イナズマジャパン / イナズマアナザージャパン
『劇場版イナズマイレブンGO vs ダンボール戦機W』にてイナズマレジェンドジャパンとエキシビジョンマッチを開催された時に結成された。ゲーム版『イナズマイレブンGO ギャラクシー』では『イナズマアナザージャパン』というチーム名になっている。
松風 天馬【雷門中】
新生イナズマジャパンのキャプテン。1年MF。背番号8番。
剣城 京介【雷門中】
1年FW。背番号10番。
神童 拓人【雷門中】
2年MF。背番号9番。
西園 信助【雷門中】
1年GK。背番号20番。
霧野 蘭丸【雷門中】
2年DF。背番号3番。
雨宮 太陽【新雲学園】
1年MF/FW。背番号18番。
雪村 豹牙【白恋中】
2年FW。背番号6番。途中で消失し、その後も復活の描写はないが、ギャラクシーにて復活しているため生存はしている模様。
狩屋 マサキ【雷門中】
1年DF。背番号15番。
錦 龍馬【雷門中】
2年MF。背番号14番。
フェイ・ルーン【クロノストーム】
FW。背番号11番。
菜花 黄名子【クロノストーム】
1年DF。背番号78番。
白竜【ゼロ】
1年FW/MF。背番号7番。

## イナズマレジェンドジャパン
『劇場版イナズマイレブンGO vs ダンボール戦機W』にて新生イナズマジャパンとのエキシビジョンマッチを開催された時に結成された。LBXの襲撃から天馬達を守り消失した。
円堂 守
イナズマレジェンドジャパンのキャプテン。ポジションはGK。背番号1。
豪炎寺 修也
ポジションはFW。背番号10。
鬼道 有人
ポジションはMF。背番号14。
吹雪 士郎
ポジションはFW。背番号9。
風丸 一郎太
ポジションはDF。背番号2。
基山 ヒロト
ポジションはMF/FW。背番号18。
壁山 塀吾郎
ポジションはDF。背番号3。
綱海 条介
ポジションはDF。背番号4。
不動 明王
ポジションはMF。背番号8。
佐久間 次郎
ポジションはDF/FW。背番号16。
染岡 竜吾
ポジションはMF/FW。背番号17。

## フットボールフロンティア インターナショナル ビジョン2（FFIV2）

### 代表候補チーム「イナズマジャパン / アースイレブン」
『ギャラクシー』で相手に戦う日本代表候補チーム。選出されたメンバーは天馬と剣城、神童以外全員無名のサッカー初心者である。だが、サッカーがやりたくて入ったのではなく自身の望みを叶えることを条件に雇われて新生イナズマジャパン（アースイレブン）に入った。そのため、当初はチームの心はバラバラで、サッカーを積極的にやろうとする気がない者ばかりだったが、決勝へと勝ち進むにつれて天馬たちの説得ややる気に心を動かされ、次第にサッカーに対する考えも変わっていき、サッカーを楽しむようになっていく。
イナズマジャパン・アースイレブンの戦術（必殺タクティクス）
神のタクトFI

神のタクト

ボックスロックディフェンス（アニメでは未登場）

松風 天馬【雷門中】
イナズマジャパン（アースイレブン）のキャプテン。1年MF。背番号8番。ソウルはホース→ペガサス。
剣城 京介【雷門中】
1年FW。背番号10番。ソウルはオオカミ。
神童 拓人【雷門中】
2年MF。背番号9番。ソウルはクジャク。
西園 信助【雷門中】
1年GK/DF。背番号20番。
井吹 宗正（いぶき むねまさ）【月山国光中】
声 - 鈴木達央
2年GK。背番号1番。切れ長の茶色い目で、後方に伸びた白髪と黒いバンダナが特徴の少年であり、全国クラスの実力を持ったバスケットボール選手。長身で、反射神経に優れている故に月山国光のバスケットチーム内では特に優れた得点力を有しており、自らの活躍によって同チームは全国大会で何度も優勝していた。しかし、次第に周囲のメンバーの実力を低く評価するようになり、それに困ったメンバーの説得にも耳を貸さずに逆に「俺についてくるのがお前等の役目」と部員に言い放ったのをきっかけに月山国光チームが敗退を繰り返すこととなってしまう。そのため、自分のプレーに思い通りについていけないチームメイトとチームに嫌気が刺し、海外のバスケットチームに海外留学することを条件にイナズマジャパン・アースイレブンに入ったが負けず嫌いな性格故に「メンバーを変えないのなら自分と天馬と剣城の三人だけで試合を勝ち抜く」と決断し掛けた神童に激昂し、自身を認めない彼に対抗心を抱くようになる。その後、神童への対抗として剣城に練習相手を頼み、密かに猛特訓をしたお陰で、オーストラリア戦では必殺技「ワイルドダンク」を習得した。しかし、その後も神童には未だに自らの実力を認めて貰えなかったがバスケットチームの中で本当に弱かったのがチームメイトではなく、連携を嫌った自分だと九坂のプレーで気付き、同時に神童との会話で自分だけでゴールを守るものじゃないとも気付かされる。その後、必殺技「ライジングスラッシュ」を習得、DFとの協力でゴールを守るようになり、神童にも認めて貰った。前半終了後は今までの性格と打って変わってメンバーを信頼するようになり、感謝もしている。
必殺技は「ワイルドダンク」、「ライジングスラッシュ」、「ゲキリンダンク」。
井吹のソウル
マンモス
キーパー型ソウル。ガードン戦で初登場。
森村 好葉（もりむら このは）【漫遊寺中】
声 - 悠木碧
1年DF。背番号2番。チームで一番の小柄である森林を連想させる緑色のツインテールの団子頭が特徴の少女。運動部の経験を持たず、動物好きな内気で、大人しい性格なため、試合中にはボールに触れることさえ躊躇いを見せる。サウジアラビア戦では性格の豹変した九坂の様子を見て彼の抱える葛藤を察し、九坂を改心させることになるのだが、自分はイナズマジャパン・アースイレブンに選出された理由を知らずにいたため自信を無くしてしまい、時には練習に参加せず、公園・動物園などにいることも多い他、自分の顔のことで女の子と過去にトラブルがあったらしく、屈託無く接してくる葵にすら心を開こうとせず、準決勝を前に「自分がチームにいられる自信がない」という置き手紙を残して動物園へと逃げ出す。その後、自分の顔が周りを苛つかせることで、チームメイトもいずれ自分を疎ましく思うようになると思い込んでいたが車道へ飛び出してトラックに轢かれる寸前の猫を機敏な動きで救出した。その後は天馬たちから改めて一緒に戦ってほしいと頼まれ、怯えながらもどうにかチームに復帰した。タイ戦では再び自信を失いかけるも九坂から好きだという思いを告白されたのをきっかけに自分の殻を打ち破ることができ、必殺技「このはロール」を習得してチームの危機を救う。その後、九坂の返事はごめんなさいと返答したものの、葵にもっと前向きになれたら九坂の気持ちと向き合いたいと本音を語っている。
必殺技は「このはロール」、「このはランデブー」（九坂、アニメでは未使用）。
好葉のソウル
フォックス
ディフェンス型ソウル。ストームウルフ戦で片鱗を見せ、サンドリアス戦で初登場。
皆帆 和人（みなほ かずと）【天河原中】
声 - 代永翼  / 折笠富美子（幼少時代）
1年DF。背番号3番。両サイドの跳ね上がったオレンジ色の髪が特徴の少年。優れた推理力を秘めており、「日本のシャーロック・ホームズ」の異名を持つ。また、人間観察が趣味であり、チームの様々な一面にいち早く気付く。父は警視総監賞を受賞するほどの優秀な刑事で、自分も父のような優秀な刑事になることを目標としていたが父が死亡した後は、目標を失ってしまう。その後、母に育てられ、優秀な刑事に夢見てロンドン警察・スコットランドヤードの見学を条件に入団したが両親と会った直後の真名部にそのことを話した際にそれが自分の家庭が彼と違って良い家庭であるというあてつけだと解釈されて喧嘩になる。しかし、タイ戦で父のことや真名部が危険なプレーに遭う度に父親がネクタイの結び目を触っている（真名部を心配している）ことなどを話した後に真名部と互いの予測を補い合い、観察や行動分析で読み取れることを担当することで"勝利への解法"を導き出し、必殺技「トレースプレス」を習得した。試合後は真名部と和解した。『GCG（グランド・セレクタ・ギャラクシー）』宇宙大会ではラトニークイレブンとの試合で苦し紛れに出した「あそこにUFO」を習得した。
必殺技は「トレースプレス」、「あそこにUFO」、「ウイニングロジック」（真名部、アニメでは未登場）。
皆帆のソウル
フクロウ
ディフェンス型ソウル。サザナーラ戦で初登場。
真名部 陣一郎（まなべ じんいちろう）【栄都学園】
声 - 野島裕史
1年DF。背番号4番。色白に後ハネした薄紫色の髪に眼鏡が特徴である頭脳派の少年。「日本計算超人コンテスト」の優勝経験を持ち、両親の期待に応えるために勉強一筋で、部活動も未経験である。試合中は数字の角度で選手にパスの方角などの指示を飛ばすことが多く、また対戦相手の情報調査役としても活躍する。しかし、エリート両親から優等生であることをいつも強いられる勉強三昧の生活にうんざりし、両親と離れて暮らすための裁判手続きをして貰うという条件でイナズマジャパン・アースイレブンに入った一方で現在も自由な暮らしを心待ちにして密かに一人暮らし用のマンションを物色したりしていたが、実は海外出張中だった両親に何も言わずに家を出て契約したため入団のことを今になって知り、お台場サッカーガーデンに来た両親からは適当なところでチームを辞退するように告げられ、"父に認めてもらいたいと思っているが父の期待に応えられない自分を嫌っている"と皆帆に指摘された。韓国戦前には自分の財布が無くなったことに気付き、過去に盗みで捕まったことがある瞬木をしつこく疑い、試合中でも徹底的に彼へのパスを回避するようにチームメイトに指示するなど、チーム内の不和を招く。しかし、試合後にジャージのポケットに入れっ放しなだけであったことがメンバーほぼ全員の目の前で発覚し、鉄角からしっかり瞬木に疑ってしまったことを謝るよう一喝された。準決勝の前ではFFIV2開催前と開催中の相手チームの動きを検証した結果、今まで対戦してきた全てのチームが開催前と開催中で大幅にレベルアップしているのを見て、皆帆と共に改めて今大会の不可解さに気づき始める。タイ戦では両親が訪れていることを皆帆に言われて気づき、動揺するも自分の提案で皆帆と互いの予測を補い合い、データや数学的な解析を担当することで"勝利への解法"を導き出し、必殺技「ディフェンス方程式」を習得した。試合後は皆帆と和解した。
必殺技は「ディフェンス方程式」、「ウイニングロジック」（皆帆、アニメでは未登場）。
真名部のソウル
ラーテル
ディフェンス型ソウル。ラトニーク戦で初登場。
鉄角 真（てつかど しん）【万能坂中】
声 - 泰勇気
2年DF。背番号5番。水色と茶色の髪が入り混じったドレッドヘアが特徴の赤みがかかった肌に筋肉質な体格が特徴の少年であり、万能坂中に所属していた世界レベルの実力を持つボクサー。情には厚いようで、第3話で財布の件が真名部の勘違いだと分かった際には彼に対して一喝して見せるなど仲間思いの一面を見せた。かつてコーチであり叔父であるテツさんに支えられてボクシングを続けていたがロードワークの途中でひったくりに遭った女性を助けようとして逆上したひったくりに鉄パイプで殴られて怪我を負い、引退した。そのため、止めた原因が怪我だったことからボクシングの世界とは決別を誓っていた。実家は漁師であり、壊れた漁船の修理費を出して貰うことを条件にイナズマジャパンに入ったが当初はやる気がなかった。しかし、脱退試験を機に「逃げずに立ち向かう」ことを決意し、サッカーに臨むようになると同時に天馬たちに心を開くようになる。ウズベキスタン戦では彼らの強さの前に諦めるほどに苦戦したが皆の頑張りと剣城の言葉で、必殺技「フットワークドロウ」を習得し、相手からボールを奪うことに成功してパスを繋いだ。
必殺技は「フットワークドロウ」、「デッドストレート」。
鉄角のソウル
バッファロー
ディフェンス型ソウル。ガードン戦で初登場。
九坂 隆二（くさか りゅうじ）【友信学園】
声 - 岡林史泰
3年MF。背番号6番。ウェーブのかかった灰茶の髪型に茶色のバンダナが特徴のチームで一番の長身で、筋骨隆々な体型の普段はニコニコとした温厚な性格だが、怒らせると性格が豹変する不良の少年。元々は比較的大人しめの弱虫な子どもであったが少年期の知り合いであった「サトちゃん」こと神田里子を虐めっ子から守ろうとして軽々と返り討ちに遭い、その直後に彼女本人にも無言で立ち去られたことのトラウマが原因で、現在の凶悪な性格を生み出し、その性格で虐めっ子たちを圧倒したことにより、里子からも拒絶させられてしまった。それ以降、5つの学校をも巻き込むほどの力を持つことで通っていた学校でも二重人格を持つ「鬼仏のリュウ」として警戒されていたが、今は退学となった。その学校に不良仲間と共に復学することを条件にイナズマジャパンに入る。サウジアラビア戦前では七瀬・五反田・六本松の不良仲間を率いて街の不良と喧嘩したことで警察に連行され、前述のような無意味なトラブルを繰り返すことから不良チームの仲間に「守るどころか壊している」と批判を受けてしまう。サウジアラビア戦ではシャムシール選手に「弱い」「木偶の坊」という言葉に対して激昂し、荒々しい人格を見せてファールを取られ、その際に好葉からは自身の抱える葛藤を見抜かれる。後半では自分に対する相手選手の執拗な攻撃や以前絡んだ不良が試合に乱入したりしたことで、一時は鬼の顔を見せることもあったが天馬の叱咤、観客席から呼びかけてきた里子から過去の出来事の本心を聞かされたことで号泣し、吹っ切れる。その後、暴走時の象徴であった「怒髪天モード」を維持したままスマートなプレーが出来るようになり、敵の必殺タクティクスを攻略、必殺技「キョウボウヘッド」を習得して試合を制した。試合後は他人を守ろうとしながらも本当は自分自身を守ろうとしていたことに気付き、「弱い」という言葉に無闇に反応することも無くなり、素直な笑顔で向き合えるように変化する。その後はサウジアラビア戦において自分に本当に怖がっていたのが何かを理解させてくれた好葉を気にかけるようになり、自分も彼女の気持ちを知ろうと声をかけようとしているが中々上手くいかず、好葉が置き手紙をして失踪した際も天馬たちと捜索し、動物園で辛い過去を聞いて彼女に必死に訴えかけるがネガティブな態度に痺れを切らしてキツい言葉を投げかけてしまう。しかし、タイ戦では自信を失いかけた好葉に異性として好きだという思いを告白すると同時に激励し、好葉を立ち直らせることに成功する。
必殺技は「オラオラメンチ」（アニメでは未登場）、「キョウボウヘッド」。
九坂のソウル
グリズリー
オフェンス型ソウル。ラトニーク戦で初登場。
野咲 さくら（のざき さくら）【大海原中】
声 - 遠藤綾 / 悠木碧（幼少時代）
2年MF。背番号7番。ライトピンク色の編み込んだショートヘアーで、桜の花型のシニヨンが特徴の少女であり、過去に新体操の世界大会でメダルも獲得している「アジアの天才少女」と名高い才能ある選手。完璧主義の両親から新体操世界一になるように厳しく育てられていたが、大会で2位を取った際には一番しか関心のない両親からは自分の演技を認めて貰えず、与えられたメダルも娘より上がいることを認めたくない両親の見栄によって飾られることなくしまわれてしまった過去を持つ。一見明るく人当たりの良い性格で、上昇志向が強くて練習熱心だが、裏では両親の躾が原因で卑屈な考えを持っていたこともある。最高の新体操チームに海外留学させて貰うことを条件にイナズマジャパンに入ったが、面会に来た両親から活躍するようにと言われたプレッシャーが原因で「一番でなければ意味がない」という強い葛藤に駆られることさえもあり、そのため、オーストラリア戦では前述の記憶が甦り、サッカー選手としての自分の実力を両親に認めて貰いたい故に味方の足を引っ張るような身勝手なプレーを続け、メンバーから批判を浴びてしまう。しかし、窮地にありながらも懸命にゴールを守る井吹の姿やそれによって団結していくチームメイトに対して徐々に心を開き、相手の必殺タクティクスを「神のタクトFI」によって攻略した。試合後は「みんなで一番になる」ことの楽しみを覚えて吹っ切れ、サッカーに対して前向きな性格へと変化していく。ウズベキスタン戦では諦めたくない気持ちからついに念願の必殺技「ビューティフルフープ」を習得した。
それからは両親の重圧に押されるがままだった生活にも変化が生じ、宇宙へ旅立つ前日には両親の言葉を気にせずに自分から宇宙一輝いてみせると宣言して両親を唖然とさせる成長を見せた。
必殺技は「ビューティフルフープ」、「マーメイドスマッシュ」（アニメでは未登場）。
さくらのソウル
カモシカ
オフェンス型ソウル。ファラム・ディーテ戦で初登場。
瞬木 隼人（またたぎ はやと）【海王学園】
声 - 石川界人 / 遠藤綾（幼少時代）
2年FW。背番号11番。褐色の逆立った鶯色の髪が特徴の少年であり、海王学園の陸上部に所属していた俊足の持ち主。「ひので荘」という古いアパートに住んでいるが、父親は家を出ていき、母親（声 - 悠木碧）も病気で働けない状態のため生活はかなり苦しいようで、過去に空腹に侵された弟が食べ物を盗んだ際、弟の辛い思いを庇って自らが代わりに捕まったことがあった。また、そのイメージ故にかつては周囲から敬遠されており、チームメイトと弟たちとで本音と建前を使い分けていた。
小学校の頃、表向きは友達と言いながらも実際は当時流行っていたおもちゃを持っていないことを理由に影で蔑ろにし、更にはそのおもちゃを運良く手にした際に自身よりもおもちゃに関心を示していた当時のクラスメートたちが原因で、もう二度と人や友情を信じないという心の闇が芽生え、それ以降は友情そのものを否定するようになってしまう。
弟たちを住まわせる大きな家をもらうことを条件にイナズマジャパンに入り、前述の自らの過去を知った天馬の想いを受け止めたチームメイトを少しずつ信頼するようになったかのように見せるが、その振る舞いはキャプテンである天馬の望んでいる姿勢だと解釈して行っているに過ぎず、実際はチームメイトたちはおろか、自身を庇った天馬の考えや行動に対しても無理解で、チームメイトとも上辺だけ良く見せようとして内心では見下した考えを持っていた。サザナーラ戦でポワイによって自身の闇を暴露され、一時は自分を悪人呼ばわりして見せかけの性格を保とうとするが、天馬の寛大な友情によって真の自分を覚醒させた（ダークサイド瞬木）。左サイドの髪が大きく跳ね上がって青色に変色し、思ったことをストレートに言うようになった。
必殺技は「パルクールアタック」、「ブラックドーン」（剣城）。
ダークサイド瞬木
サザナーラ戦にてポワイから本来の性格を暴露された結果、一皮剥けて覚醒した瞬木の公式の名称で、以前のさわやかな態度はなりを潜め、傲慢で思ったことを何のためらいもなく、ストレートに話すようになった。
瞬木のソウル
ハヤブサ
シュート型ソウル。サザナーラ戦で初登場。
市川 座名九郎（いちかわ ざなくろう）
声 - 小西克幸
3年FW。背番号18番。
中学生にして活躍する歌舞伎役者で、ザナークの先祖。黒岩に秘めたる力を見抜かれ、円堂の度重なる訪問（当初は断り続けてきたため）と彼の説得により、イナズマジャパン（アースイレブン）入りする。
必殺技は「カブキブレイク」（アニメでは未登場）、「グレートマックスなオレ」。
座名九郎のソウル
ライオン
シュート型ソウル。サンドリアス戦で初登場。

#### イナズマジャパン（アースイレブン）のサポーター
黒岩 流星
イナズマジャパン（アースイレブン）の監督。詳細は#グランドチルドレンズの関係者を参照。
ポトムリ・エムナトル
声 - 三木眞一郎
黒岩の付き人を務める、ピエロのような恰好をした謎の人物。
アニメ版『ギャラクシー』
その正体は異星人で惑星キエルの科学者。ブラックホールによりキエルが滅亡した際に不完全な脱出を試みたために肉体が消滅して魂だけの存在になった。その後魂のまま宇宙空間を彷徨い地球に辿り着いた所を、交通事故で瀕死に陥っていた水川みのりと遭遇し、彼女に憑依することで自分の魂の消滅を防ぎつつ、彼女の命を取り留めた。この時の彼はみのりと人格が融合しており男性であり女性、大人であり子供というみのりやポトムリ本人とは全く異なる人格になる。その後は魂と肉体が定着しないようにみのりと彼女の病室にあったピエロの人形とを交互に憑依していた。自ら惑星が消滅するところを目撃しており、カトラに忠誠を誓っていたにも関わらずカトラが自分の前に姿を現さないため、天馬がカトラと邂逅したという話を頑なに否定する。
ゲーム版では条件を満たすと選手として使うことが可能。ポジションはFW/GK。
船木 宏正（ふなき ひろまさ）
声 - 金野潤
イナズマジャパン（アースイレブン）のコーチ。サッカー素人をチームに組んだ黒岩の思惑を否定しており、彼とは意見が噛み合っていない。また、黒岩の正体が影山であることを知っており、彼を監督に推薦した豪炎寺に抗議したこともある。
『GCG（グランド・セレクタ・ギャラクシー）』宇宙大会では地球に残る事になった。
ゲーム版では条件を満たすと選手として使うことが可能。ポジションはGK。
空野 葵【雷門中】
1年生。イナズマジャパン（アースイレブン）のマネージャー。
水川 みのり（みずかわ みのり）【岩城中】
声 - 高垣彩陽
2年生。イナズマジャパン（アースイレブン）のマネージャーで、つり目にティールブルー色のセミロングヘアが特徴のいつも黒岩と共に行動する謎の少女（普段は何を考えているのか分からない性格で、意地の悪い面を持つ）だが、実は普段のマネージャーとしての人格は惑星キエルの元住人ポトムリの人格で、本来の姿は九坂によれば「岩城中のミノタウロス」と言われるほどの不良少女であり、性格も不良らしくて荒々しいものである。過去に病院で命が尽きそうになっていたところを同じく精神体としての力が弱まり、消滅しそうになっていたポトムリの魂が憑依したことで一命を取り留めたことが後に明かされた。
ゲーム版では条件を満たすと選手として使うことが可能。ポジションはFW。
神田 里子（かんだ さとこ）【？？？】→【友信学園】
声 - 矢野亜沙美
3年生。九坂の幼馴染みだった女の子で、イナズマジャパン（アースイレブン）のマネージャー。愛称は「サトちゃん」（彼女も九坂を「リュウちゃん」と呼ぶ）。かつていじめっ子から助けようとしてくれた九坂から何故か立ち去って、彼に「自分が弱いから離れていった」という思い込みを与え強さに固執させる切っ掛けを作ってしまう。サウジアラビア戦の観客席に現れ、その姿を見つけた九坂の心を揺らすが、不良が乱入した際に彼の元へと駆けつけ、実は自分を助けようと戦ってくれた九坂を好きだったが、あの場ではどうしていいかわからず逃げて出してしまってずっと謝りたかったと本心を語る。その後、吹っ切れたように活躍する彼のプレーを見て「思い切ってここへ来て良かった」と涙ぐむ様子を見せた。
『GCG（グランド・セレクタ・ギャラクシー）』宇宙大会では地球に残る事になった。
ゲーム版では条件を満たすと選手として使うことが可能。ポジションはFW。

#### イナズマジャパン（アースイレブン）の家族や関係者
蒲田 静音（かばた しずね）
声 - くじら
「お台場サッカーガーデン」にある新生イナズマジャパン（アースイレブン）の合宿所の管理人でギャラクシーノーツ号の運転手。陽気な性格。
実はバーチャルリアリティ専門の科学者でブラックルームの開発者であり、黒岩に誘われアースイレブンサポートプロジェクトに参加。
皆帆 左京（みなほ さきょう）、皆帆 光代（みなほ みつよ）
声 - 岩崎了（左京）、戸松遥（光代）
皆帆の両親。父親は優秀な刑事だったが、息子が幼い頃に亡くなっている。母親は夫亡き後は女手一つで息子を育てている。
真名部 陣介（まなべ じんすけ）、真名部 恭子（まなべ きょうこ）
声 - 鈴木達央（陣介）、遠藤綾（恭子）
真名部の両親。父親はあちこちを回っている超一流の商社マンで非常に厳格な性格だが、妻には敵わない一面もある。母親は外交官で息子を陣ちゃんと呼んでいる。
鉄角 徹（てつかど てつ）
声 - 間宮康弘
鉄角の叔父（父の弟）にしてかつてのボクシングのコーチ。甥からは徹さんと呼ばれている。
野咲 成一（のざき せいいち）、野咲 かえで（のざき かえで）
声 - 奈良徹（成一）、美名（かえで）
さくらの両親。父親は一級建築士。母親はインテリアデザイナー。両親ともに一番に対して狂気的な所がある。
瞬木 雄太（またたぎ ゆうた）、瞬木 瞬（またたぎ しゅん）
声 - 小林ゆう（雄太）、戸松遥（瞬）
瞬木の弟と末弟。イナズマジャパンである兄の瞬木の活躍を応援している。

### レジスタンスジャパン
黒岩からの指示でイナズマジャパンを潰しにやってきた、不動明王率いるチーム。
白竜【ゼロ】
レジスタンスジャパンのキャプテン。1年FW。背番号10番。
雪村 豹牙【白恋中】
2年MF/FW。背番号7番。
真狩 銀次郎【白恋中】
1年DF。背番号4番。
千宮路 大和【ドラゴンリンク】
2年GK。背番号1番。
護巻 徹郎【ドラゴンリンク】
2年DF。背番号2番。
真帆路 正【幻影学園】
3年DF/MF。背番号3番。
黒裂 真命【聖堂山中】
2年MF。背番号5番。
貴志部 大河【木戸川清修中】
2年MF。背番号6番。
喜多 一番【天河原中】
2年MF/FW。背番号8番。
浪川 蓮助【海王学園】
2年FW。背番号11番。
南沢 篤志【月山国光中】
3年FW。背番号9番。
不動 明王
レジスタンスジャパンの監督。ジャージに書いてある番号は210（ふどう）番。

### 韓国代表チーム「ファイアードラゴン」
FFIV2アジア地区予選第1戦で戦う韓国代表チーム。試合終了後、何者かによって服と緑色の液体を残して消えてしまう。その正体は宇宙人であった。
リ・チュンユン
声 - 佐藤健輔
ファイアードラゴンのキャプテン。2年FW。背番号10番。「韓国の風」と呼ばれ湛えられる俊足の持ち主で、彼にボールが渡れば最後といわれている。
必殺技は「ラピッドファイア」。
ナム・ドヒョン
声 - 岩崎了
3年GK。背番号1番。ノリのいいダンスミュージックを聴いてテンションを上げ試合に挑むとのこと。
必殺技は「大爆発張り手」。
チェ・シンジェ
声 - 大原崇
3年DF。背番号2番。優れた動体視力を持つディフェンダー。休日はオンラインゲームに没頭している。
ペ・ジョンホ
声 - 岡林史泰
1年DF。背番号3番。通称ぺジョン。イタズラ好きで隙あらばチームメイトを驚かせるような仕掛けを用意している。
必殺技は「地走り火炎」。
ソ・ヨンジン
声 - 奈良徹
1年DF。背番号4番。熱い風呂にゆっくり浸かるのが大好きで試合のあとは温泉で疲れを癒している。
シン・ウジン
声 - 古島清孝
2年DF。背番号5番。通称シンウ。日本の文化に興味があり、連休になると家族と一緒にフェリーで日本に訪れる。
ヤン・ゴンウ
声 - 野島裕史
3年MF。背番号6番。実直な性格で日々筋トレを怠らない。好きな食べ物はチョコバナナクレープ。
ソン・ジフン
声 - 鈴木達央
2年MF。背番号7番。幼い頃からテコンドーで体を鍛えてきた。その経験はサッカーにも活かされている。
ピョン・ミンソ
声 - 高垣彩陽
女の子。1年MF。背番号8番。通称ピョンミン。常に唐辛子の小瓶を持ち歩いており、食事のときは大量に振りかけて食べる。
シム・ソヨン
声 - 戸松遥
女の子。2年FW。背番号9番。キュートなルックスと強気なプレイで韓国のみならず世界中にファンがいる。
ファン・ジュノ
声 - 金野潤
3年FW。背番号11番。通称ファンジュ。実績のあるフォワード選手ではあるが他の二人の陰に隠れがちで目立たない。
チェ・チャンスウ
ファイアードラゴンの監督で元韓国代表。龍を操る者と呼ばれた天才ゲームメーカー。詳細はファイアードラゴンを参照。

### オーストラリア代表チーム「ビッグウェイブス」
FFIV2アジア地区予選第2戦で戦うオーストラリア代表チーム。真名部の情報によると、1試合の平均得点が7.67という攻撃型チームとのことだが、そのプレーを見る限りではそういった特徴は見られない。その正体は宇宙人であった。
ビッグウェイブスの戦術（必殺タクティクス）
サックアウト
「神のタクト」を失敗させるため使用された必殺タクティクス。ボール保持者の周りを四人で囲み、反時計回りに旋回、その回転によって出来た水の渦で相手を巻き込み、吹き飛ばすが後に「神のタクトFI」を使われ、さくらによって攻略された。
コール・ラルーゼ
声 - 岩崎了
ビッグウェイブスのキャプテン。2年MF。背番号8番。サーフィンの腕前はプロも認めるほど。
必殺技は「メガロドン」。
ジュード・ゴードン
声 - 佐々木誠二
2年GK。背番号1番。見渡す限り一面にサンゴ礁が広がる海でスキューバダイビングをするのが趣味。通称ジュゴン。
必殺技は「クロコダイルファング」。
オーウェン・イースター
声 - 古島清孝
2年DF。背番号2番。かなりの小食でパン一切れで満腹になる。彼が残した食事はハーマンが平らげる。通称オイスター。
必殺技は「ウィリー・ウィリー」。
ホール・エールス
声 - 野島裕史
3年DF。背番号3番。自分に最も似合う髪型を追求し続けており現状かなりいいところまで来ているとか。通称ホエール。
ハーマン・ボーモント
声 - 岡林史泰
3年DF。背番号4番。2キロのステーキを食べきれるほどの大食漢。ハーフタイムにはミートパイを貪る。通称マンボウ。
クラム・チャイルズ
声 - 戸松遥
1年DF。背番号5番。オーストラリア発の傑作ヒーローアニメ「コアラダイバーマン」の大ファンらしい。
スクィド・ホワイト
声 - 泰勇気
2年MF。背番号6番。ビッグウェイブス一のお調子者。マーシャに想いを寄せているとの噂。
マーシャ・アーク
声 - 北原沙弥香
女の子。1年MF。背番号7番。タスマニア島の出身で両親は生物学者。その影響で動物に関する知識が豊富。通称シャーク。
アマンダ・ターナー
声 - 佐々木日菜子
女の子。3年MF。背番号9番。チームを陰で支える世話焼きお姉さん。やんちゃなメンバーを時にはキツく叱る。通称マンタ。
ロブ・スターク
声 - 鈴木達央
2年FW。背番号10番。甲殻類アレルギーの為、一度もロブスターを食べたことが無い。通称ロブスター。
オクタ・パースン
声 - 奈良徹
3年FW。背番号11番。木を削ってブーメランを作るのが趣味。祖先はオーストラリアの先住民だとか。通称オクトパス。
必殺技は「メガロドン」。
オーランド・シャーマン
声 - 大原崇
ビッグウェイブスの監督。臨機応変な采配でどんな攻撃も飲み込む。通称オーシャン。

### サウジアラビア代表チーム「シャムシール」
FFIV2アジア地区予選第3戦（準々決勝）で戦う、集団で執拗に圧力を掛ける戦法を最大の武器とするプレースタイルから「アラビアの獅子」とも謳われるサウジアラビア代表チーム。その正体は宇宙人であった。
シャムシールの戦術（必殺タクティクス）
大砂漠砂嵐
シャムシャール専用の必殺タクティクス。5人でスライディングをしながら上がっていくことで巨大な砂嵐を起こしながら突破していく。だが、その後に「怒髪天モード」となった九坂によって止められてしまう。
サイード・アシュラフ
声 - 高口公介
シャムシールのキャプテン。3年FW。背番号10番。嫌味かつ毒舌で、九坂に対して見下すような言動をしたり、彼を怒らせるために攻撃するようなことをした他、友情を嫌っているのか、天馬と九坂を見て友情を否定するような発言もした。
必殺技は「オイルラッシュ」。
スルタン・カラム
声 - 田尻浩章
3年GK。背番号1番。両親がナツメヤシの栽培をしているため、いつも果実の収穫を手伝っているという。
必殺技は「ドライブロー」。
シャーキル・ザハル
声 - 古島清孝
1年DF。背番号2番。オシャレのつもりで巻いたバンダナだが、必ず初対面の人に包帯だと勘違いされる。
必殺技は「デザートストーム」。
アサド・ガイス
声 - 岡林史泰
3年DF。背番号3番。ホブスというパンにホンモスという豆のペーストをつけて食べるのが大好き。
バタル・マジド
声 - 吉野裕行
2年DF。背番号4番。日本の美容師にカットしてもらうためわざわざここまで髪を伸ばしてきたのだという。
カミール・サディード
声 - 戸松遥
2年DF。背番号5番。モータースポーツの熱狂的なファンで、バーレーンまでレースを観戦しに行く。
必殺技は「デザートストーム」。
ハリール・ウトバ
声 - 美名 / 不明（アニメ版）
1年MF。背番号6番。夏は猛暑、冬は極寒の街ダーランの出身。過酷な環境下で鍛えられた精神力が武器。
ナジム・ニザール
声 - 岩崎了 / 泰勇気（アニメ版）
2年MF。背番号7番。アサドのような逞しい男になるためにあの手この手を尽くすが成果は出ていない。
タミル・ナスル
声 - 遠藤綾 / 小林ゆう（アニメ版）
2年MF。背番号8番。他の何よりも優雅な生活を重視する。食後のアラビアコーヒーは欠かさない。
ラシード・ハキム
声 - 小林ゆう / 斎賀みつき（アニメ版）
1年MF。背番号9番。ラクダに乗って砂漠を駆け抜けるのが好き。
必殺技は「デザートドリフト」。
カシム・バドル
声 - 石川界人
3年FW。背番号11番。カブサという米料理を作るのが得意で、練習の後はチームのみんなに振舞う。
ムルシド・アミール
声 - 泰勇気
シャムシール監督。温厚そうに見えるが、その采配は常に攻撃的。

### タイ代表チーム「マッハタイガー」
- FFIV2アジア地区予選第4戦（準決勝）で戦うタイ代表チーム。準々決勝でカタール代表のデザートライオンに5-0で勝利した[注 41]。その正体は宇宙人であった。

ナパ・ラダーム
声 - コノミアキラ
マッハタイガーのキャプテン。2年DF。背番号3番。試合の前は大声で叫び気合を入れる。
必殺技は「デスサイズミドル」（ヤム）。
ウドム・ゲウチャイ
声 - 岩崎了
3年GK。背番号1番。太い腕から繰り出される強烈な肘打ちは一撃で相手を沈めるほどの威力を誇る。
必殺技は「キラーエルボー」。
ヤム・ボアパン
声 - 金野潤
2年DF。背番号2番。ムエタイ選手だが、キック力を活かしてサッカー界へと活躍の幅を広げた武闘派。
必殺技は「デスサイズミドル」（ナパ）。
ナデート・シリラック
声 - 野島裕史
3年DF。背番号4番。ゾウを自在に操ることが出来るゾウ使い。チームメイトを乗せて散歩することもある。
サラナ・ククリ / サラナ・ククリット
声 - 悠木碧 / 高垣彩陽（アニメ版）
女の子で、1年MF。背番号5番。トムヤムクンに対する情熱はかなりのもの。理想の味を求めあちこちの料理店を巡る。
サリット・チャーラット / サリット・チナワット
声 - 遠藤綾 / 折笠富美子（アニメ版）
1年MF。背番号6番。寝起きが悪く、朝は別人のような顔になる。早朝の練習にはほとんど現れないという。
ナワット・ラム
声 - 代永翼
1年MF。背番号7番。サリットとは幼馴染でライバルでもある。何事も真面目に全力で取り組む努力家。
メイ・チャパティ / メイ・パクディ
声 - 戸松遥 / ゆりん（アニメ版）
女の子で、2年MF。背番号8番。両親は小舟で水上マーケットを営んでおり、幼い頃から船の上での生活が日常だった。
バーク・セパクロー
声 - 鈴木達央
2年MF/FW。背番号9番。力のサゴットに対し技術のバークと呼ばれ、華麗で無駄のないプレイスタイルで魅せる。
ガオラン・サゴット
声 - 泰勇気
3年MF/FW。背番号10番。技術のバークに対し力のサゴットと呼ばれ、強引に駆け抜けるプレイスタイルを見せる。
タムガン・ジャー
声 - 稲田徹 / 岡林史泰（アニメ版）
3年FW。背番号11番。タイ代表のキャプテンに指名されたが、自分よりナパの方が相応しいと辞退した。
必殺技は「アイボリークラッシュ」。
ラシリー・サランユー
声 - 小林ゆう
マッハタイガーの女性監督。即断即決で指示を飛ばすせっかちな監督。

### ウズベキスタン代表チーム「ストームウルフ」
FFIV2アジア地区予選第5戦（決勝）で戦うウズベキスタン代表チーム。準決勝でUAE代表に勝利した。
敗退後、リトルグレイのような宇宙人である事が発覚した。なお、ゲーム版では本来の姿の彼らと対戦が可能であり、その際は「インサイドシルバー」というチーム名を名乗っている。
ドミトリー・ソビロフ / ギン・ナーン
声 - 佐藤健輔
ストームウルフのキャプテンで、2年FW。背番号10番。言葉よりもプレイでメンバーを引っ張る。
必殺技は「ゴールドフィーバー」。
アレクセイ・カルノフ / ギン・エイジー
声 - 岡林史泰
3年GK。背番号1番。ボールを取るのに視覚は情報が多すぎると常に目を閉じ風と音を頼りに自陣を守る。
必殺技は「ツイストリーチ」。
セルゲイ・チェルノフ / ギン・シルヴァ
声 - 大原崇
3年DF。背番号2番。ノンと呼ばれる丸いパンが彼の主食。海外遠征の時も荷物に詰め込んでいく。
必殺技は「ローリングカッター」（ミーチャ）。
ミーチャ・エレミン / ギン・アルギュロス
声 - 金野潤
2年DF。背番号3番。ドミトリーの参謀にあたる影の司令塔。戦況を推察し最良の一手へ思考を馳せる。
必殺技は「ローリングカッター」（セルゲイ）。
ユーリ・アヴェリン / ギン・メッキィ
声 - 小林ゆう
1年DF。背番号4番。サッカーを始めてまだ日が浅いというが、天才的なセンスで代表メンバーに選ばれた。
ゲンナジー・ゴリバフ / ギン・マクスター
声 - 奈良徹
3年DF。背番号5番。シャシリクという串焼きが大好物だがルスランに痩せろと注意され控えている。
ロラン・ラザレフ / ギン・カックジ
声 - 代永翼
1年MF。背番号6番。ユーリ、ザウルと三人でバンドを組んだが、全員ベースしか弾けないという。
必殺技は「シルクロード」。
ルスラン・カシモフ / ギン・コンシキー
声 - 斉藤壮馬
2年MF。背番号7番。チームの司令塔を務める。DFのミーチャと連携を図り、前線のメンバーへと指示を拡散させる。
アーロン・ガチンスキー / ギン・シャリィ
声 - 野島裕史
3年MF。背番号8番。趣味は岩壁を登るロッククライミングで、有名なチムガン山を何度も登頂している。
マクシム・アドロフ / ギン・コーイン
声 - 鈴木達央
3年FW。背番号9番。ドミトリーを密かにライバル視しているウズベキスタンのパワーストライカー。
必殺技は「ゴールドフィーバー」。
ザウル・メレフ / ギン・ザイック
声 - 泰勇気
2年FW。背番号11番。毎朝タロットカードによる占いの結果でその日のスケジュールを決めるという。
ニコライ・ガガーリン
声 - 佐々木誠二
ストームウルフの監督。物静かだが計算高い沈黙の策略家。

## 18万8000光年先の人物
『イナズマイレブンGO ギャラクシー』に於ける第2のストーリーである宇宙編の舞台。滅亡の危機に陥っている巨大惑星「ファラム・オービアス」の住人を救うため、安全な惑星に住んで存続する種族を決める惑星間サッカー大会「グランドセレスタ・ギャラクシー」が繰り広げられる。この宇宙に存在する最高の意思決定機関の銀河連邦評議会があり、ブラックホールによって滅亡の危機が迫るファラム・オービアスが、軍事力で他惑星を制圧し居住区を確保することを危惧し交渉に交渉を重ねた結果、グランドセレスタ・ギャラクシー開催の決定まで漕ぎ着ける。それ以後大会運営委員として星々を飛び回り試合を取り仕切っている。

### イクサルフリート
オズロックを中心とする200年前にファラム・オービアスの侵攻を受け星ごと消滅した惑星国家イクサルの生き残りであり、ファラム・オービアスの侵攻を受けた際、イクサルの再起を願い選ばれた184名の中でコールドスリープから目覚めることが出来た最後の11人。グランドセレスタ・ギャラクシー決勝において、オズロックのクーデターにより新国家として建国が宣言される。
自分たちの星を滅ぼしたファラム・オービアスに対して復讐心から激しい憎悪と狂気を抱いており、ブラックホールをも消滅させるコズミックプラズマ粒子砲の存在を知り消滅寸前だった惑星キエルに赴きカトラを誘拐した。そしてカトラや天馬たちを利用してミスリルストーンを手に入れポトムリにコズミックプラズマ粒子砲を完成させ、グランドセレスタ・ギャラクシー決勝においてクーデターを決行し、コズミックプラズマ粒子砲の弾となるライフエナジーを充填するためにアースイレブンとファラム・ディーテに対して命がけの戦いを強いり、ベルセルクレイにより、アースイレブンのソウルを暴走させて4点差に追い込むが、紫天王や星々の人たち、信助と座名九郎の協力により徐々に追い詰められシュートの「嵐・竜巻・ハリケーン」や「ジ・アース∞」に逆転され敗北し、ミネルから存在抹消の刑を言い渡されるが、ララヤに「自分たちの過去の行為に非がある」として赦免され、ファラム・オービアスの未来の発展に協力を求められ和解した。
イクサルフリートの戦術（必殺タクティクス）
ベルセルクレイ
アースイレブンのソウルを排除・暴走させる為に使用された必殺タクティクス。
メンバー全員で巨大な魔法陣を出現させるが、サージェスとアクロウスが身を呈した事で消失した。
ビットウェイ・オズロック
声 - 津田健次郎
イクサルフリートのキャプテン。ポジションはFW。背番号10番。コズミックプラズマを手中に収めるべく銀河規模のサッカー大会を企てた張本人。ギャラクシー編の黒幕的存在。
銀河連邦評議会から地球に派遣された異星人。怜悧かつ、ませた雰囲気のある人物である。ストームウルフに勝利した天馬たちの前に現れ、地球代表としてグランドセレスタ・ギャラクシー本戦への出場が決定したことを告げる。
以前から豪炎寺に接触しており、彼に大会や事情について説明していた。信用を得るために月を消し、地球の衛星である月が消滅したことによって地球の地軸にズレが生じ、最終的には地球滅亡に至るというタイムルートを作り上げる。それを回避するためにはグランドセレスタ・ギャラクシーへの参加が必須であると豪炎寺に説得していた。
必殺技は「スターゲイザー」。
オズロックのソウル
イクサール
シュート型ソウル。
イシガシ・ゴーラム
声 - 遠藤綾
ポジションはDF。背番号3番。大会運営委の立場を利用し、オズロックの計画を進めた。
オズロックの命で天馬たちの案内人をするコーディネーター。礼儀正しい口調だが淡泊でしたたかな性格。グランドセレスタ・ギャラクシー本戦会場である「スターシップスタジアム」の召喚を担当する。サンドリアスでピクシーと天馬の持っていた太陽岩を目撃するとオズロックに報告し、ララヤから下った「剣城を拉致せよ」との命令の遂行のついでに偽の剣城(マヌーバ)を天馬たちの監視につかせる。
剣城を拉致した張本人だがマヌーバが任務を達成した際には、取り乱す天馬たちに対して偽の剣城はファラム・オービアスのスパイであり、本人の捜索について運営委員として尽力すると白々しく言ってのけた。
必殺技は「ジャッジメント・レイ」。
イシガシのソウル
レディオ
オフェンス型ソウル。
フォボス・クェーサー
声 - 代永翼
ポジションはGK。背番号1番。イクサルフリートの破壊神と呼ばれている。ゴールに近づく者をすべて破壊しつくす。
必殺技は「シュートイーター」。
フォボスのソウル
ギギラス
キーパー型ソウル。
エーギル・セファイド
声 - 鈴木達央
ポジションはDF。背番号2番。元々学者だったためとても頭がいい。オズロックの計画立案にも関わっている。
ゲーム版ではソウル「クルペ」の使い手となっている。
デイモス・レプトン
声 - 野島裕史
ポジションはDF。背番号4番。ファラム・オービアスの侵略により失った友の敵を討つために戦う怒りの特攻隊長。
ゲーム版ではソウル「クルペ」の使い手となっている。
ユミル・カテナ
声 - 悠木碧
ポジションはDF。背番号5番。戦争のショックによりほとんど記憶を失っているため闘争本能だけで戦っている。
ゲーム版ではソウル「クルペ」の使い手となっている。
シノーペ・リノア
声 - 小林ゆう
女の子。ポジションはDF。背番号6番。チームのマネージャー役も兼ねる選手。過去ではなくメンバーの未来を案じている。
ゲーム版ではソウル「レディオ」の使い手となっている。
タルヴォス・ボソン
声 - 小西克幸
ポジションはMF。背番号7番。欲望に忠実で、復讐を果たすこと以上に己の力を誇示することに喜びを感じて戦う。
ゲーム版ではソウル「ベギラン」の使い手となっている。
ディオネ・バルジ
声 - 岩崎了
ポジションはMF。背番号8番。第六感ともいうべき特殊な能力を持ち、気配で敵の動きを察知することが出来る。
ディオネのソウル
レディオ
オフェンス型ソウル。
デスピナ・ラクス
声 - 高垣彩陽
女の子。ポジションはFW。背番号9番。昔は子供に好かれる優しい女性だったが、過去の絶望が彼女を別人に変えてしまった。
ゲーム版ではオズロック、イシガシに次ぐチームの中心人物である。
必殺技は「マジックアンプ」。
ゲーム版ではソウル「ベギラン」の使い手となっている。
ローゲ・コリス
声 - 佐藤健輔
ポジションはFW。背番号11番。憎しみをエネルギーに換えて戦う戦士。オズロックに心酔し何でも言うことを聞く。
ゲーム版ではソウル「ベギラン」の使い手となっている。

### サンドリアスイレブン
グランドセレスタ・ギャラクシー本戦1回戦で戦う惑星にあるチーム。銀河座標は5867 3071。砂の惑星で地表のほとんどが砂漠に覆われており、常に強風が吹いている過酷な環境で、海や川のように流砂が流れている。また、重力も地球より弱くボールも浮かびやすいが、まったく転がらない。原住民は強固で高度な身体能力を持ち、誇り高い気風で正々堂々とした生き方を重んじる。しかし、星の滅亡が懸っていたためか、アースイレブンに攻撃的な態度に出る者も少なからず存在する。
カゼルマ・ウォーグ
声 - 河西健吾
サンドリアスイレブンのキャプテン。ポジションはMF。背番号7番（ギャラクシーイレブンでは14番）。
落ち着いた礼儀正しい性格で、手荒な手段を取った原住民を静めて天馬達に謝罪し、自分たちの星の存亡が懸かっているにも関わらず、正々堂々と戦うことを誓う。試合では、サンドリアス人らしきプレーで、天馬達を翻弄した。一時は正々堂々と戦うことを忘れてしまったものの、天馬の言葉で思い出し、天馬を潰そうとしたバルガを止めた。サンドリアスの誇りを抱き全力で戦い天馬達に敗北し、滅びの運命を受け止めアースイレブンの武運を祈り天馬達を見送った。
必殺技は「ダストジャベリン」。
カゼルマのソウル
ドーマ
オフェンス型ソウル。
バルガ・ザックス
ファラム・オービアスから派遣された助っ人。ポジションはDF。背番号4番。詳しくはファラム・ディーテを参照。
バダイ・ジャラン
声 - 泰勇気
ポジションはGK。背番号1番。サンドリアスイレブンの年長者でまとめ役。眼帯は年上の風格を出すために付けている。
必殺技は「サンドノック」。
ゴビラ・モンゴ
声 - 戸松遥
ポジションはDF。背番号2番。ダフとは幼いころから兄弟のように育った間柄で、ダフとの連携はなかなか侮れない。
ダフ・ナッター
声 - 佐藤健輔
ポジションはDF。背番号3番。屈強な体格を生かしたパワープレイが得意。反面、気は小さくて流砂のように流されやすい。
必殺技は「ディグアップ」。
タクラ・マーカー
声 - 鈴木達央
ポジションはDF。背番号5番。手足が長く、見た目以上に守備範囲が広い。捕まえた敵を逃さないさまは、まるで蟻地獄。
ナミバ・ミブ
声 - 戸松遥
ポジションはDF。背番号6番。カゼルマを兄のように慕うディフェンダー。俊敏な動きで敵を翻弄してボールを奪う。
ガラ・ハリザ
声 - 岡林史泰
ポジションはFW。背番号8番。非常に好戦的だが強い者への憧れが強く、いつも誰かの後をついてまわる子分タイプ。
ザバ・ハーラー
声 - 田尻浩章
ポジションはFW。背番号9番（ギャラクシーイレブンでは24番）。自分で何かを考えて行動するのが苦手。的確な指示をくれる相手を探している。
必殺技は「ディグスルー」。
ゲーム版ではソウル「グーマ」の使い手となっている。
シャル・キーヤー
声 - 佐藤健輔
ポジションはFW。背番号10番。カゼルマの親友でよき相談相手でもある。血気盛んなフォワード陣を陰で支えている。
アッカー・タマル
声 - 大原崇
ポジションはFW。背番号11番。血色の目を持つ珍しい少数民族の末裔で身体能力はチーム内でも群を抜いている。
レギ・スタニン
声 - 代永翼
ポジションはDF。背番号12番（元々は4番）。頭の硬さならサンドリアスイレブン随一。岩のような額からのヘディングは驚異的。
途中退場したバルガの代わりに出場した。
ズンダル・ザンド
サンドリアスイレブンの監督を務める壮年の男。経験を活かした底堅い采配を得意としている。

#### サンドリアスイレブンの関係者
アクラ・ニヤート
声 - 野島裕史
シャウラ・ドクバール
声 - 高垣彩陽
ジャバト・グラフィス
レサト・ハリド
カラブ・タンレス

### サザナーライレブン
グランドセレスタ・ギャラクシー本戦2回戦で戦う惑星にあるチーム。銀河座標は5867 3071。水の惑星で水の中に街がある。重力は地球に比べると極めて重く、ループパスが全くできないほど。原住民は心の形"アズル"を見ることができ、相手の考えを読むことができる。その為サザナーラ人同士では嘘をつけないため自分の心を曝け出した腹黒い一面を持つ者が多い。また、女性優位の社会であり、女性の方が地位が高いほか家事は一般に男性が担当している。
ポワイ・ピチョリ
声 - 折笠富美子
サザナーライレブンのキャプテン。女の子。ポジションはMF。背番号5番（ギャラクシーイレブンでは15番）。
見た目とは裏腹に相手の心を揺るがし、仲たがいさせる黒い一面を持つ。天馬達地球人がアズルを見ることが出来ないのをいいことに瞬木の取り繕った表装を徹底的に責めて正体を暴き、信頼関係を崩して天馬のアズルを壊そうと画策したが、天馬が瞬木の心の闇すら受け入れてしまったために、瞬木のダークサイドを覚醒させてしまう。結果、瞬木の邪悪なアズルに自分たちの精神が侵されて逆転敗北を喫した。
ゲーム版ではソウル「ドルファヌス」の使い手となっている。
ヒラリ・フレイル
ファラム・オービアスから派遣された助っ人の女性。ポジションはMF。背番号7番。詳しくはファラム・ディーテを参照。
ヴァン・タレル
声 - 泰勇気 / 古島清孝（ゲーム版）
ポジションはGK。背番号1番（ギャラクシーイレブンでは26番）。ポワイ率いる女子陣の言うことであればどんなに難しい命令であれ忠実に従う。
必殺技は「アクアブレス」。
ゲーム版ではソウル「デルピヌス」の使い手となっている。
ネス・ビーチャ
声 - 戸松遥
ポジションはDF。背番号2番。選手だがマネージャーの仕事もしている。趣味は家事全般で、特に掃除の腕は一流。
必殺技は「ウォーターフォール」。
ガリラ・ザブ
声 - 岡林史泰
ポジションはDF。背番号3番。些細な部分まで気になってしまう性格。紳士的な口調でズバズバと指摘をする。
ウルミ・チャププ
声 - 悠木碧
女の子。ポジションはMF。背番号4番（ギャラクシーイレブンでは25番）。いつもポワイと一緒に遊んでいる好奇心旺盛で楽しいことが大好きな少女。
ゲーム版ではソウル「ドルファヌス」の使い手となっている。
カピス・タマル
声 - 斎賀みつき
女の子。ポジションはMF。背番号6番。口数が少なく気が強そうだが、実はチームで一番の寂しがり屋。
チュルカ・ポッタ
声 - 佐々木日菜子 / ゆりん（ゲーム版）
女の子。ポジションはMF。背番号8番。オシャレに対するこだわりが人一倍強く、内心自分が一番かわいいと思っている。
バトゥル・ドボ
声 - 勝杏里
ポジションはFW。背番号9番。その容姿からファンの女の子が多いのだが、実際はチュルカの尻に敷かれている状態。
セバン・バシャ
声 - 鈴木達央
ポジションはFW。背番号10番。他人のアズルが見えているはずなのに冗談や嘘を信じ込んでしまう純粋な性格。
必殺技は「バブルボイル」。
ヴァルハ・ポロポ
声 - 小西克幸 / 江口拓也（ゲーム版）
ポジションはFW。背番号11番。チームの力仕事を一手に引き受ける力持ち。ウルミによく踏み台がわりにされている。
サラマ・サラサ
声 - 高垣彩陽
女の子。ポジションはMF。背番号12番（元々は7番）。少し不愛想だが人の話を聞くのが上手で、何かと人生相談を受けることが多い。
同点にされた後ヒラリに精気を吸われヒラリと交代でベンチに。
ポルコ・ウミール
声 - 古島清孝
サザナーライレブンの監督を務める男性。敵の盲点を突くような心理戦を得意とする。

#### サザナーライレブンの関係者
グラーミ・アナバース
声 - 泰勇気
テトラ・カラシナ
声 - ゆりん
グッピィ・メディカ
リドラス・ナーズ
ディカス・シクリッド

### ガードンイレブン
グランドセレスタ・ギャラクシー本戦3回戦で戦う惑星にあるチーム。火の惑星で、惑星一帯が火山地帯となっている。原住民は鳥人のような姿をしており、翼を機械の腕にして高い能力を得た機械推進派である西の種族と機械否定派の東の種族が対立している。ガードンイレブンは西の種族で構成されている。重力は若干地球より重い他、スタジアムでは地熱がコートの周りを熱風として噴出するため、ボールがコートの外に出ないようになっている。
アルベガ・ゴードン
声 - 高口公介
ガードンイレブンのキャプテンで西の種族の族長。イヌワシの頭を持つ。ポジションはGK/DF。背番号1番（ギャラクシーイレブンでは12番）。勝利によって機械推進派の主張が正しいと証明しようとしている。
右眼のスコープで分析し細かい指示をチームメイトに出す。機械化した自身の肉体に絶対の自信を持ち、機械の腕を自身の進化の象徴だと信じている。そのため古き力のソウルを否定していたが、ロダンに去り際に発射された火山弾を防ぐ際にソウルが覚醒した。自身の捨て去ったはずの旧世代の力を自分が使ってしまったことに戸惑い、その隙を突かれてアースイレブンに逆転されてしまう。敗北した失意の中、父親であるログロスと再会し人を信じること、希望を見つめ続けることなどを諭されログロスと和解し、天馬たちの言う銀河を救う方法に懸けてガードンの秘宝である紅蓮の炎石を天馬に託した。
アルベガのソウル
ゴウリュウ
キーパー型ソウル。
ロダン・ガスグス
ファラム・オービアスから派遣された助っ人。ポジションはFW/MF。背番号10番。詳しくはファラム・ディーテを参照。
マヨン・クレステ
声 - 遠藤綾
女の子。ワタリガラスの頭を持つ。ポジションはDF。背番号2番（ギャラクシーイレブンでは27番）。アルベガの幼馴染で同時期に翼を捨てた。二人の過去は他のメンバーでも触れられない。
ゲーム版ではソウル「ガリュウ」の使い手となっている。
メラピル・セクレタ
声 - 泰勇気
ヘビクイワシの頭を持つ。ポジションはDF。背番号3番。新しいモノ好きで、メンバー内で最初に翼を捨てて機械の腕を手に入れた人物。
ゲーム版ではソウル「ガリュウ」の使い手となっている。
ミスティ・オール
声 - 悠木碧
女の子。フクロウの頭を持つ。ポジションはDF。背番号4番。音を立てずに敵に近づきボールを奪う名人。普段から静かで、チーム内でも影が薄い。
ネバド・コンダルム
声 - 小西克幸
コンドルの頭を持つ。ポジションはMF。背番号5番。ガードンイレブンの中で最もアツい男。仲良くなるとかなり暑苦しく接してくる。
エトゥナ・ホルク
声 - 高垣彩陽
女の子。鷹の頭を持つ。ポジションはMF。背番号6番。ガードン中を虜にしたキュートな女性選手。外見だけでなく確かな実力も人気の秘密。
必殺技は「マグマカーペット」。
プロモ・シュービル
声 - 野島裕史
ハシビロコウの頭を持つ。ポジションはMF。背番号7番。エトゥナにひそかな恋心を抱いている選手。彼女にいいところを見せようと張り切る。
コトパク・ジャリガー
声 - 勝杏里
セキセイインコの頭を持つ。ポジションはFW。背番号8番。ガードン人の美的感覚からいうとイケメン。幅広い層から人気があるヒーロー選手。
ヴェス・ホーネ
声 - 岡林史泰
ミミズクの頭を持つ。ポジションはFW。背番号9番。アルベガを心から尊敬している彼の右腕。長老とも親交があり気苦労が絶えない。
必殺技は「カザンガン」。
ニーラ・フェズン
声 - 田尻浩章
キジの頭を持つ。ポジションはFW。背番号11番。アルベガとは宿命のライバルであるが、星の危機を前に一時休戦し手を組んだ。
タール・パラキー
声 - 佐藤健輔
パラキートの頭を持つ。ポジションはFW。背番号12番（元々は10番）。ネバドと仲が良くいつも彼の隣にいるが、いったい何を考えているのか誰も知らない。
下げられたロダンの代わりに途中出場した。
カルデラ・ドーン
声 - 鈴木達央
ガードンイレブンの監督を務めるサングラスを掛けた男性。実践的な作戦を次から次へと繰り出す。
助っ人にあまり好意的ではなく、卑怯な行動に走ったロダンをフィールドから引っ込めた。

#### ガードンイレブンの関係者
ログロス・ゴードン
声 - 園部啓一
東の種族の族長でアルベガの父親。ロダンの罠によって危機に瀕した神童と井吹を助け保護し、ソウル覚醒へのきっかけを与えた。
自身の言葉を信じた神童を信じアースイレブンに赤い石「紅蓮の炎石」を託す事にした。

### ラトニークイレブン
グランドセレスタ・ギャラクシー本戦準決勝で戦う惑星にあるチーム。緑の惑星で、大樹の密林の上で昆虫から進化した人類が自然と共生しながら暮らしている。他の対戦相手の惑星と異なり、最初から友好的にアースイレブンを歓迎する。原住民たちは昆虫を起源とする驚異の身体能力を有するが、反面寿命は短く、平均寿命は一か月。長いものでも一年、早ければ一週間でその一生を終える。しかしラトニークではそれが普通であるので原住民たちは死に対してドライであり感傷に浸る地球人の感覚は理解できないらしい。重力は非常に軽く、バウンドでボールが跳ね上がってしまうためトラップミスを起こしやすい。
バンダ・コローギュ
声 - 金野潤
ポジションはMF。背番号7番。コオロギのような姿を持つ。
ラトニークイレブンのムードメーカー。好奇心旺盛で類い稀な身体能力の持ち主。人懐っこく友好的で、天馬たちにラトニークの案内役を自ら買って出る。その後親睦を深めるために行ったサッカーバトルでは持ち前の驚異的な体力を発揮した。その後アースイレブンがマドワシソウに捕食されそうになっていた所を助ける。
ラトニークイレブンには入ったばかりだが、寿命が迫っており、ラトニークイレブンとして最初で最後となるアースイレブンとの試合で活躍して輝くことで、生きた証を残すことを九坂に誓う。
輝く事だけに精一杯になりすぎていたが、九坂の闘志溢れるプレーにより全力を出し今を大事に生きる事だと気付き、試合終盤に必殺技でチームのピンチを救った後に寿命が尽き生涯を終える。
必殺技は「テンタクルホールド」。
ゲーム版ではソウル「グスフィー」の使い手となっている。
リュゲル・バラン
ファラム・オービアスから派遣された助っ人の一人。ポジションはFW。背番号10番。詳しくはファラム・ディーテを参照。
ガンダレス・バラン
ファラム・オービアスから派遣された助っ人の一人。ポジションはFW。背番号11番。詳しくはファラム・ディーテを参照。
スタッグ・クワッタ
声 - 津田健次郎
ラトニークイレブンのキャプテン。ポジションはMF。背番号9番（ギャラクシーイレブンでは17番）。クワガタのような姿を持つ。ラトニークイレブンの最年長で、ラトニーク人にしてはかなりの長寿である。
必殺技は「マッシュルームホップ」。
スタッグのソウル
グスフィー
オフェンス型ソウル。
ロンガ・カミキュラ
声 - 泰勇気
ポジションはGK。背番号1番（ギャラクシーイレブンでは28番）。カミキリムシのような姿を持つ。目立った特徴が無い反面弱点もない選手。キャプテンのスタッグからの信頼も厚い。
必殺技は「ビッグマウス」。
ゲーム版ではソウル「モスフィー」の使い手となっている。
ドロン・ナブーン
声 - 岩崎了
ポジションはDF。背番号2番。カナブンのような姿を持つ。全身が鎧のように強固なディフェンダー。並大抵のタックルでは何も感じないという。
モス・ガー
声 - 小西克幸
ポジションはDF。背番号3番。ガのような姿を持つ。動くたび光る鱗粉を辺りにまき散らす。特に害はないがちょっと面倒くさい。
アントワ・アーリィ
声 - 遠藤綾
女の子。ポジションはMF。背番号4番。アリのような姿を持つ。小柄だが信じられないほどの怪力の持ち主。しかも頑張り屋なので敵にすると厄介。
ティス・カーマ
声 - 悠木碧
女の子。ポジションはMF。背番号5番。カマキリのような姿を持つ。ジュウロ村で名を馳せる凄腕のハンター。サッカー経験は浅いが潜在能力は高い。
パタフ・チョチョ
声 - 戸松遥
女の子。ポジションはMF。背番号6番。チョウのような姿を持つ。最近までサナギだったが、羽化することで爆発的に能力が向上した今が旬の選手。
ホッパー・バタ
声 - 野島裕史
ポジションはMF。背番号8番。バッタのような姿を持つ。持ち前の脚力で垂直跳びで5メートル、走り幅跳びで15メートルもジャンプする。
ゲーム版ではソウル「グスフィー」の使い手となっている。
ローカス・イナグス
声 - 吉野裕行
ポジションはFW。背番号12番（元々は11番）。イナゴのような姿を持つ。スタッグとは幼馴染で共に戦った仲間。
撤退したバラン兄弟に代わって後半戦から途中出場した。
ゲームではサッカー経験の浅いティスに必殺技の指導をしており、天馬たちとのサッカーバトルにおいてティスに伝授した必殺技の成功を見届けると、自らの役目を果たしその一生を終えた。
ゲーム版ではソウル「グスフィー」の使い手となっている。
ホネット・ハーチャ
声 - 小林ゆう
女の子。ポジションはFW。背番号13番（元々は10番）。スズメバチのような姿を持つ。ラトニークイレブンの冷静なストライカー。どんな状況でも落ち着いて敵の急所を刺す。
撤退したバラン兄弟に代わって後半戦から途中出場した。
ゲームでは試合後半に寿命が尽きて死亡したバンダと交代して出場するが、バンダの死を悼む九坂たちの気持ちが理解できず怪訝そうな様子を見せる。
ターラン・チュラクモ
声 - 鈴木達央
ポジションはFW。背番号14番。タランチュラのような姿を持つ。寿命が尽きたバンダに変わり途中出場する。
ゲームではラトニークイレブンのメンバーではなく、サッカーバトルで登場するスカウトキャラの一人である。
コメッキー・ショリョウ
声 - 古島清孝
ポジションはFW。背番号15番。コメツキムシのような姿を持つ。アースイレブンとの合同練習中にティスに技術を伝授する役目を果たすと、寿命が尽きその一生を終えた。
ゲームではラトニークイレブンのメンバーではなく、サッカーバトルで登場するスカウトキャラの一人である。
バンダ・コローギュJr.
声 - 山崎たくみ / 金野潤（アニメ版）
通称「ジュニア」。ポジションはMF。ギャラクシーイレブンでは背番号21番。コオロギのような姿を持つ。
バンダの息子。アースイレブンの危機に駆けつけ、ギャラクシーイレブンの一員として加入。
ジュニアのソウル
グスフィー
オフェンス型ソウル。
シムール・フェロモナ
声 - 根本圭子
ラトニークイレブンの監督を務める女性。選手の個性を重視し能力を引き出すのが得意。
アースイレブンや助っ人のバラン兄弟に対し友好的に歓迎した。

### ファラム・オービアス
宇宙でも最高の軍事力と英知を兼ね備えた惑星国家。その質量は地球の50倍にもなる。重力は地球と同等だが地球よりも選手やボールの速度が速い他、地球よりも空気抵抗が小さいのか蹴ったボールがスピードを維持したままほとんど減速しない。ブラックホールの出現により滅亡の危機に瀕しているが住民は自分たちが勝ち残ることがさも当然だと思っており、星の滅亡に対する恐怖心は薄い。貧富の差が激しく、惑星上層にある赫々たる王宮の裏で惑星下層にはスラム街が蔓延っている。ファラム人に求められるものは強いリーダーシップであるらしく、国民レベルで潜在的な支配欲が高い種族でもある。

#### ファラム・ディーテ
剣城 京介
ファラム・ディーテのキャプテン。ポジションはFW。背番号10番。詳細は雷門中サッカー部を参照。
バルガ・ザックス
声 - 岩崎了
紫天王の怪力担当で、ポジションはDF。背番号3番（ギャラクシーイレブンでは13番）。
何事も力任せに解決しようとする強引な性格で、比喩表現を用いた詩的な言い回しが特徴。サンドリアスに派遣される。
あらゆる手段を使ってでも力尽くで勝利を手に入れなければならないという信条を持ち、どんなに卑怯な手段でも最後に勝利すれば正義であると思っている。その為、惑星の命運と自らの誇りを天秤にかけるカゼルマを甘いと一蹴し、力によりチームの一部のメンバーを従えて荒っぽいプレーを繰り返しながら残りのメンバーにも自分に従うように指示していたが、天馬を庇ったカゼルマの見せたサンドリアスの誇りを目の当たりにしたメンバーが、自分たちの誇りを思い出し、自分のやり方に従っていたメンバーからも相手にされなくなり、途中退場した。決勝では、ファラム・ディーテの選手として出場するも、再び敗北する事になった。
必殺技は「ロックハンマー」。
バルガのソウル
ガンドラン
ディフェンス型ソウル。
ヒラリ・フレイル
声 - 小林ゆう
紫天王の紅一点で、ポジションはMF。背番号6番（ギャラクシーイレブンでは16番）。
女王様気質で妖艶な仕草が目立つサディスト。水を自在に操る能力を持つほか、長い髪の毛は相手の精気を吸い取ることができる。サザナーラに派遣される。
ポワイ曰く、刺々しく醜いアズルを持っているらしく、サザナーライレブンとの関係は険悪。その為スタメンに入れられずベンチから試合を観戦する事になったが、瞬木の覚醒で劣勢になった事に痺れを切らし、自分に楯突いたサラサの生気を吸い衰弱させることで強引に交代枠を空けて出場するが、皆帆の奇策により混乱状態に陥ったサザナーライレブンを御しきれずに敗北され、そのまま退場した。決勝では、ファラム・ディーテの選手として出場するも、再び敗北する事になった。
ゲーム版では、皆帆の奇策の内容が異なっており、瞬木からオバサンと罵倒されたことで激怒し罵詈雑言の応酬が繰り広げられ、瞬木の邪悪なアズルと自分の刺々しいアズルが増幅し合いサザナーライレブンを苦しめることとなった。
必殺技は「ジャックナイフ」。
ヒラリのソウル
フェニキアス
オフェンス型ソウル。
ロダン・ガスクス
声 - 藤村歩
紫天王の頭脳担当で、ポジションはFW/MF。背番号11番（元々は10番で、ギャラクシーイレブンでは19番）。
飄々としていながら陰湿で、どこか他人を見下した物言いをする。ガードンに派遣される。
見た目は小柄ながら知略に優れ、様々な秘策を繰り出してくる。しかし目的の為ならば手段を選ばない姑息な一面を持ち、命が奪われてもおかしくないような卑劣な罠でアースイレブンを陥れる。
試合後半にて全員攻撃をさせた隙に火山弾を撃ち込みアースイレブンを潰そうとしたが、ログロスから神童への忠告により失敗し、フィールドから下げられた。アースイレブンを敗北させるというファラム・オービアスの意志よりも、ドノルゼンから評価され自分の地位や名声をより高める事に執心しており、放逐された事で自分にとって何の価値も生み出さなくなった試合など滅茶苦茶になればいいと、一発目よりも大規模な火山弾の追撃を加えてガードンを後にした。決勝では、ファラム・ディーテの選手として出場するも、再び敗北する事になった。
必殺技は「カザンライ」。
ロダンのソウル
ドルーガ
シュート型ソウル。
リュゲル・バラン
声 - ランズベリー・アーサー
紫天王のリーダーで、ポジションはFW。背番号9番（ギャラクシーイレブンでは23番）。
ナルシストな性格で博識ぶっている自信家であるが、言動は非常に雑駁としている。ガンダレスと共にラトニークに派遣される。
紫天王のリーダーを自称しており、見当外れなことを言っては、それを真に受け自分を喝采する弟のガンダレスを得意げに窘めている。そんなナルシストな第一印象とは裏腹に、弟のガンダレスとの連携は驚異的。ガンダレスと共にガードンを訪れ、アースイレブン対ガードンイレブンの試合の様子を見物する。
今までの紫天王と比べると、ガンダレスと並んで非常にコメディリリーフなキャラクターであり、助っ人であるにもかかわらずラトニークの所在及びラトニークイレブンのいる場所を知らなかったり、余計な憶測で行動した結果マドワシソウに捕食されそうになったりするなど、あらゆる行動が裏目に出ている。試合中はガンダレスと驚異的なスピードで攻め込むが、皆帆の必殺技「あそこにUFO」に三度に渡って騙され続け、結局虚仮にされて前半終了前に撤退した。決勝では、ファラム・ディーテの選手として出場するも、再び敗北する事になった。
必殺技は「スクリーム・オブ・エデン」（ガンダレス）、「皇帝ペンギン2号」（黒岩、ガンダレス）。
リュゲルのソウル
ペリオン
シュート型ソウル。
ガンダレス・バラン
声 - 興津和幸
紫天王のサブリーダーで、ポジションはFW。背番号8番（ギャラクシーイレブンでは22番）。
純粋で素直だが常に矯激で、言動は激越している。リュゲルと共にラトニークに派遣される。
リュゲルの弟で、リュゲルのことを心の底から欽慕しており、同時に彼を天才だと思い込んでいる。それ故、リュゲルの言動を何でも鵜呑みにしてしまい、地球人を倒す最高の作戦は「無策」だとリュゲルに教えられても手放しに絶賛している。
ラトニークへの助っ人参加の際は、リュゲルの言うがままに共に行動した結果散々な目に遭っており、流石にリュゲルを信頼し切れなくなったのか不安げな声を上げるときもある。試合中はリュゲルと驚異的なスピードで攻め込むが、皆帆の必殺技「あそこにUFO」に三度に渡って騙され続け、結局虚仮にされて前半終了前に撤退した。決勝では、ファラム・ディーテの選手として出場するも、再び敗北する事になった。
必殺技は「スクリーム・オブ・エデン」（リュゲル）、「皇帝ペンギン2号」（黒岩、リュゲル）。
ガンダレスのソウル
ベリオン
シュート型ソウル。
アルゴ・バージェス
声 - 佐藤健輔
ポジションはGK。背番号1番。ファラム・ディーテの守護神と呼ばれる存在感溢れる凄腕のゴールキーパー。
必殺技は「リバウンドレイヤー」。
ゲーム版ではソウル「アンギドラ」の使い手となっている。
キセノ・ヴォルフ
声 - 金野潤、鈴木達央（アニメ版）
ポジションはDF。背番号2番。髪型や言動などいろいろ工夫しているが、チーム内で今一つ目立てないのが悩み。
必殺技は「ステルスウォーク」。
ラドン・モーム
声 - 吉野裕行、泰勇気（アニメ版）
ポジションはDF。背番号4番。前髪のせいでほとんど前が見えていないが、聴覚と角のような感覚器で把握している。
セレン・メルヴィル
声 - 遠藤綾、高垣彩陽（アニメ版）
女の子。ポジションはMF。背番号5番。料理をするのが好きで、試合や練習の日はメンバー全員にお弁当を作ってきてくれる。
必殺技は「インジェクション」。
ネオル・ロッツ
声 - 悠木碧、戸松遥（アニメ版）
女の子。ポジションはMF。背番号7番。とにかく楽しく生きることがモットーで地球人との試合も遊びの延長だと思っている。
必殺技は「ホログラムロック」。
サルファー・バーグ
声 - 代永翼
ポジションはFW/MF。背番号12番（元々は11番）。澄ました顔をしているが超が付くほど負けず嫌い。紫天王の座を虎視眈々と狙っている。
黒岩 流星
ファラム・ディーテの監督兼選手。ポジションはMF/FW。背番号96番。
必殺技は「ファイアトルネード」、「皇帝ペンギン2号」（リュゲル、ガンダレス）。

#### ファラム王宮
ララヤ・オビエス
声 - 高垣彩陽
惑星ファラム・オービアスの女帝。一人称は「わらわ」。前王である父はアクロウス。「ララヤ」とは古代ファラム語で《幸福》を意味するとのこと。彼女の星には未来を脅かすとされる青い星の者（地球人）の伝説があるが、あまり信じていない様子。映像で見た地球人である剣城に父の面影を感じて興味を抱き、彼を自分の夫にしてファラム・オービアスの王になってもらう為に側近であるミネルに彼を連れて来るように命じた。
当初は自身の星は良いものであると信じていたのだが、星の街の様子を見てきた剣城に連れられて街を見に行った際には、民達は贅沢な暮らしを保ちたい上級貴族達によって財産を奪われて家を失い貧しい暮らしを強いられる者達が多く、街の人々も誰一人笑っているものがいないという実態を知り、ショックを受けることになる。
その後、彼女から王位を奪うべく殺そうと企むドノルゼンによって一度は剣城と共に閉じ込められてしまうもミネルに救出された。しかし、虐げられた庶民や腐敗した王宮の現状から、ファラム・オービアスは滅ぶべき星だと塞ぎこんでしまう。一度は試合を棄権することも考えたが、黒いピクシー（アクロウス）と邂逅した剣城からの助言により立ち直り、女王として星の運命を背負う覚悟を決め決勝戦に臨むファラム・ディーテを激励し、剣城やアクロウス、紫天王たちから女王として成長したことを賛辞された。
ミネル・エイバ
声 - 佐藤健輔
ララヤの側近。地球人を自身の星の未来を脅かすものとして排除しようとする。前々王イレイドの時代から王宮に仕えている重鎮でもあり、その思想はアクロウスと同じく和平を重んじる。その為、ララヤやアクロウスに忠誠心を抱いており、閉じ込められてしまったララヤを救出した。
黒いピクシー
声 - 悠木碧
ララヤの傍に現れた謎の生物。姿は天馬の前に現れたピクシーと似ているが、目が赤く体色が黒い。
グランドセレスタ・ギャラクシー決勝当日、ララヤの背後にこっそりと現れ彼女の動向を見守り、ララヤが女王として成長した所を見届け、最早自分が心配する必要が無いと安心した。イクサルフリートとの戦いではベルセルクレイからアースイレブンを助けるべく、白いピクシー（サージェス）と共にフィールドに現れ力を使いベルセルクレイを消滅させた。
アクロウス・オビエス
声 - 花田光 / 浅利遼太（幼少期）
ララヤの父で、ファラム・オービアスの先代王。既に宇宙船の事故により故人となっているが、強い魂を持っていたためピクシーとして転生しララヤを見守ってきた。ファラム・オービアスを救うため、剣城にあることを伝える。ゲーム版では外見年齢が15歳ほどの姿で登場する。
生前から心優しい少年で、先王イレイドの対外姿勢に疑問を抱いていた。そしてイレイドが他惑星を侵略するために一艦隊を丸々囮にしたり、自らの妃さえも犠牲にすることを厭わない態度に出たため反発し、互いの思想を否定しあううちに斬り合いになり父を転落死させてしまう。そして、摩天楼の底に落下していく父を見つめながら、自分は父とは違う王になると決意し和平を重んじる王になった。後にララヤが生まれるが、仕事の多忙さと穏健路線に不満を抱くドノルゼンを中心とした王宮中枢の人間から命を狙われることとなり、ララヤに構うことが出来なくなる。そして自分を嫌いになったと誤解し王宮を抜け出してしまったララヤを見つけ、ララヤを叱責しながらも自らの父としての在り方も反省しこれからはずっと一緒にいると約束し、仕事の為宇宙船でファラム・オービアスを発つが、ララヤとの約束は果たされることなく命を落とすことになる。
ゲーム版ではソウル「ドラグノヴァ」の使い手となっている。
イレイド・オビエス
声 - 稲田徹
アクロウスの父で、ララヤの祖父にあたるファラム・オービアス前々王。強硬な侵略思想と勝利する為ならばどんな犠牲をも厭わない非情な性格で、他惑星を次々と征服していきファラム・オービアス王の中でも歴代最強の王として畏れられた人物。ドノルゼン達からは絶大な支持を受けたが、アクロウスからは戦争に憑りつかれていると辟易されていた。ミネルの話によればイクサルへの侵攻はイレイドの代に起こった事とされている。
ルーザ・ドノルゼン
声 - 美名
まだ政権を揮う能力のないララヤの代わりにファラム・オービアスを事実的に統治している執政官の老婆。先王アクロウスの思想を受け継ぎ他惑星との和平を重んじるララヤとは異なり、星々を征服し支配する強硬路線を推し進めている。また、上級階級の贅沢な暮らしを維持するために庶民には重税を課し、ブラックホールからの脱出艇にも乗船料を課しており、金のないスラム街の貧民層は置き去りにしても構わないという考えで、他の政権中枢関係者共々精魂の腐敗しきった人物。
ララヤの事はお飾りの王女程度にしか思っておらず、彼女のワガママには嫌気がさしており、剣城に真実を知らされたことでいよいよ扱いづらくなった事もあり、実権を完全に奪い取るために公には病に伏したという事にして監禁しそのまま餓死させようと画策する。
アニメ版では省略されたが、ララヤ幽閉後、ララヤに忠誠を誓う王宮関係者に対する粛清を自分の部下たちに命ずるが、ピクシー（アクロウス）の手引きで未然に危機を逃れる事ができたミネルによって阻止され投獄された。

#### スーパーノヴァ
色んな惑星からスカウトした選手で構成されている『スーパーノヴァ』限定のチーム。アニメ版には未登場。
アクロウス・オビエス
スーパーノヴァのキャプテンで、スペースランカーズのキャプテン。ポジションはFW。背番号11番。詳細はファラム王宮を参照。
アシュビナ・バラニー
女の子で、ポジションはGK。スペースランカーズの一員で、背番号1番。巨大怪獣が支配する星で育った狩猟民族。15mを超える巨獣を一人で狩るという。
ゲーム版ではソウル「サラナージャ」の使い手となっている。
アパス・ムーラン
ポジションはDF。スペースランカーズの一員で、背番号3番（スペースランカーズでは13番）。体毛を自由に伸縮することができる特殊能力を持つ。能力に使い道はないが、楽しいのは確かである。
ゲーム版ではソウル「ダンドール」の使い手となっている。
ソーマ・ロービィ
ポジションはDF。スペースランカーズの一員で、背番号4番（スペースランカーズでは2番）。他人の過去を見ることができるという特殊な目を持つ星からやって来た男。
ゲーム版ではソウル「ダンドール」の使い手となっている。
バガ・グーニー
ポジションはDF。スペースランカーズの一員で、背番号6番（スペースランカーズでは5番）。地球のおよそ80倍の重力が掛かる星でスカウトされた強靭な肉体を持つ選手。
ゲーム版ではソウル「ブラキアス」の使い手となっている。
インドラ・ヴァーユ
ポジションはMF。スペースランカーズの一員で、背番号8番。昼は火の玉が降り、夜は氷のつららが降る異常な温度差の星で育った全天候型選手。
ゲーム版ではソウル「ヴァイラース」の使い手となっている。
ミトラ・ジェシュウ
ポジションはFW/MF。スペースランカーズの一員で、背番号9番（スペースランカーズでは16番）。ラトニーク人だが、不老不死の特異体質を持つ。昆虫の身体能力と無限の経験で敵を討つ。
ゲーム版ではソウル「ヴァイラース」の使い手となっている。
アシュレー・サルパラ
女の子で、ポジションはFW/MF。スペースランカーズの一員で、背番号10番（スペースランカーズでは15番）。8万個もの眼が集合した非常識な複眼と優れた触角を持つ敏感なプレイヤー。
ゲーム版ではソウル「ブラキアス」の使い手となっている。
ハスター・サビタル
ポジションはDF。背番号2番。高濃度のガスが充満する過酷な環境の星でアクロウスと出会い、スカウトされた男。
ゲーム版ではソウル「ダンドール」の使い手となっている。
ルドラ・アルド
ポジションはDF。背番号5番。ファラムと同等に高度な文明を持つ学者だったが、戦争に破れ軍門にくだった。
ゲーム版ではソウル「ブラキアス」の使い手となっている。
バッス・ダニッシュ
ポジションはMF。背番号7番。地表の98%が毒沼で覆われた星で生まれ、木やツタを駆使して生活している種族。
ゲーム版ではソウル「ヴァイラース」の使い手となっている。

### キエル
かつてカトラたちが住んでいた惑星で、環境が地球によく似ていた。ブラックホールによって滅亡している。
カトラ・ペイジ
声 - 上田麗奈
滅亡した惑星キエルの王女。サンドリアスとの戦いの後、他の惑星の人々に対する思いやりの心を見せた天馬を見出し、天馬ならば宇宙を救えるかもしれないと考え天馬の夢に現れる。その後も度々天馬の前に姿を現すし、銀河を救うために各惑星にある光る石を集めるように天馬に伝えた。
惑星崩壊と共に死んだと思われていたが直前にオズロックに救出されており、彼の野望の為コズミック粒子砲の製作の為捕らわれるも、オズロックは野望の前にブラックホールを破壊する事を約束してくれたので、多くの命を助ける為彼に協力していた。そしてオズロックによりミスリルストーンと共に拉致されてきたポトムリに対して、例え誰かに支配されることになろうとも宇宙を救えるならば構わないと協力を拒む彼を説得する。そしてグランドセレスタ・ギャラクシー決勝において天馬たちの戦いを見届け、試合終了後に宇宙を救う手筈が整ったことを公表する。ブラックホールを消滅させた後ならば世界が誰に支配されようと幾多の人々が住む惑星を失わなくて済むならば仕方ないとは考えていたが、コズミックプラズマ粒子砲を兵器として保持し、ファラム・オービアスをそのままブラックホールに消滅させようとするオズロックに対して約束が違うと抗議するが、オズロックに白を切られ苦悶する事になってしまう。
白いピクシー
声 - 北原沙弥香
天馬の夢の中に現れた謎の生物だったが、目を覚ました天馬の目の前に現れる。皆帆によって名付けられた。
偽の剣城によってみのりが攫われた際に共にテレポートでオズロック達の宇宙船であるスティンガーウィングに潜り込み、以後カトラと行動を共にし、グランドセレスタ・ギャラクシー決勝前に再び天馬の前に姿を現し本来の姿で天馬にカトラの願いを告げた。イクサルフリートとの戦いではベルセルクレイからアースイレブンを助けるべく、黒いピクシー（アクロウス）と共にフィールドに現れ力を使いベルセルクレイを消滅させた。
サージェス・ルーグ
声 - 小西克幸
金髪碧眼の青年騎士で、ピクシーの本来の姿であり惑星キエルの住人でもある。気さくな熱血漢で求心力がある人柄。既に故人だが、強い魂を持ったためにピクシーという実体の姿を得るに至ったのだという。カトラの願いを叶えるために天馬に協力していた。
生前は農民の出身で、騎士団の入団試験を兼ねた剣術大会にて角のある甲冑を付けていたため《ウシ頭のサージェス》の名で呼ばれていた。大会の決勝において劣勢に追い込まれ、勝利を諦めかけた時に幼少のカトラに励まされ、その人柄に惚れ込み逆転勝利して騎士団に入団する。騎士団に入団してからは、農民出身という事もあり最初は疎まれていたが、その人柄や実力で周囲と打ち解け、数年のうちに騎士団長に上り詰め《1000人斬りのサージェス》の異名を持つようになる。しかし、ある時に敵国の罠にはまり、味方殺しの汚名を着せられ、カトラの弁護も空しく国外追放されてしまう。それから数年後、その敵国の残党による内乱が勃発しカトラの命が狙われ、カトラの自分を呼ぶ声を聴き王宮に舞い戻る。そして敵軍を言葉によって説得し、無用な血を流すことなく戦いを収めた事で自らの汚名をそそぐ。しかし、カトラを庇った際に受けた傷が致命傷となり、自らを讃える歓声の中その場に倒れ伏し息絶えた。
ゲーム版ではソウル「グリフバーン」の使い手となっている。

#### ビッグバン
キエルの騎士団を中心に構成されている『ビッグバン』限定のチーム。アニメ版には未登場。
サージェス・ルーグ
ビッグバンのキャプテンで、スペースランカーズの一員。ポジションはFW。背番号10番。詳細はキエルを参照。
ストレム・グーザー
ポジションはGK。スペースランカーズの一員で、背番号1番（スペースランカーズでは12番）。豪腕の斧使いで一対一の戦いであれば、サージェスとも互角に渡り合える実力者。
ゲーム版ではソウル「マグナタス」の使い手となっている。
フォウ・チューダス
ポジションはDF。スペースランカーズの一員で、背番号2番（スペースランカーズでは4番）。騎士団では偵察や陽動作戦が得意だった。その広い視野と脚力はサッカーでも活きる。
ゲーム版ではソウル「ユニヴォルト」の使い手となっている。
バンバロス・タワー
声 - 岩崎了
ポジションはDF。スペースランカーズの一員で、背番号4番（スペースランカーズでは6番）。先代王の頃から国を守ってきた元騎士団長。サージェスの力を認め、団長の座を譲った。
ゲーム版ではソウル「フレイミー」の使い手となっている。
ザータン・ワールダー
ポジションはDF。スペースランカーズの一員で、背番号5番（スペースランカーズでは14番）。王国の重装騎兵隊を率いていた守の要。バンバロスと共に戦い続けた歴戦の勇士。
ゲーム版ではソウル「フレイミー」の使い手となっている。
マジソン・バラーダ
ポジションはDF/MF。スペースランカーズの一員で、背番号7番（スペースランカーズでは3番）。騎士団の参謀として活躍した天才軍師。サージェスの力を見抜き起用した人物。
ゲーム版ではソウル「ユニヴォルト」の使い手となっている。
バインド・ハーミット
ポジションはMF。スペースランカーズの一員で、背番号8番（スペースランカーズでは9番）。サージェスの死を予言していた星占術師。サージェスを守れなかった事を悔いている。
ゲーム版ではソウル「ゴライガー」の使い手となっている。
ジョッス・フール
ポジションはFW/MF。スペースランカーズの一員で、背番号11番（スペースランカーズでは7番）。誰よりも早く敵陣に飛び込む切り込み隊長。サージェスに惚れ込み、アニキと呼んでいた。
ゲーム版ではソウル「ゴライガー」の使い手となっている。
チェリオ・パルドン
声 - 高口公介
ポジションはDF。背番号3番。武闘大会決勝でサージェスに破れた戦士。翌年の大会では優勝し騎士団入りした。
ゲーム版ではソウル「フレイミー」の使い手となっている。
ザイン・ハンギング
ポジションはDF。背番号6番　王宮一の弓使いで奇襲作戦が得意だった。彼にボールが渡ったらカウンターに注意。
ゲーム版ではソウル「ユニヴォルト」の使い手となっている。
アストラ・ジャスティン
ポジションはMF。背番号9番。騎士団においてはサージェスより先輩だが、そんなことは皆とっくに忘れている。
ゲーム版ではソウル「ゴライガー」の使い手となっている。

## その他の人物
風烈 隼光（ふうれつ はやみ）
声 - 甲斐田ゆき（Webアニメ）
雷門サッカー部の新規メンバーであり、1年FW。天馬の事を知っており、彼と簡単な勝負をして親しくなる。天馬よりも早い光のようなドリブルをする。Webアニメにのみ登場。
必殺技は「疾風ダッシュ」、「ソニックショット」。
虹橋 レイン（にじはし レイン）
声 - 佐々木日菜子
天馬と葵が河川敷に来た時、ガッツらと共にサッカーをしていた少女で、雲のような髪型と虹色の帽子が特徴。女の子ながらも、男の子と互角にプレーをしていた。
アニメでは小学生であるが、ゲームでは雷門中の生徒として登場し、選手としてスカウトすることが可能。ポジションはMF。「月刊コロコロコミック」誌上において行われた、ゲームGO新キャラクターの一般募集にて採用されたキャラクターである。
必殺技は「レインボーバブルショット」。
アイアン・ガッツ
声 - 奈良徹
天馬と葵が河川敷に来た時、サッカーをしていた少年で、黒色のマスクをしているのが特徴。GKを守っていたが、自分もシュートも決めたいと飛び出し、シュートするが、ボールは見当違いの方向に飛んでいき、木に引っかける結果となった。
アニメでは小学生であるが、ゲームでは雷門中の生徒として登場し、選手としてスカウトすることが可能。ポジションはGK。「月刊コロコロコミック」誌上において行われた、ゲームGO新キャラクターの一般募集にて採用されたキャラクターである。
必殺技は「ダイナソーブレイク」。
富永 じゅん（とみなが じゅん）
声 - 藤村歩
TVアニメのオリジナルキャラクター。TV局の女子アナウンサー。フィフスセクターに勝ち、ホーリーロードを優勝した雷門イレブンの取材をしに雷門中を訪れる。
花林 杏子（はなばやし きょうこ）
声 - 北原沙弥香
現代の沖縄にある小学校の先生であり、健康的美女教師。子供たちを順番に指導してもらい、天馬に感謝する。
矢嶋 陽介（やしま ようすけ）
声 - 佐藤健輔
現代から10年前の過去の沖縄（幼い天馬が事故に遭った現場付近）にある海の家の主人で、成海という妻がいる既婚者。
「サッカーには実況が不可欠」というアルファによって目をつけられ、テンマーズの試合実況の役割を担うことになり、毎回時空を越えて強制的に試合会場に呼び出されて戸惑うものの、すぐに持たされたマイクによる催眠能力が働いて、サッカーの知識と選手データを与えられてハイテンションで実況に臨む。アルファ更迭後は実況を呼び出す必要のある試合がなかったために一先ずその役目から開放されていたが、トンガットル共和国における試合でベータに呼び出されたことを皮切りに、その後もルートエージェントたちによって度々呼び出されることになる。
その後のラグナロク編では、ラグナロクの実況も務めており、「実況に呼び出されることに慣れてきた」と言った（ゲームのみ）。全ての決着が着いて元の時代に帰還した際、それまでの度重なる呼び出しは全て一日の間に起こったものだったことが明かされており、実況時の記憶がないため店じまいの際に何故か疲れて声が嗄れ気味になっていることに首を傾げていたが、成海のキスで持ち直した。
矢嶋 成海（やしま なるみ）
声 - 佐々木日菜子
陽介の妻。エルドラドに呼び出されて姿を消す夫を勝手にいなくなったと思い怒っていた。
松居 安二郎（まつい やすじろう）
声 - 松木安太郎
FFIV2アジア地区予選大会の解説を務める、サラリーマンのような服装が特徴。
はにわーパウロ
声 - 寺崎裕香
ギャラクシー第21話にのみで、ブラックルームのプログラムが呼び出した、埴輪をモチーフとした選手。「パウロッ！」が唯一の掛け声である。ブラックルーム内に閉じ込められた鉄角と信助の前に現れ、サッカーバトルを仕掛けられた。そのシュートは信助や、実力が一段上手の井吹でさえも防げなかったが、信助のアドバイスで立ち直られ、結果シュートを止められて姿を滅した。
ポジションはDF。「月刊コロコロコミック」誌上において行われた、ゲームGO3新キャラクターの一般募集にて採用されたキャラクターである。
ダクスガン・バービュー
声 - 勝杏里
グランドセレスタ・ギャラクシーの実況を勤めるタコのような外見した宇宙人。
ゲームではビービュー、ブービュー、ベービュー、ボービューという実況仲間がいる。
ニセ剣城 / マヌーバ・ギブツ
声 - 大原崇
オズロックに雇われた異星人で報酬さえ支払えばどんな仕事でも請け負う変装の名人。本来の姿は体色が青く、頭部を覆う刺青が特徴的。誘拐する剣城の替え玉としてイシガシを介して天馬たちの下に送り込まれ、カトラと交信する天馬の様子をオズロックに諜報する。ガードン戦以降は全力で戦うようになり、ロダンの仕掛けた罠から信助を庇うなどアースイレブンを敗北させようとするファラム・オービアス側の思惑とは異なる目的で行動している。潜入時の姿は剣城とほぼ同じだが、本物と異なり目の色が紫色になっている。変装相手をデータとしてインプットしており、外面も内面問わずほぼ完璧に本人になりきることができ、アースイレブンのメンバーもほぼ全員騙すことができているが、地球人の価値観が分からなかったり任務に対する嫌気から素の性格が出てしまう事があり、好葉には疑われている。また、データ以上のスペックを発揮できないことからガードン戦でアルベガに失望されており、ゲーム版ではイナリンクにおいて白竜に偽物だと感づかれてしまっている。ラトニークとの戦いを終え天馬がミスリルストーンを集め終わったことを機に本性を現し、みのりとミスリルストーンを奪取しギャラクシーノーツ号からテレポートで脱走する。その後、ミスリルストーン及びポトムリをオズロックに引き渡したことで契約が完了し、オズロックから報酬を受け姿を消した。